# Індська цивілізація
27°19′45″ пн. ш. 68°08′20″ сх. д. / 27.329167° пн. ш. 68.138889° сх. д.

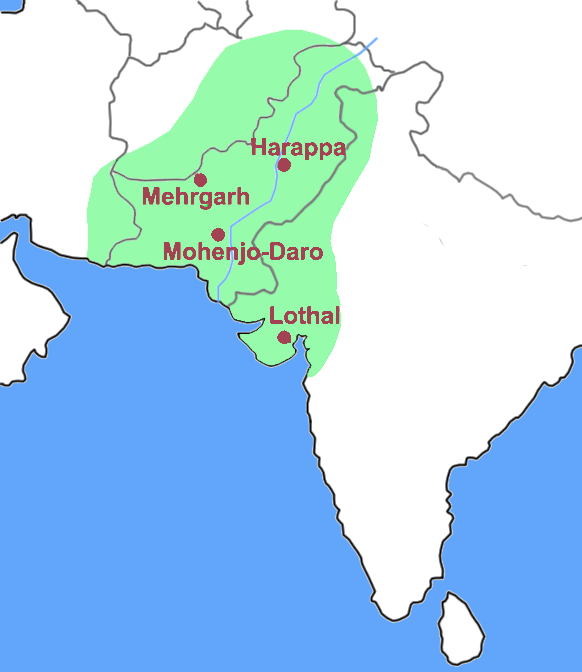
Ареал цивілізації

Індська або Хараппська цивілізація — третя за часом появи давньосхідна цивілізація бронзи, після єгипетської і месопотамської. З усіх трьох вона займала найбільшу площу. Проте Єгипет і Месопотамія проіснували як держави набагато довше. Індська цивілізація відносно швидко занепала, мавши розквіт між 2600—1900 роками до нашої ери.
Хараппська цивілізація розвивалася в долині річки Інд в 3300–1300 роках до нашої ери. Найзначніші центри — Ракхігархі (350 га), Мохенджо-Даро (300 га), Хараппа (150 га), Лотхал (60 га) і Дхолавіра — 47 гектарів. Населення в роки розквіту складало близько 5 мільйонів осіб. Зрілий період розвитку Індської цивілізації тривав з 2600 до 1900 років до нашої ери. Простягалася на територіях нинішніх Афганістану, Пакистану і Північно-Західної Індії.
Протягом III-го тисячоліття до нашої ери розпочалася аридизація — поступове виснаження водних ресурсів регіону, де знаходилася держава. Можливою причиною аридизації археологи називають зростання урбанізації в регіоні і поступове осушення ґрунтів і річок. У підсумку це могло призвести до занепаду держави. При цьому, після занепаду, населення пішло на Схід.
Перші дані про існування доарійської цивілізації в західній Індії опублікував в XIX столітті Александр Каннінгем. Остаточно існування Індської цивілізації було встановлено в 1921–1922 роках експедицією на чолі з Джоном Маршаллом.
На піку розвитку Індська цивілізація мала населення у понад 5 мільйонів осіб. Жителі долини річки Інд розробили ряд нових ремесел — обробку сердоліку, обробку кістки, металургію бронзи, міді, свинцю і олова. Міста Хараппської цивілізації відрізняються чітким плануванням будівель. Будівельний матеріал — обпалена цегла з глини. Освоєні і використовувалися складні дренажні системи, системи водопостачання та цілі кластери великих нежитлових будівель.
При розкопках міст були знайдені дитячі іграшки і невелика кількість зброї, що вказує на незначну мілітаризацію держави і відносно мирні періоди існування. Численні печатки, прикрашені тваринами і міфічними істотами вказують на розвинену торгівлю з такими віддаленими країнами як Вавилон, Шумер і південна Месопотамія.
Назви «цивілізація Інду» і «цивілізація Хараппи» — рівнозначні в археологічній літературі. Хараппа — перший археологічний майданчик, що належить до цієї цивілізації, розкопаний в 1920-х роках. Незабаром був виявлений і досліджений Мохенджо-Даро, що призвело до сенсаційних відкриттів. Ці пам'ятки належать до цивілізації зрілої Хараппи, щоб відрізняти її від культур, що передують їй і наступних за нею. Те що було до зрілої Хараппи — рання Хараппська культура. Після — пізня Хараппська культура. Ранній Харапській культурі передували місцеві неолітичні поселення сільськогосподарського типу.
До 2008 року було знайдено 1022 міста і поселення, головним чином в районі річок Інд і Гхаггар-Хакра та їхніх притоків. З них, 406 об'єктів знайдені на території нинішнього Пакистану та 616 в Індії. Розкопані і вивчені — 96 об'єктів. Серед цих 96-ти об'єктів значаться великі міські центри, в тому числі Хараппа, Мохенджо-Даро (об'єкт Всесвітньої спадщини Юнеско), Дхолавіра, Ганверівал, Ракхігархі.
Мова держави не має точної ідентифікації та її приналежність поки не ясна. Дослідження різних гіпотез тривають. До кінця не вивчені зв'язки хараппської мови і дравідійських та еламо-дравідійських мов.

## Хронологія Індської цивілізації
Археологи відзначають, що в містах долини Інду були соціальні ієрархії, система письма і великі міста, з чітким плануванням, а також торгівля з далекими для стародавнього часу державами. Це відповідає характеристикам розвиненої, зрілої стародавньої держави. Цей період склався між 2600 і 1900 роками до нашої ери — зріла Хараппа. Якщо включити період ранньої Хараппи і пізньої Хараппи, то вся Індська цивілізація мала тривалість з 3300 до 1400 років до нашої ери.
| Дати               | Основна фаза                                                          | Фаза Хараппи                                                                                           | Фази після Хараппи                                        | Епоха |
| ------------------ | --------------------------------------------------------------------- | --- | --------------------------------------------------------- | --- |
| 7000–5500 до н. е. | До — Хараппа                                                          | |                                                           | Епоха раннього сільського господарства.                                                                                             |
| 5500–3300 до н. е. | Рання Хараппа — перехідний період                                     | |                                                           | Эпоха регіоналізації — утворення окремих держав і областей 4000-2500/2300 до н. е. (Shaffer) 5000-3200 до н. е. (Coningham & Young) |
| 3300–2800 до н. е. | Ранняя Хараппа 3300-2800 до н. е. (Мугхал) 5000-2800 до н.е (Кенойер) | Хараппа 1                                                                                              |                                                           | Эпоха регіоналізації — утворення окремих держав і областей 4000-2500/2300 до н. е. (Shaffer) 5000-3200 до н. е. (Coningham & Young) |
| 2800–2600 до н. е. | Ранняя Хараппа 3300-2800 до н. е. (Мугхал) 5000-2800 до н.е (Кенойер) | Хараппа 2                                                                                              |                                                           | Эпоха регіоналізації — утворення окремих держав і областей 4000-2500/2300 до н. е. (Shaffer) 5000-3200 до н. е. (Coningham & Young) |
| 2600–2450 до н. е. | Зріла Хараппська цивілізація або цивілізація долини Інду              | Хараппа 3 А                                                                                            |                                                           | Епоха інтеграції та об'єднання. |
| 2450–2200 до н. е. | Зріла Хараппська цивілізація або цивілізація долини Інду              | Хараппа 3 B                                                                                            |                                                           | Епоха інтеграції та об'єднання. |
| 2200–1900 до н. е. | Зріла Хараппська цивілізація або цивілізація долини Інду              | Хараппа 3 С                                                                                            |                                                           | Епоха інтеграції та об'єднання. |
| 1900–1700 до н. е. | Пізня Хараппа                                                         | Хараппа 4                                                                                              | Культура поховання H Культура вохрової розписної кераміки | Епоха локалізації-розділення |
| 1700–1300 до н. е. | Пізня Хараппа                                                         | Хараппа 5                                                                                              | Культура поховання H Культура вохрової розписної кераміки | Епоха локалізації-розділення |
| 1300–600 до н. е.  | Пізня Хараппа або Залізна доба в Індії                                | Культура сірої розсписної кераміки (1200–600 до н. е.) Ведична цивілізація (1500–500 до н. е.)         |                                                           | Епоха повного розділення 1200–300 до н. е. (Kenoyer) 1500–600 до н. е.(Coningham & Young)                                           |
| 600–300 до н. е.   | Пізня Хараппа або Залізна доба в Індії                                | Культура північної чорної лощеної кераміки (Залізна доба)(700–200 до н. е.) Індія (c.500–200 до н. е.) |                                                           | Друга стадія інтеграції- об'єднання                                                                                                 |

Річкова система Інду — детальна карта з гідронімами

Питання точного датування Хараппської — Індської цивілізації, в цей час є дискусійним. Як видно з таблиці, оцінки різняться на тисячу та більше років.
Так, один з провідних у світі фахівців з історії Хараппської цивілізації, американський археолог Джонатан Марк Кенойер, доктор історичних наук університету Берклі в Каліфорнії, США, визначає початок Ранньої Харапською культури в проміжку від 5000 до 2800 років до нашої ери.
Іншу думку висловлює Рафік Мохаммед Мугхал — пакистано-американський археолог, професор археології та голова аспірантури Бостонського Університету в США, він датує ранню Хараппу з 3300 до 2800 років до нашої ери. Відповідно і датування культурних шарів зрілої і пізньої Хараппи в такому разі зміщується в ту чи іншу сторону.
Різняться думки і з приводу спільної історичної періодизації, поділ на історичні епохи. Епоха регіоналізації — утворення окремих держав і областей представлена двома точками зору.
Джим Шаффер — американський археолог, професор антропології в Університеті Кейс Вестерн резерв, США дає оцінку 4000–2500/2300 до н. е.
Робін Конінгем — британський археолог і академік, який спеціалізується на південноазійській археології та археологічній етиці. З 2005 року він є професором археології раннього середньовіччя в Університеті Дарема. Його оцінка — 5000–3200 до н. е. 

## Передісторія
З VII тисячоліття до н. е. в долині Інду і Сарасваті розвивається виробниче господарство. Виділяється особлива ранньоземлеробська культура, яку називають мергарською. У цю епоху у басейні Інду знайшли ефективний спосіб отримання харчових продуктів, оптимальний для цього регіону розвиток землеробства, мисливського промислу і зародження скотарства. Це створювало всі умови, достатні для переходу на якісно новий щабель — формування нового культурно-історичного комплексу.
Культура долини Інду не була єдиною в своєму регіоні. Так, у Амрі їй передувала місцева оригінальна культура, яка деякий час співіснувала з Хараппською.

## Перед-Хараппська цивілізація
Мехргарх — це цивілізація неоліту, між 7000 і 2500 років до нашої ери. Розташовувалася на Захід від долини річки Інд, недалеко від столиці району Качхі, Пакистан, на рівнині Качхі, в Белуджистані, недалеко від перевалу Болан. Цей археологічний об'єкт, є одним з найдавніших свідчень про розвиток сільського господарства, як зернового так і пасовищного, в Південній Азії. Згідно з Парполою, дана культура в підсумку мігрувала в долину Інду і заснувала цивілізацію Інду — ранню Хараппу.
На жителів Мехргархської культури впливав Близькосхідний кластер стародавніх землеробських утворень. Вік дотику і обміну знаннями датується в 7000 років тому. Вже тоді відбувався обмін вміннями вирощування кількох сортів пшениці, гончарними технологіями, домашніми тваринами. Саме в Мехргарху 7000 років тому почалося скотарство в Південній Індії.
Так само, в долині нині пересохлої річки Сарасваті або Гхаггара-Хакри, існувала пов'язана з Індською культурою культура Хакри. Бхіранна це археологічний об'єкт, розташований у Фатехабад (округ), Індія. Його гранична давність визначається у 8–7 тисяч років до нашої ери і заснована на датуванні деревного вугілля, знайденого на об'єкті.
На місці цього поселення між 3300–2800 рр. до н. е. сформувалася і розвивалася культура Хакра Варі. Вона збігалася в часі розвитку з ранньою Хараппою / Індської культурою. Вже на ранньому періоді свого розвитку, культура мала навички обробки міді, теракоти, сердоліку, лазуриту і стеатиту. Були знайдені мідний браслет, наконечник стріли з міді, намистинки сердоліку.
Знайдені зображення танцюючих русалок, можливо мають сакрально-релігійний зміст, подібність цих зображень, з танцюючою дівчиною, знайденою в Мохенджо-Даро настільки велика, що археолог L. S. Rao виніс версію прямого навчання майстра з Хакра Варі у майстрів в Мохенджо-Даро, настільки схожа техніка роботи.
Ці дівчата з Хакра Варі і дівчина з Мохенджо-Даро, можливо є загальним для регіону культом, пов'язаних з Апсарами — напівбогами, духами хмар і води. З ними пов'язані водні обряди, які проводилися в Індській культурі, в тому числі і з допомогою великих, спільних ванн Подібні подібності в техніці виконання робіт, релігії, свідчать про тісну культурну взаємодію.
Є свідчення помірного змішування населення вже на цій ранній історичній стадії. Культури перебували в тісній, безперервній взаємодії, при цьому неолітичні культури плавно перейшли до культури мідної доби. Згідно з дослідженнями поховань, зубів і останків людей, в формуванні мехргархського населення брали участь іранські землероби і південно-азійські мисливці, збирачі й відбувалося це між 4700–3000 роками до нашої ери.

## Рання Хараппська цивілізація

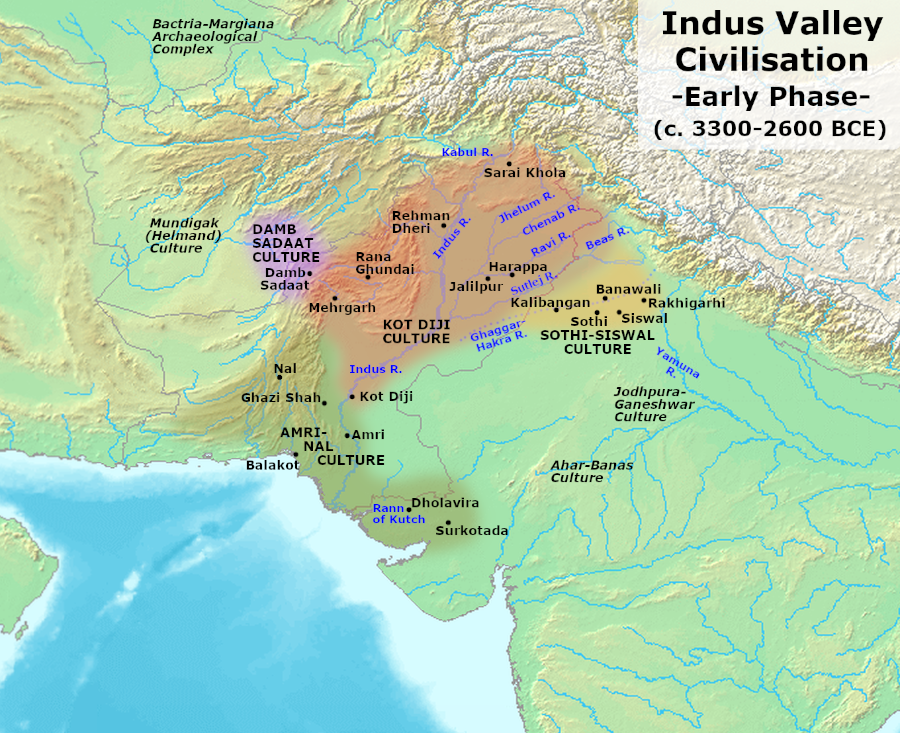
Ранній період Хараппи, 3300-2600 роки до нашої ери

Ранній період цивілізації має межі між 3300–2800 роками до нашої ери. Інша назва — Фаза ранньої Хараппи-Раві — за назвою річки. Пов'язаний з культурою Хакри, знайденою в долині річки Гаггар Хакра. Передує культурі Кот Діджи (2800–2600 рр. до н. е., Хараппа 2), розташована недалеко від Мохенджо-Даро. Найранішні знахідки Індської культури зрештою належить до 3-го тисячоліття до нашої ери.
Розвинені сільські поселення представлені Рехман-Дхері і Амрі в Пакистані. Кот Діджи представляє культуру, що веде в підсумку до зрілої Хараппи, у даної культури вже була централізована влада і поступовий розвиток урбаністичних тенденцій. Інше місто цього етапу, схоже за рівнем — Калібанган. Кот Діджи вела активну торгівлю з регіональними культурами і отримувала сировину з віддалених від своєї території джерел. Так, торгівлею, вона отримувала лазурит для виробництва бісеру. До цього часу жителі одомашнили горох, кунжут, бавовну, буйвола. Ранні громади Хараппи перетворилися у великі міські центри до 2600 років до нашої ери і дали початок періоду зрілої Хараппської цивілізації. Останні дослідження показали, що люди Індської долини переїжджали з сіл у міста.
Поступовий розвиток культури ранньої Хараппи, призвів до будівництва великих поселень, що захищаються стінами, розширення торговельних мереж та посилення інтеграції різних регіонів у відносно однакову матеріальну культуру, схожу за керамікою, орнаментами та печатками. При цьому печатки були ознакою все розвиненішої торгівлі і для свого часу мали високий рівень виготовлення.
Щодо початку формування Індської спільності є кілька версій.
Перша з них вказує на те, що високий рівень мусонних опадів був основним стимулом для розвитку Індської спільності і цивілізації.
Друга точка зору уточнює — села бронзової доби і міські громади долини Інду — це щось на зразок аномалії. При цьому палеокліматологи підтверджують, що рівень опадів став повільно знижуватися в третьому тисячолітті до нашої ери, і помітний для хліборобів рівень аридизації, осушення, якраз збігається з початком формування великих міст Індської культури. Можливо, об'єднання людей в єдині міста, було реакцією саме на появу труднощів із водою — коли вирішення проблем з водопостачанням вимагало консолідації зусиль багатьох людей. Ці міста, із наростанням посухи, протрималися ще від 300 до 400 років і потім жителі пішли в інші місця — Пенджаб і долину річки Ганг.

## Зріла Хараппська цивілізація

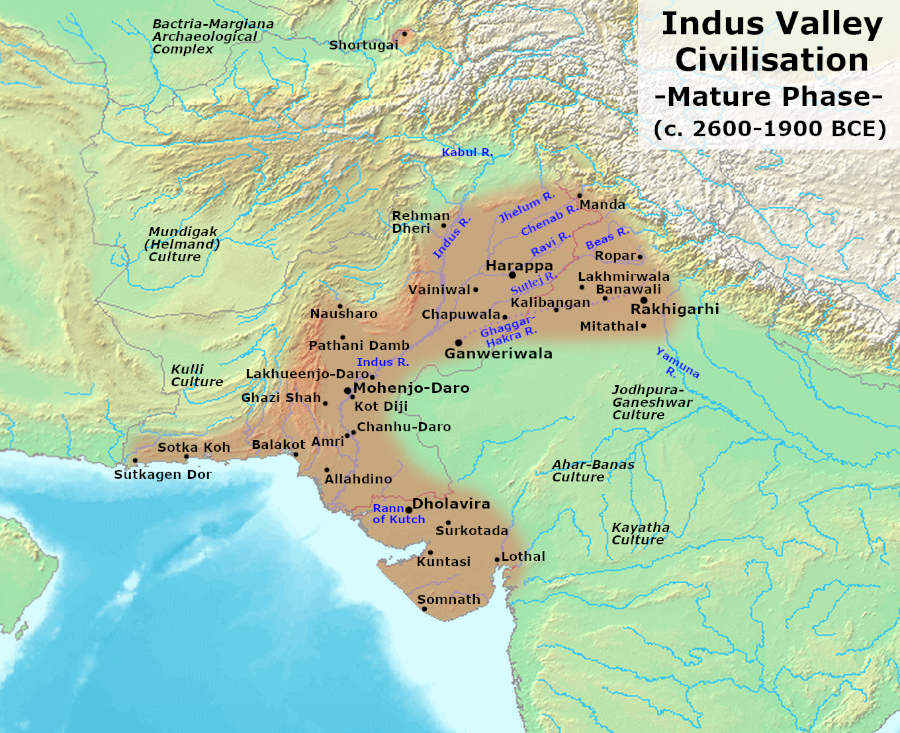
Зріла Хараппська цивілізація, 2600—1900 р до н. е.

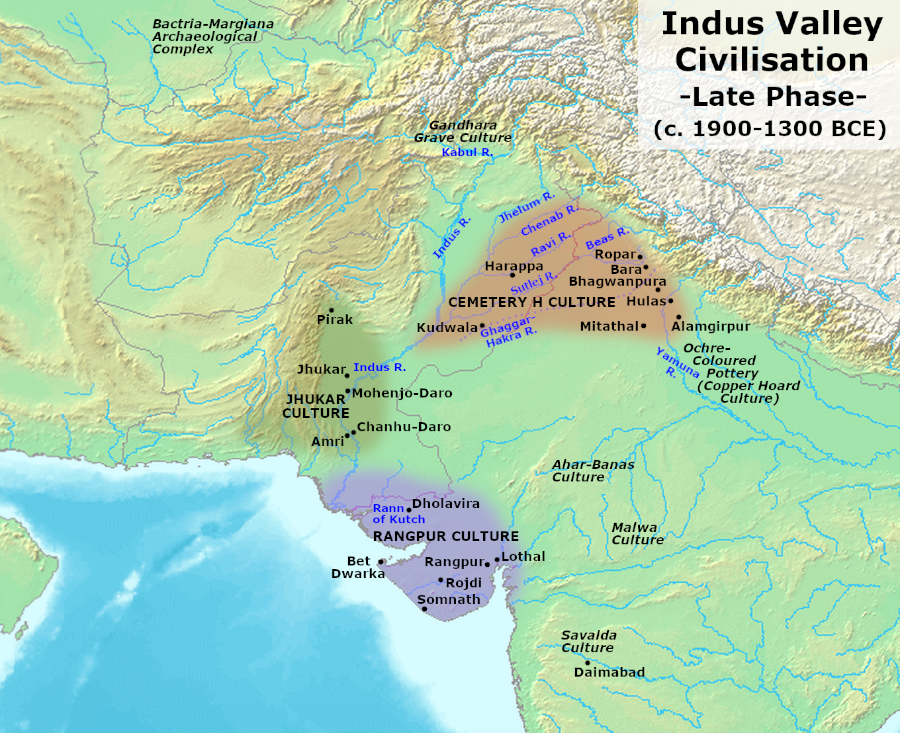
Пізня Хараппська цивілізація ок. 1900—1300 до н. е.

Тривала між 2600–1900 роками до нашої ери. За даними досліджень від 2012 року, повільне переміщення мусонів в Азії на Південь, дозволило розвивати села в долині Інду, доповнюючи повені на річці та її притоках. Ферми, розташовані вздовж річок, завдяки періодичним повеням і дощам, змогли вийти на рівень перевиробництва сільськогосподарської продукції, до надлишку їжі. Таке становище сприяло зростанню міст, однак міська влада і фермери не дбали про розвиток систем іригації, повністю покладаючись на природні мусонні опади, які зрошували землю в літній період.
В процесі розвитку культури, відбувається зростання міст, який пов'язується із скороченням опадів. Люди змушені були укрупнюватися, що б мати більше людських і матеріальних ресурсів для подальшого виживання і розвитку. До 2600 років до нашої ери, громади ранньої Хараппи перетворилися у великі міста. Частина з них розташовувалася в нинішньому Пакистані — Хараппа, Ганверівал, Мохенджо-Даро. Інші, на території теперішньої Індії — Дхолавіра, Калібанган, Ракхігархі, Рупар, Лотхал. Загальна кількість археологічних об'єктів у вигляді поселень і міст — 1052, всі в районі річки Інду і його притоків.

## Опис цивілізації

### Міста
Міста Індської культури — перші в Південній Азії, досягли такого високого рівня розвитку. Планування міст і його рівень, свідчать про те, що индці по суті мали муніципалітети сучасного типу, які дозволяли будувати і обслуговувати настільки великі міста. В першу чергу, індійська культура приділяла увагу доступності релігійних об'єктів та гігієни.
Як видно з об'єктів Мохенджо-Даро, Хараппи та Рахігархи, міське планування приділяло особливу увагу гідротехнічним спорудам, що включали в себе каналізаційну і дренажну системи. Докладніше — Гідротехніка долини Інду. Всередині міст окремі будинки і групи будинків, отримували воду з колодязів. У будинках були кімнати для купання і вода з них надходила в криті стоки, які тягнулися вздовж вулиць. Система відведення стічних вод досягла такого рівня, що їй не було рівних з інженерного опрацювання на Близькому Сході в той же період. Навіть у сучасний період Індії і Пакистану, система гідротехніки Індської культури, деколи перевершує за якістю багато районів цих країн.
Архітектура Хараппи виділяється продуманими зерносховищами, верфами, складами, майданчиками для виробництва цегли, захисними стінами. Стіни при цьому використовувалися як для оборонних цілей, так і для захисту від повеней. Однак викликає суперечки підхід Хараппи до військової справи і в цілому до монументального будівництва. На відміну від сучасників цієї цивілізації Месопотамії та Стародавнього Єгипту, Хараппська цивілізація не будувала надмірно великі будівлі. Не знайдено палаців, великих храмів. Більша частина великих будівель належить до зерносховищ. Також, в Мохенджо-Даро знайдені залишки величезної «ванни» — передбачається, що це була громадська лазня.
Стіни навколо міст, не завжди однозначно інтерпретуються як захисні споруди. Археологи припускають, що багато з них захищали саме від паводкових вод, а не від нападів противника. Більшість жителів міста, імовірно, були торговцями і ремісниками. Люди жили за своїм родом діяльності, місто ділився строго на райони, де жили ті чи інші професіонали. При розкопках знайдені скляні кульки, намисто. Так само виявлені штампи з різними зображеннями. Система писемності Індської цивілізації досі не розшифрована повністю.

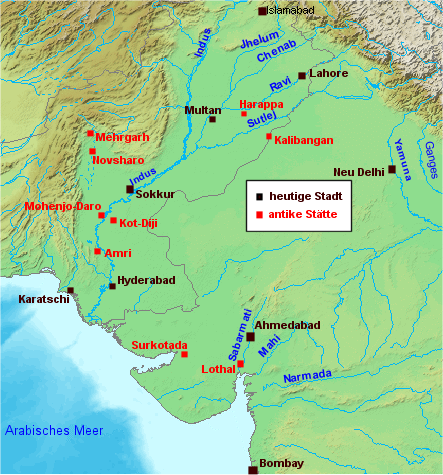
Об'єкти Хараппської Культури (червоні) і сучасні міста (чорні)

Карта річки Інд, з найбільшими за розмірами регіональними містами-центрами

Загальний рівень життя населення в культурі був відносно рівним. Дослідники відзначають її егалітарність, спрямованість на приблизно рівні умови життя для більшості людей. Всі будинки мали доступ до водогону і каналізації, включаючи систему дренажу. Подібний підхід був немислимий навіть у пізні Середні віки більшості міст Європи. У містах Хараппа і Мохенджо-Даро у кожному домі був туалет, з підведеною до нього системою каналізації.

### Влада і управління
Археологічні розкопки не дають точних відповідей щодо форми правління  Індської цивілізації. Складно визначити, які саме прошарки населення мали найбільшу політичну владу. Однак єдиний центр управління, з відповідними органами влади, наділеними великими повноваженнями, явно був. Про це свідчать міста з єдиним плануванням, складна система водопостачання, дуже схожі за дизайном посуд та інші вироби, що мали явно якийсь загальний стандарт виготовлення — цегла, печатки, кераміка, посуд, міри ваги, громадські споруди.
Це вказує на наступні тези.
Існувала єдина держава, з плануванням міст і поселень, розташуванням тих чи інших місць видобутку сировини, зі стандартами в розмірах і вазі, будівельних матеріалів, цегли, як відбувається і в наші дні.
Єдиного правителя над усією державою не було. Але явно були окремі керівники, як мінімум над великими містами цивілізації — Мохенджо-Даро, Хараппа і так далі. Подібне, з деякими особливостями і відмінностями, в історії Стародавнього світу та Античному періоді зустрічалося. Найвідоміший приклад — поліси Стародавньої Греції.
В суспільстві Індської цивілізації не було різкого розшарування в правах і достатку. Більшість мала приблизно рівний соціальний статус.

### Технологічний рівень Індської культури
Значний прогрес був досягнутий в точності вимірювання довжини, маси і часу. Це одна з перших культур, яка прийшла до потреби в єдиній системі мір і ваг. Масштабні будівельні проєкти на території Індської культури були б неможливі без цієї реформи. Найменша міра довжини, яку використовували хараппці — 1,704 мм — виявлена у вигляді шкали на слоновій кістці — Лотхала в Гуджараті. Ця шкала є найточнішою з усіх, знайдених в Бронзовому столітті. Вимірювання у інженерів Хараппи відбувалися за десятковою системою, включаючи одиниці маси.
Система мас у вигляді крем'яних зразків, була в співвідношенні 5 до 2 з вагами 0,05, 0,1, 0,2, 0,5, 1, 2, 5, 10, 20, 50, 100, 200 і 500 одиниць. Кожен блок важив близько 28 грамів, це нагадує англійську імперську унцію або грецьку унцію. Однак коливання в точності зразків мають місце. Дана система мір зафіксована в трактаті Артхашастра, написаному брахманом Чанак'я.
У металургії хараппці досягли значних успіхів — вони вміли виготовляти мідь, бронзу, свинець, олово і будували печі досить високої якості.
Вміли обробляти сердолік, золото, слонову кістку, морські мушлі.
У 2001 році археологи виявили рештки двох осіб з Мехргарха. Було виявлено, що люди Індської цивілізації, починаючи з раннього періоду, користувалися послугами стоматологів. Потім в 2006 році було доведено, що найранішні знахідки зі слідами сверління зубів у живих людей для лікування, виявлені саме в Мехргарху. Знайдені останки 9 людей із 11 просверленими отворами в зубах, датованими 7500–9000 років тому.

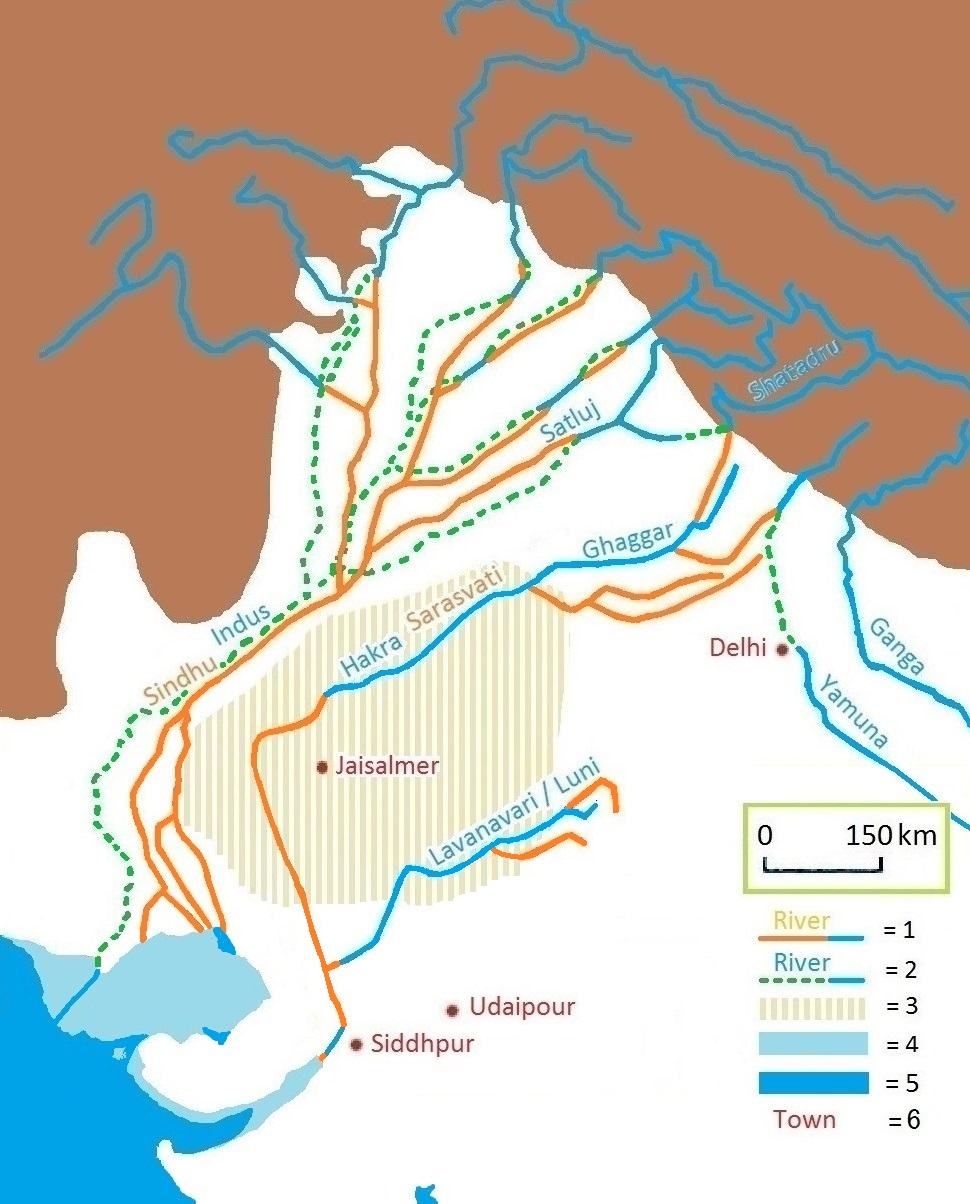
Схема пересохлих річок. Річка Сарасваті або Гхаггар-Хакра, пересохла біля 1900 років до нашої ери.
1 — Старе русло річки
2 — Сучасне русло річки
3 — Сучасна пустеля Тар
4 — Стародавнє узбережжя

Одинадцять просверлених молярних коронок від дев'яти дорослих були виявлені на кладовищі неоліту у Мехрагарху, яке датується 7500–9000 роками тому. На думку авторів, їхнє відкриття вказуює на традицію прото-стоматології в ранніх сільськогосподарських культурах цього регіону.
У Банавалі знайдений камінь, зі слідами золота у вигляді смуг для перевірки золота на якість. Цей спосіб полягає у використанні пористого, невеликого каменя — при проведенні ним по золоту й інших металах, частинки металу потрапляють в пори і мають при цьому строго певний колір. Маючи в руках інший такий же камінь, з точно відомим металом, можна визначати справжність золота. Цей спосіб і досі має поширення в деяких частинах Індії.

### Мистецтво і ремесла

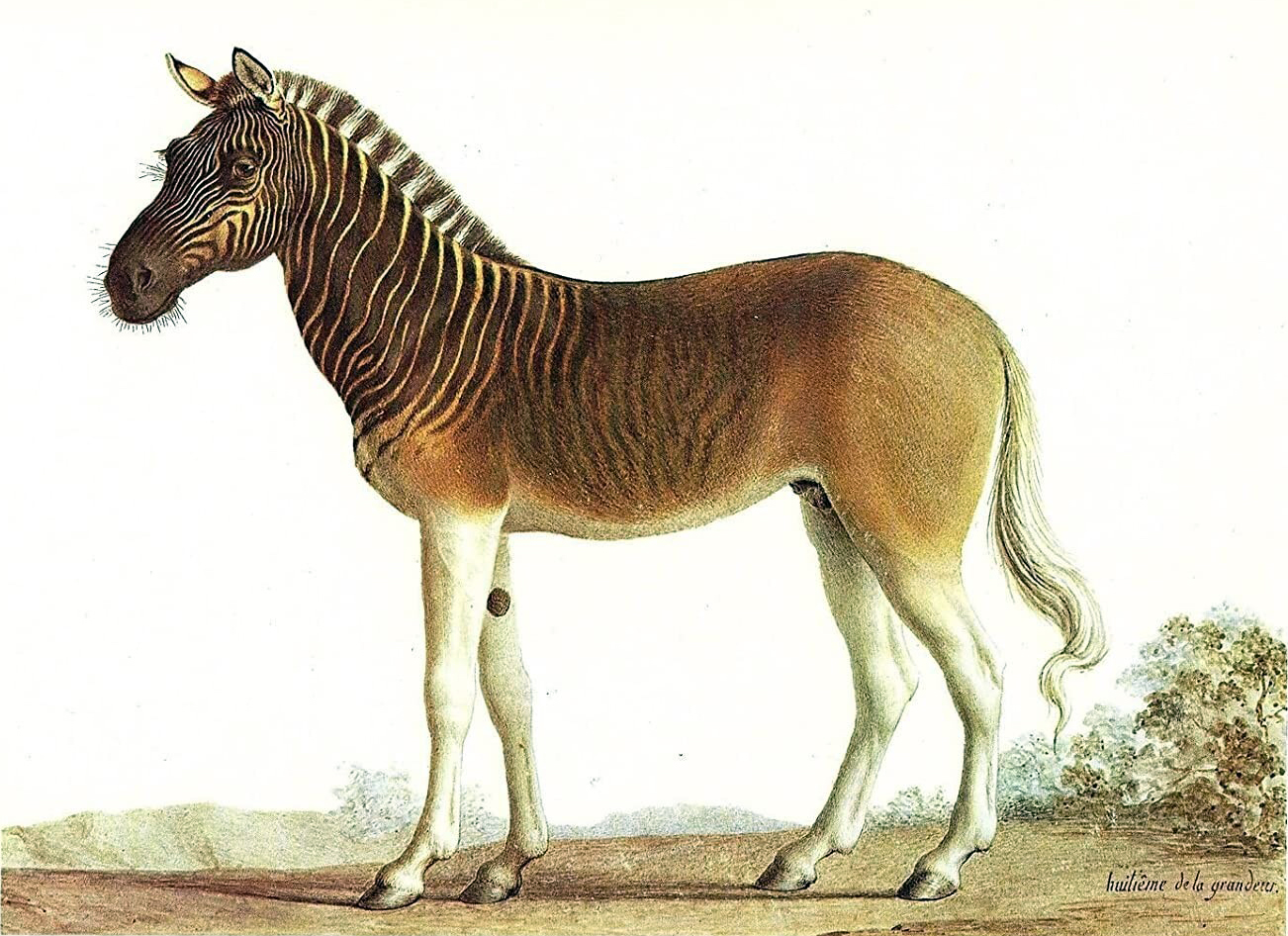
Малюнок 1793 року — квагга

Гаплогруппа L-M20 має високу частоту в долині Інду. Зазначено, що розподіл частоти і передбачуваний час розширення ~ 7 000 років тому у цій лінії свідчать про те, що її поширення в долині Інду може бути пов'язано з розширенням місцевих фермерських груп в неолітичний період

На розкопках знайдені скульптури, печатки, бронзові посудини, кераміка, золоті прикраси, анатомічно деталізовані фігурки із теракоти, бронзи і стеатиту. Ряд золотих, теракотових і кам'яних фігурок дівчат у танцювальних позах, вказує на наявність якихось ритуальних танців. Теракотові фігурки так само зображують корів, ведмедів, мавп, собак. Існує приклад, коли зображення не вдалося точно визначити — тварина зображувалася як частково бик, почасти зебра, з одним рогом. Є припущення, що ця тварина мала сакральний чи релігійний сенс і не була прив'язана до реально існуючого виду. Однак образ тварини досить поширений у Хараппі. Серед різних видів тварин, у тому числі і копитних, є цікаві приклади — такі як квагга. Квагга має ряд подвійних рис — від коня і зебри і можливо у Хараппі стикалися у подібним, незвичайним видом, який згодом вимер, як і квагга.
Археолог Джон Маршалл — дослідник, що відкрив Мохенджо-Даро і Хараппу з подивом відреагував, побачивши знамениту бронзову статуетку культури Інду — танцюючу маленьку дівчину.
Цитата.
«When I first saw them I found it difficult to believe that they were prehistoric; they seemed to completely upset all established ideas about early art and culture. Modeling such as this was unknown in the ancient world up to the Hellenistic age of Greece, and I thought, therefore, that some mistake must surely have been made; that these figures had found their way into levels some 3000 years older than those to which they properly belonged …. Now, in these statuettes, it is just this anatomical truth which is so startling; that makes us wonder whether, in this all-important matter, Greek artistry could possibly have been anticipated by the sculptors of a far-off age on the banks of the Indus»
"Коли я вперше побачив її, мені було важко повірити, що вона була доісторичною, вона, здавалося, повністю спростувала всі сформовані ідеї про раннє мистецтво і культуру. Моделювання, подібне цьому, було невідоме в стародавньому світі аж до елліністичного століття Греції, і тому я подумав, що, напевно, була зроблена якась помилка, що ці фігури потрапили на розкопки, які були на 3000 років старші за тих, до яких вони належали … У цих статуетках така анатомічна істина, яка настільки вражаюча, що змушує нас задатися питанням — чи можна припустити, що грецькі митці мали вчителями людей із далекої культури Інду…
Практикувалася обробка мушлів, кераміки, агату, виготовлення глазурованих дрібних гранул, з цих матеріалів робилося згодом намисто, браслети. Знайдені теракотові жіночі фігурки, віком 2800–2600 років до нашої ери. Вони мали червоний колір і помітний поділ волосся на голові. У Мохенджо-Даро знайдені зображення людських фігур, на яких видно, як людина стоїть на голові і, в іншому випадку, сидить схрестивши ноги — це одна з вказівок на те, що вже тоді люди практикували подобу йоги.
У Лотхаллі знайдено зображення арфоподібного інструменту — це вказує на наявні струнні музичні інструменти. Так само хараппці робили іграшки та ігри, серед яких зустрічаються кубічні кістки, з одним — шістьма отворами на гранях — вони виявлені в Мохенджо-Даро.

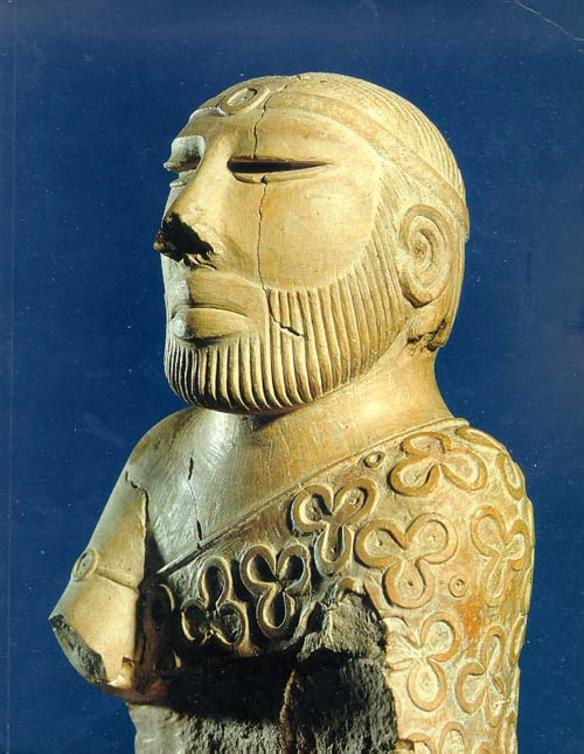
Статуя «Священник-Король», Мохенджо-Даро, пізній зрілий період Хараппи, Національний музей, Карачі, Пакистан
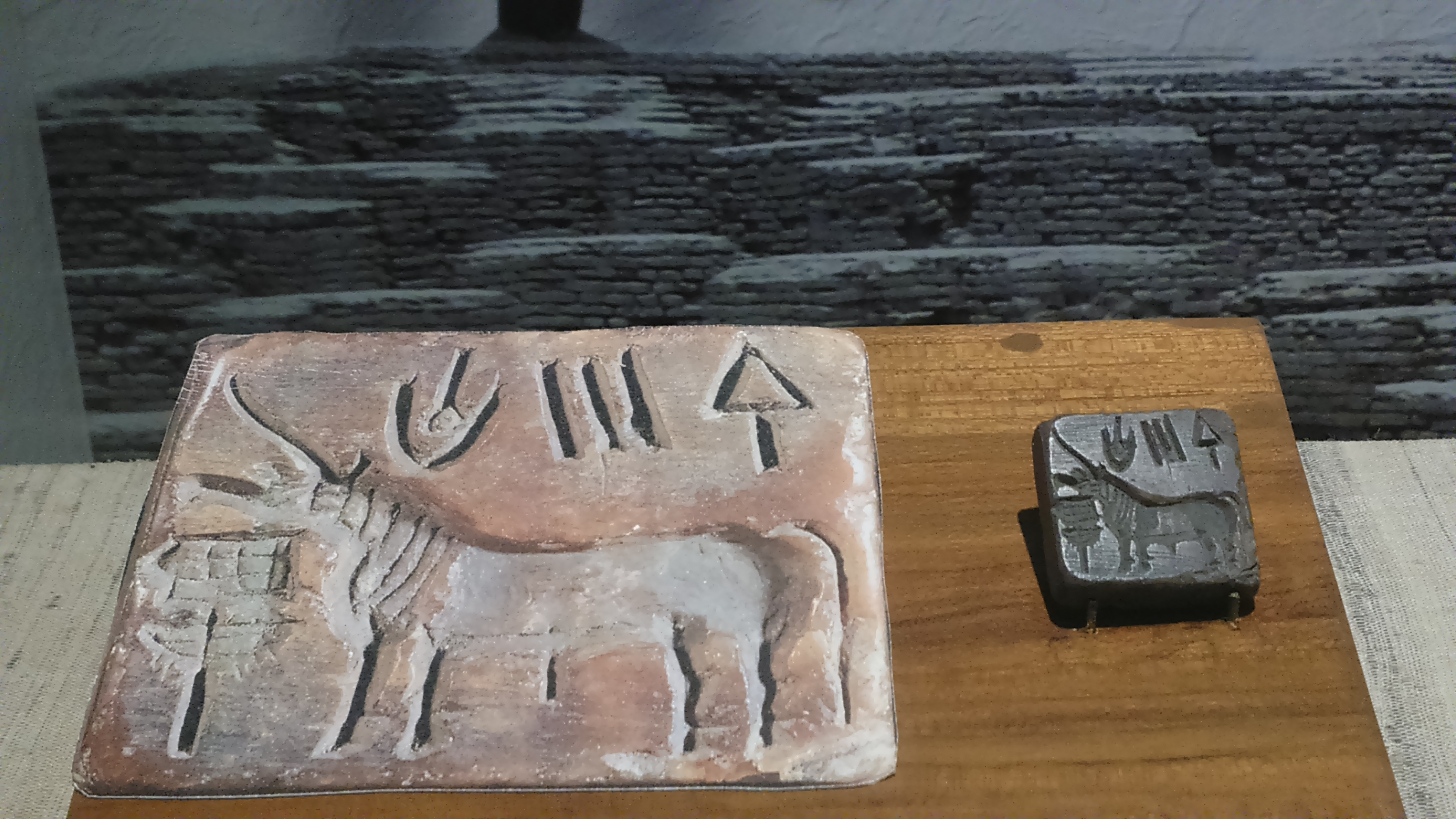
Печатка із зображенням "єдинорога", долина Інду, Індійський музей
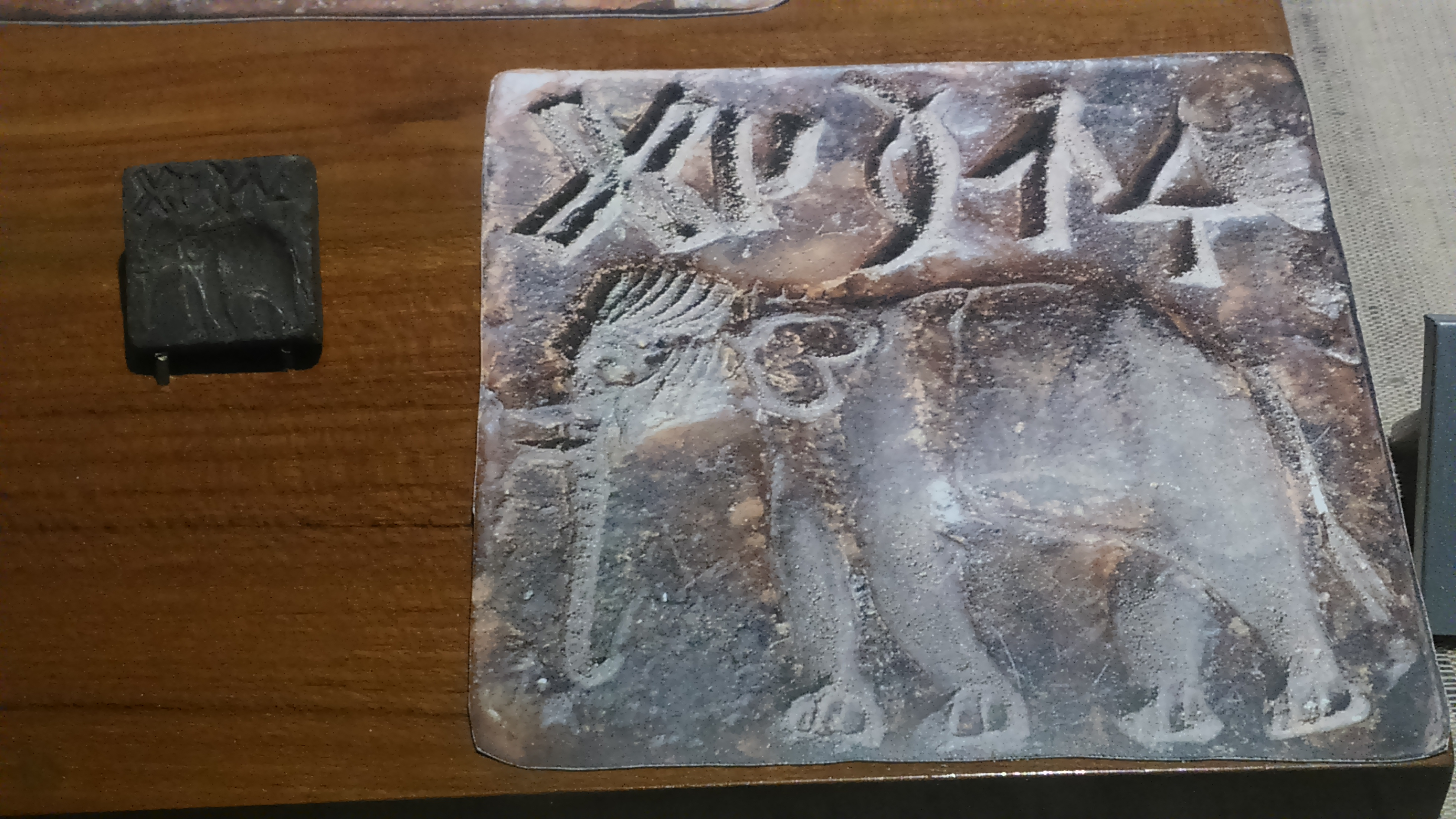
Печатка зі зображенням слона, долина Інду.
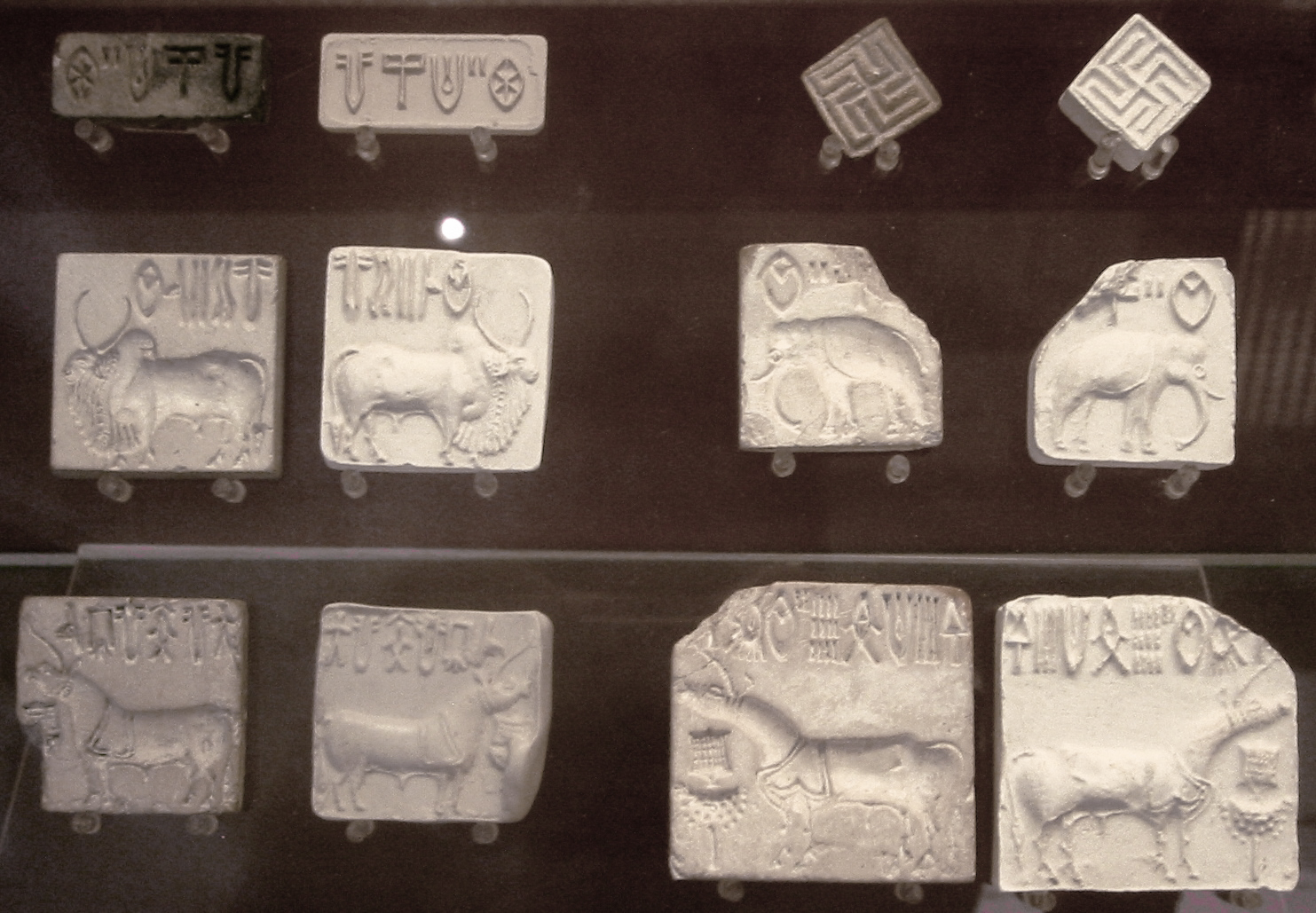
Печатки, долина Інду, Британський музей. Серед печаток помітна характерна "свастична" печатка, печатка із зображенням зебу, або його предка - виділяється характерний для зебу горб.
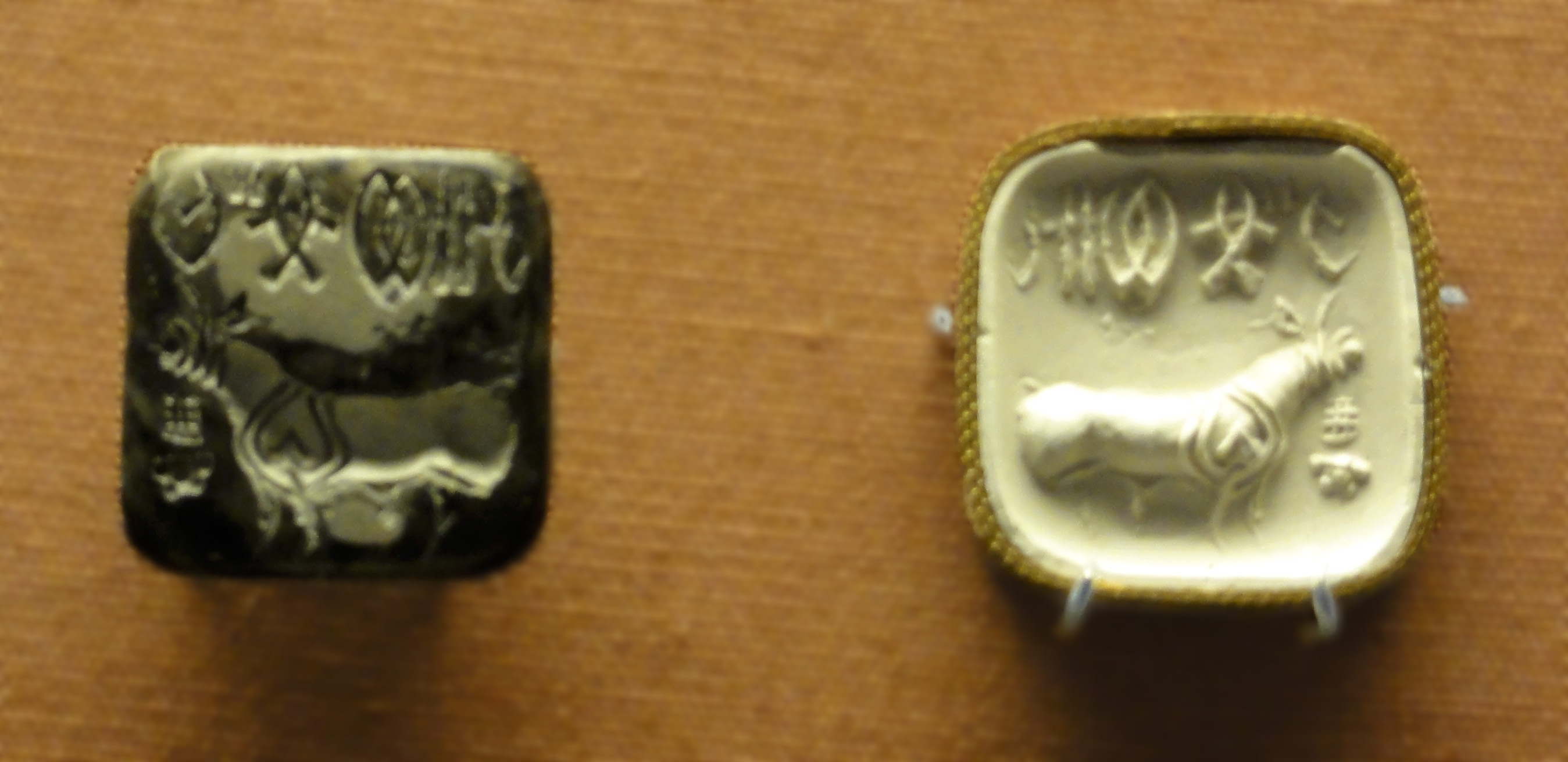
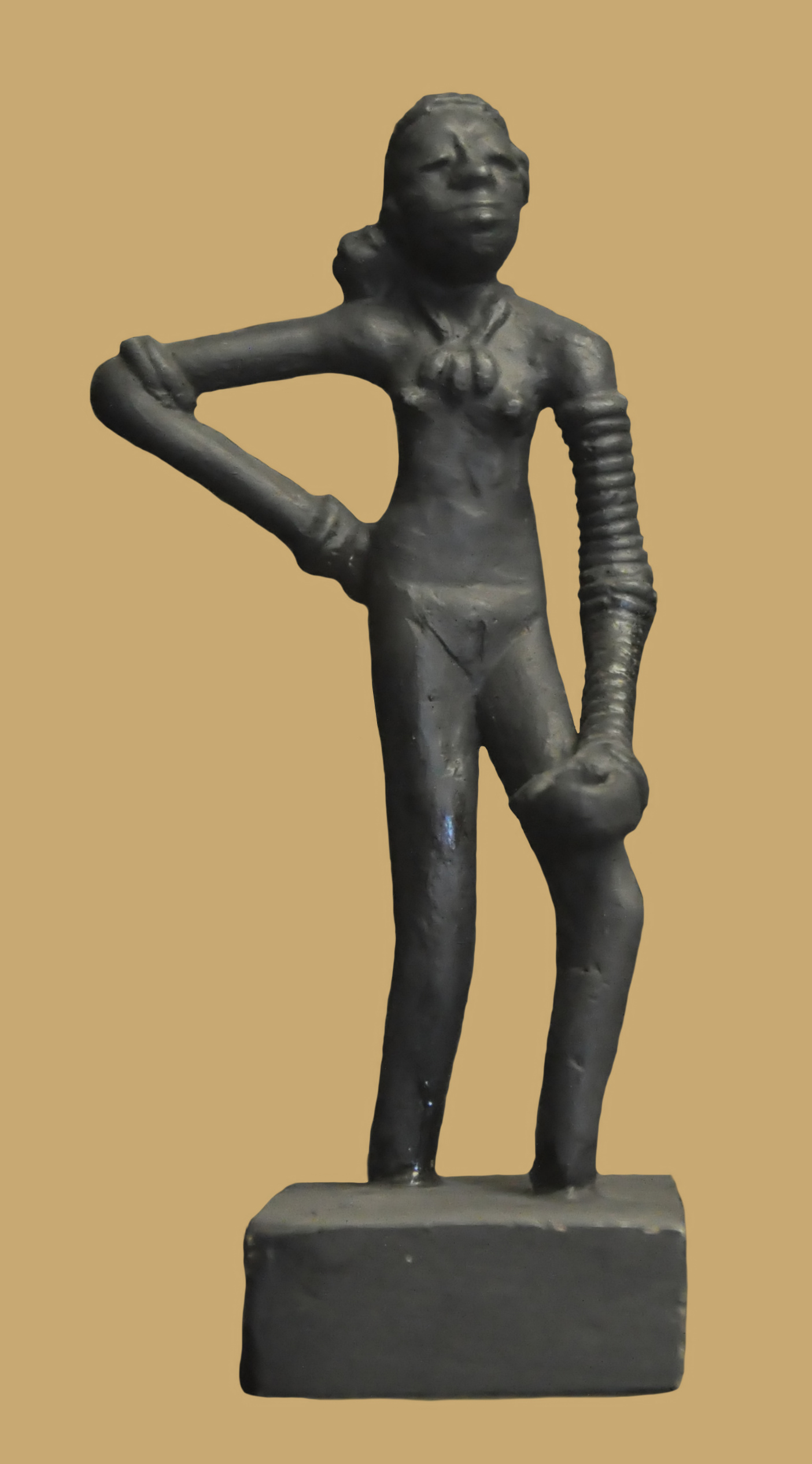
Репліка танцюючої дівчини із Мохенджо Даро.
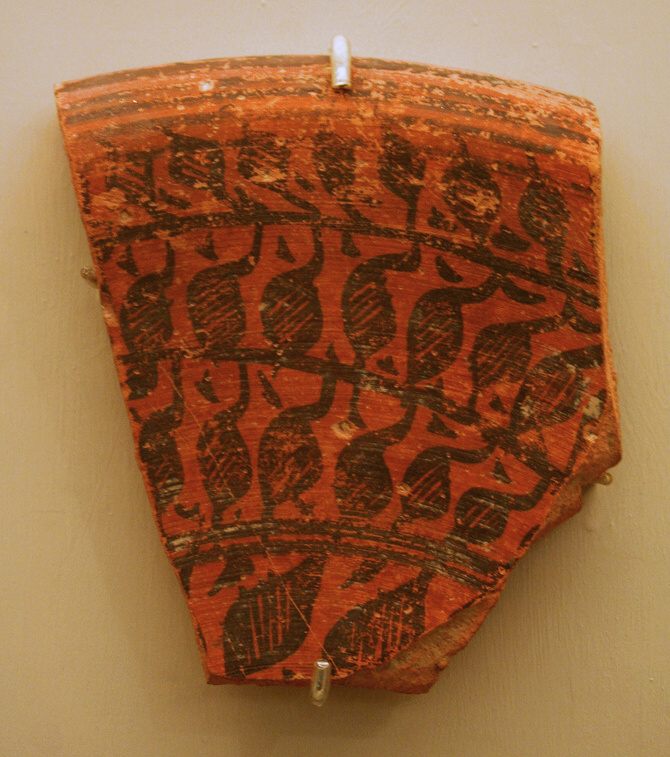
Чанх-Даро. Фрагмент глибокої посудини, біля 2500 р. до н. е. Червона кераміка з червоним і чорним малюнком. Розміри -  12,5 × 15,5 см. Музей Брукліна.
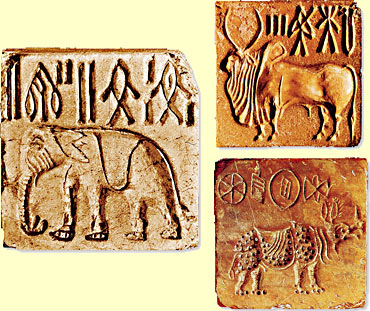
Долина Інда, печатки із зебу, слоном і носорогом, 2500-1900 р. до н.е.
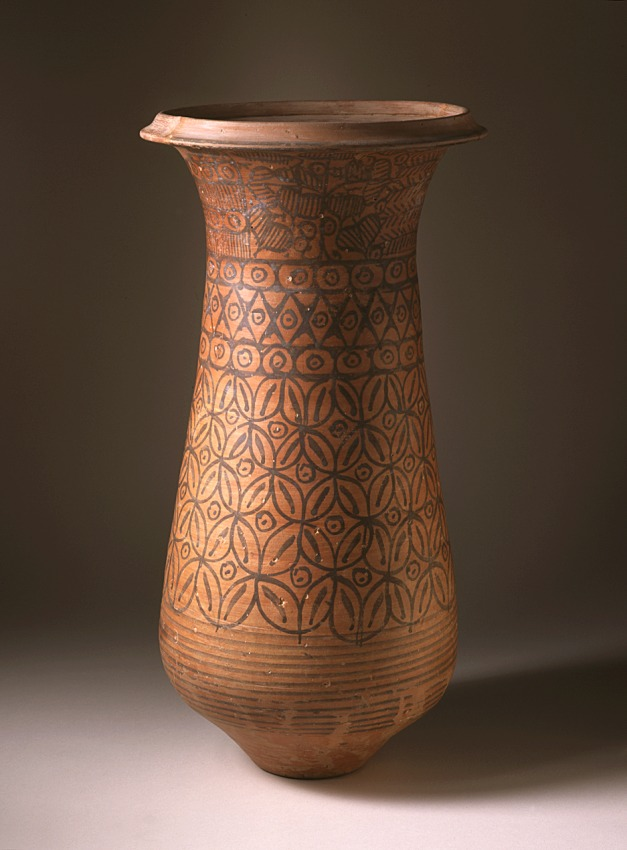
Церемоніальна керамична посудина — Хараппа, 2600 - 2450 років до нашої ери.
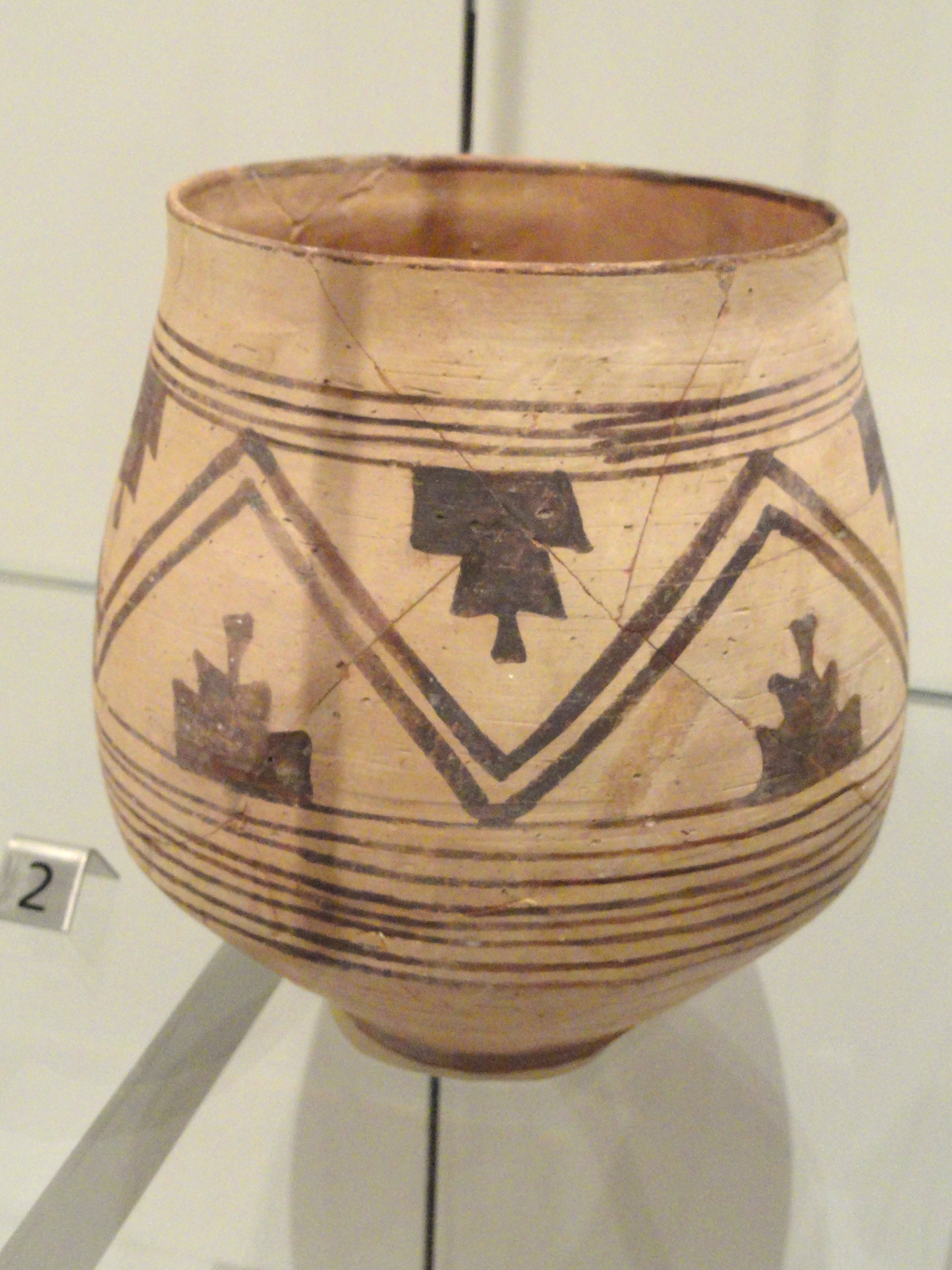
Глечик, знайдений у Пакистані - Белуджистан, приблизно 2500 - 1900 роки до нашої ери.
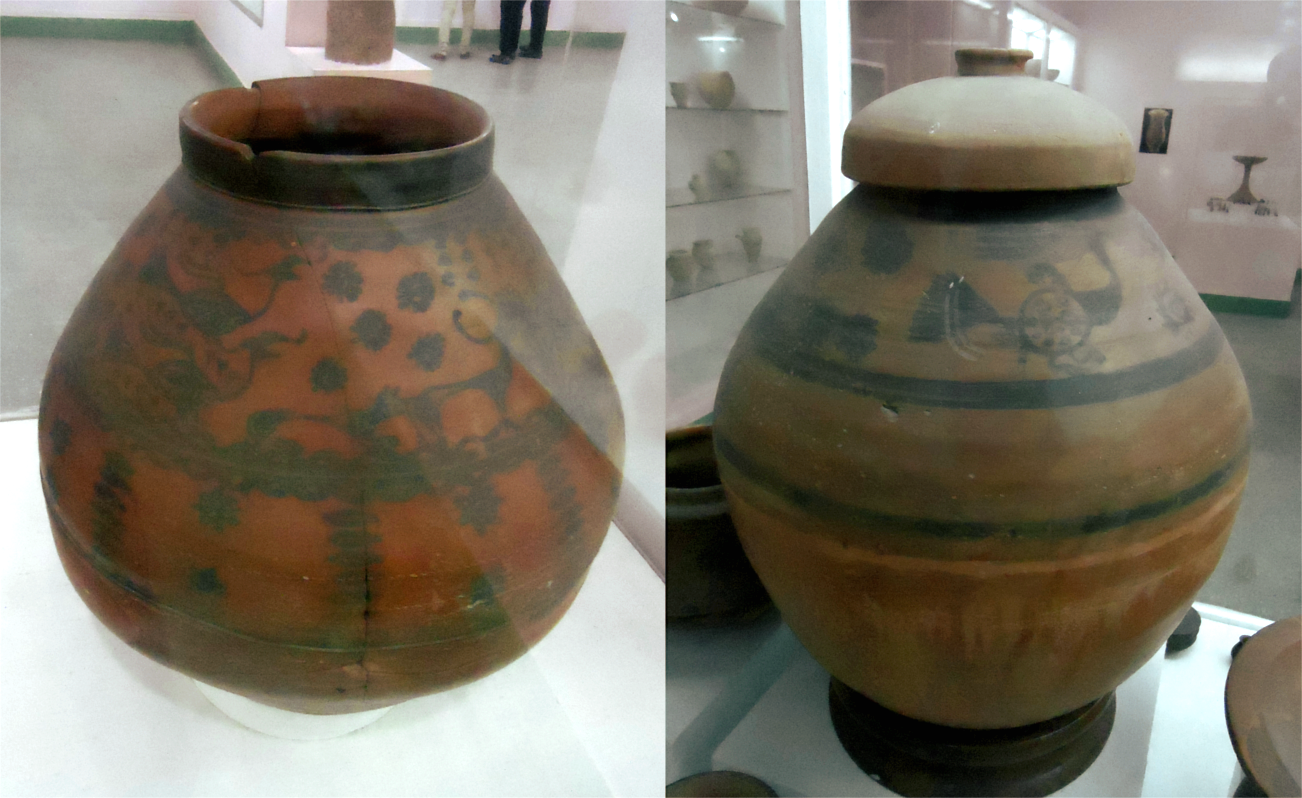
Урни з кераміки, Хараппа.
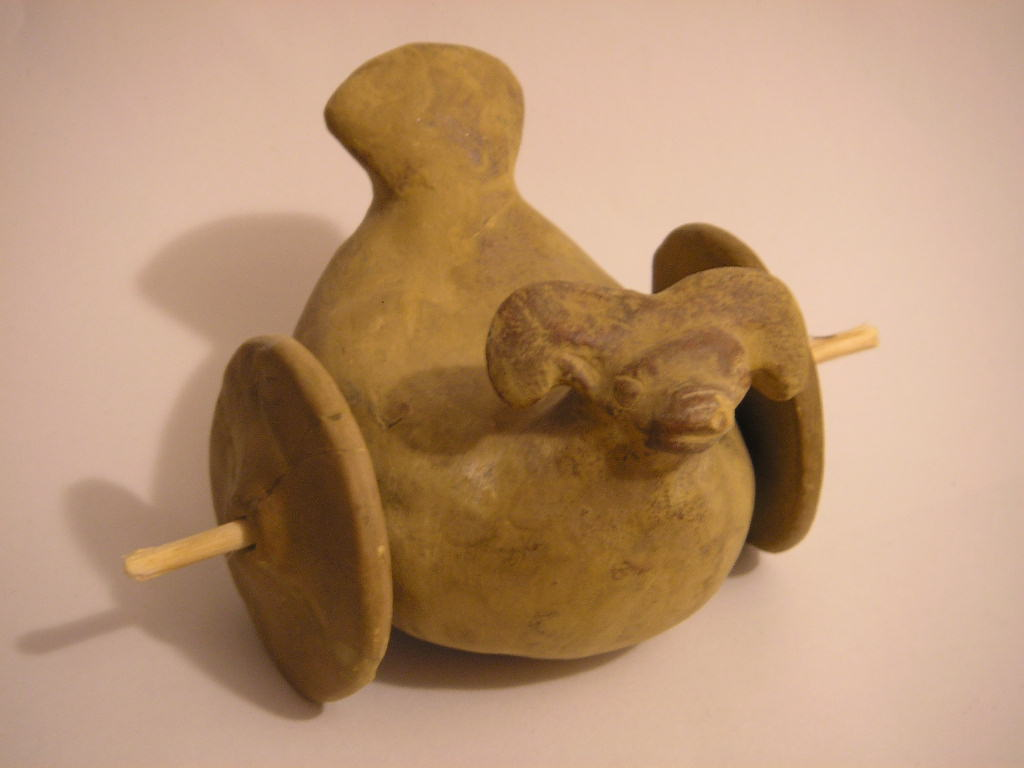
Іграшка з колесами, Мохенджо-Даро.
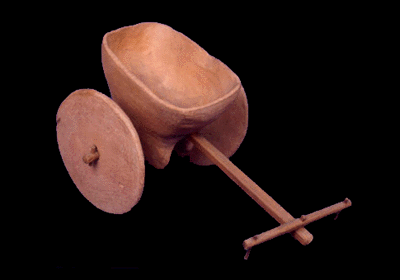
Дитяча іграшка, Хараппська культура.
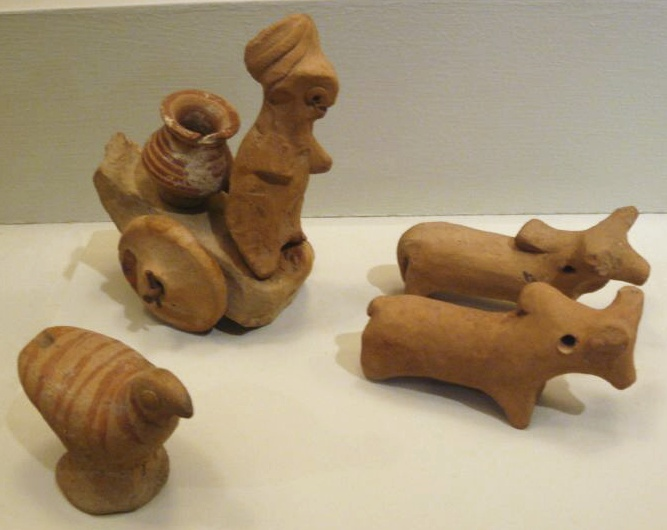
Маленькі терракотові статуетки, груба робота, типова для того часу.
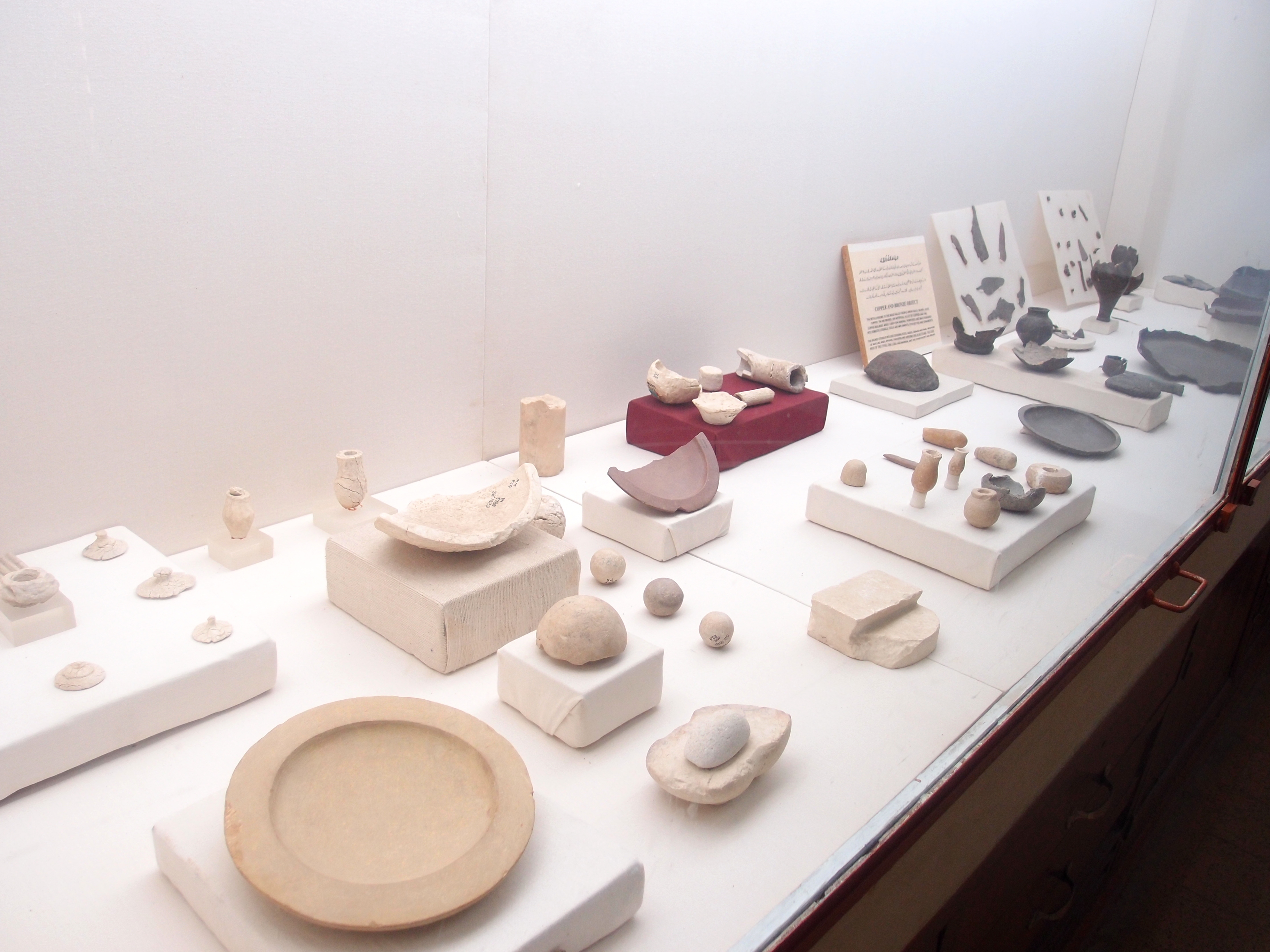
Мохенджо-Даро - музейні експонати.
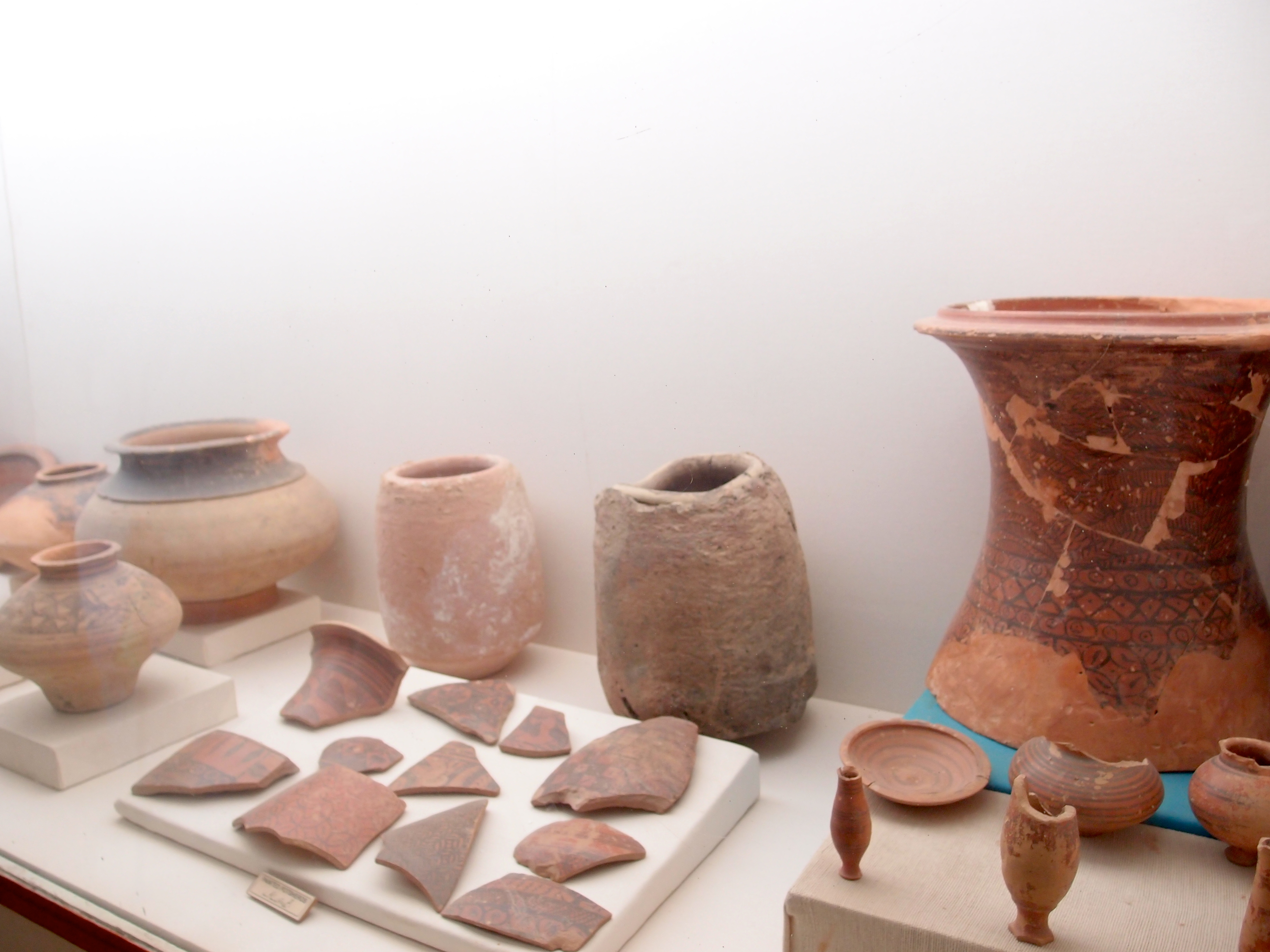
Мохенджо-Даро - музейні експонати 2.
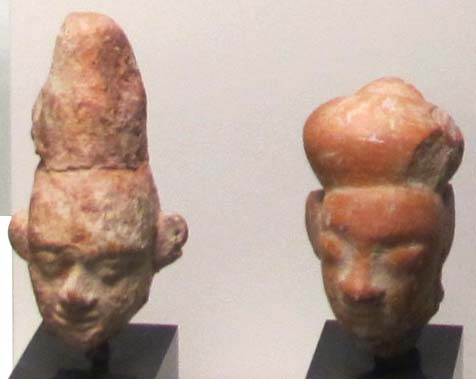
Хараппа - фігурки.

### Торгівля і транспорт
Економіка цивілізації Інд — Хараппи, мабуть була торгової спрямованості, без упору на мілітаризацію. Хараппи досягли значного прогресу в транспортних технологіях. Можливо, саме Індійська культура першою стала масово використовувати колісний транспорт. Перше з таких досягнень — вози запряжені биками, причому подібний принцип упряжі зустрічається по всій Південній Азії і сьогодні. Так само Хараппці використовували човни — більшість з них були невеликими, з плоским дном, керованими вітрилами, за принципом ідентичні сучасним, застосовуваним в тих же місцях і сьогодні. При цьому є свідчення морського судноплавства і кораблебудування. Археологи виявили широкий, викопаний канал і те, що ідентифікується як шлюз, в прибережному місті Лотхалі. Так само виявлена велика мережа каналів для зрошення, її знайшов H.-P. Francfort

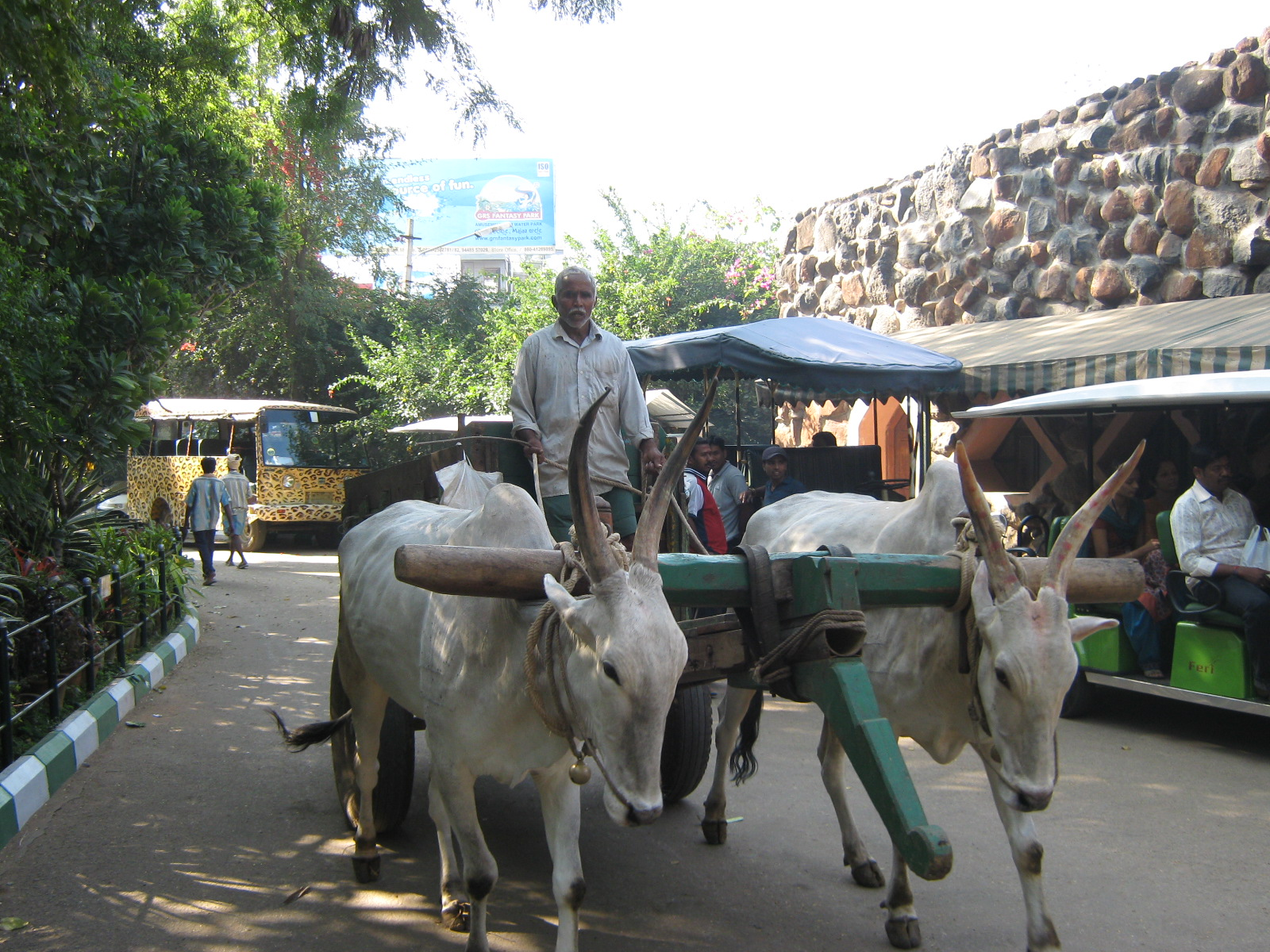
Упряж з парою биків-зебу, Індія. Точно такі ж за принципом упряжі, зображені на численних печатках, зображеннях, знайдених при розкопках Індської культури

У період 4300–3200 років до нашої ери, або між 6300–5200 років тому, в період мідної доби — халколіту, область, де розташовувалася Індська — Хараппська культура, показує схожість в керамічних виробах з культурами Південного Туркменістану і Північного Ірану. Це передбачає значну рухливість, мобільність населення, активну торгівлю. У період ранньої Хараппи між 3200–2600 роками до нашої ери, фіксується схожість в кераміці, печатках, фігурках, прикрасах — це підтверджує інтенсивну караванну торгівлю з Центральною Азією і Іранським плато.
Судячи зі знайдених артефактів, що належать до Індійської культури, торгова мережа об'єднувала величезну територію, що включала частину Афганістану, прибережні райони Ірану, Північну і Західну Індію і Месопотамію. Дослідження зубної емалі у людей, похований у Хараппі, вказують на їх міграцію з долини річки Інд. Так само є свідчення торгових контактів із Давнім Єгиптом і островом Крит — Егейською цивілізацією.
Між портами Хараппи та Месопотамії була розвинена мережа морських перевезень, яка почалася в середній Хараппі. При цьому велика частина товарів йшла через посередників з Дільмуна — сучасні Бахрейн і Файлака, розташовані в Перській затоці. Плавання на такі далекі відстані по морю, стали можливими з будівництвом стандартизованих кораблів, забезпечених однієї центральною щоглою, з вітрилом з тканини. Подібний підхід до доставки вантажів по морю, коли можуть використовуватися перевалочні пункти, що знаходяться між портами, застосовується у світовій торгівлі і по сьогодні.
Прибережні поселення, такі як Соткаген-дор, на річці Дашт, на північ від Дживанні, Сохта Кох — на річці Шаді, на північ від Пасни і Балкот — близько Сонміані в Пакистані — утворюють взаємозалежну мережу разом з Хараппським Лотхалом. По суті це мережа торгових форпостів — кожен із них це порт, розташований у неглибокій гавані біля річок, що впадають у море. Подібний підхід дозволяв підтримувати активну торгівлю з Месопотамією.
Daniel T. Potts (2009), Цитата.
"Зазвичай вважається, що велика частина торгівлі між долиною Інду і західними сусідами, йшла по Перській затоці, а не на суші. Хоча немає незаперечного доказу того, що це дійсно так, розподіл артефактів Інду на Оманський півострів, в Бахрейні та в південній Месопотамії, вказує на можливість того, що ряд морських маршрутів з'єднував долину Інду і регіон Перської затоки "..
Також у 80-ті роки двадцятого століття, в Рас-ель-Хадд, Оман — були зроблені археологічні відкриття, які свідчать про торгівлю і постійні маршрути, що сполучали Індську цивілізацію і Аравійський півострів.

### Сільське господарство
Первинний осередок одомашнення — доместикації ячменю і корів породи зебу, можливо знаходився саме в Північно-Західній Індії — це підтверджується рядом знахідок. При цьому ряд археологічних і географічних факторів і знахідок, вказують, що землеробство починаючи з неоліту, прийшло з Близького сходу в Північно-Західну Індію.
На думку французького археолога Jean-Francois Jarrige, сільське господарство мало незалежне походження в Мехрагарху, попри подібність, яке він відзначає між неолітичними об'єктами Східної Месопотамії і Західної Долини Інду. Це свідчить про континуум — безперервний зв'язок у культурі між цими об'єктами в Стародавньому світі. При цьому археолог робить висновок, що Мехрагарх має більш ранній приклад доместикації зернових культур і не є в цьому плані, вторинним по відношенню до Близького Сходу. Його підтримує археолог Джим Шаффер — знахідки в Мехрагарху вказують, що виробництво харчових продуктів було організовано на основі місцевих, Південно — Азійських умов і рослин. Розкопки в цьому місці підтверджують, що урбанізація і складна соціальна організація в Південній Азії з'явилися в дуже віддалені часи, поряд з Близьким Сходом.
Однак археологи не заперечують, що культурний обмін між регіонами відбувався вже тоді. Населення Мехрагарху культивувало ячмінь та пшеницю. Однак Шаффер зазначає, що основою для вирощування і харчування був саме ячмінь, виведений з двох-рядного ячменю до рівня шести-рядного, по суті це приклад стародавньої селекції рослин, з метою поліпшення їх характеристик. Археолог Гангал погоджується з доводами про те, що ячмінь міг бути доместікований саме в Південній Азії, незалежно від Близького Сходу. Цей висновок він засновує на переважному рівні вирощування ячменю над іншими культурами в Мехрагарху — понад 90 відсотків. Це вказує на цілком обґрунтовану можливість доместикації ячменю цією культурою.

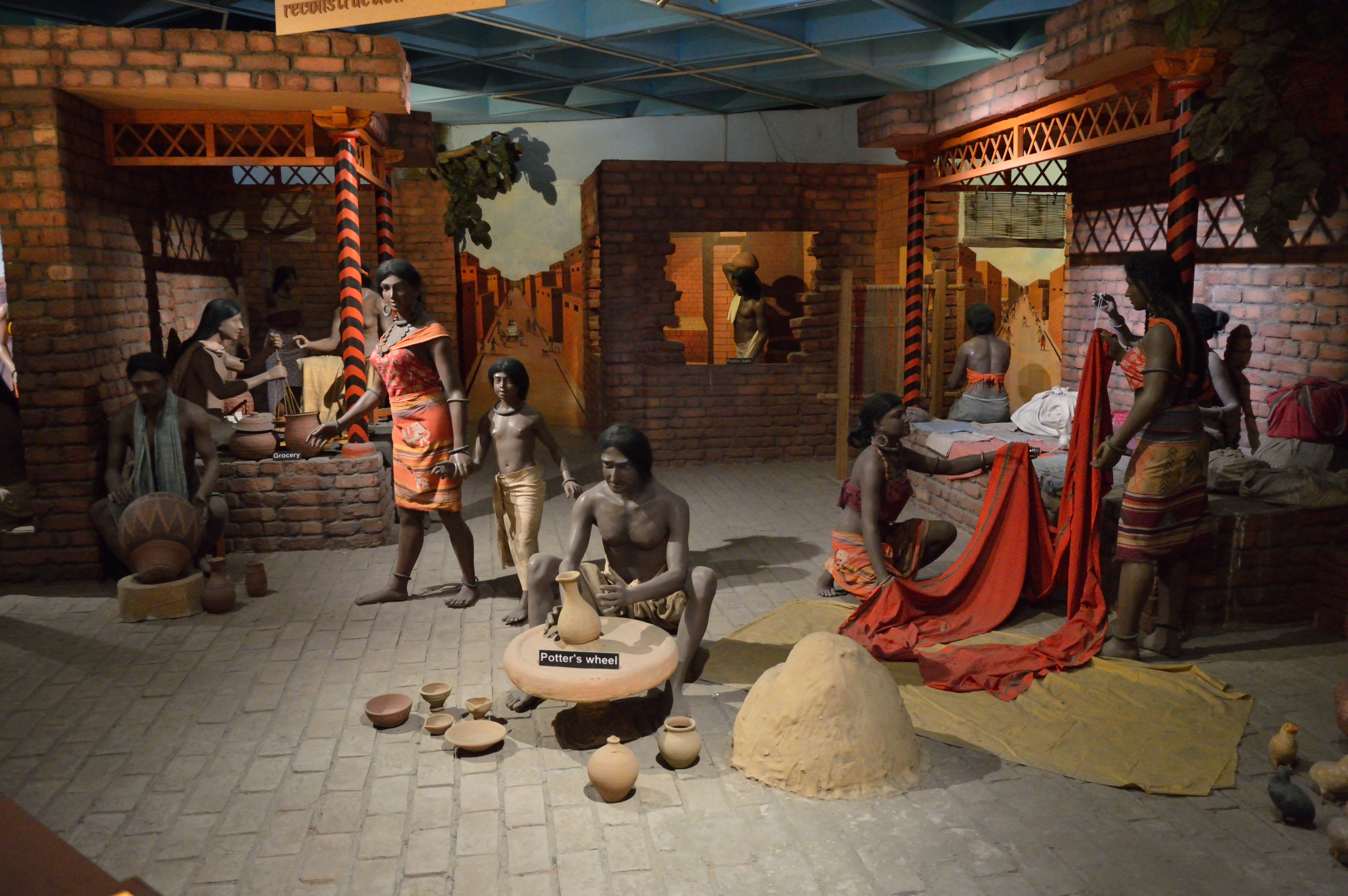
Реконструкція побуту Хараппської культури
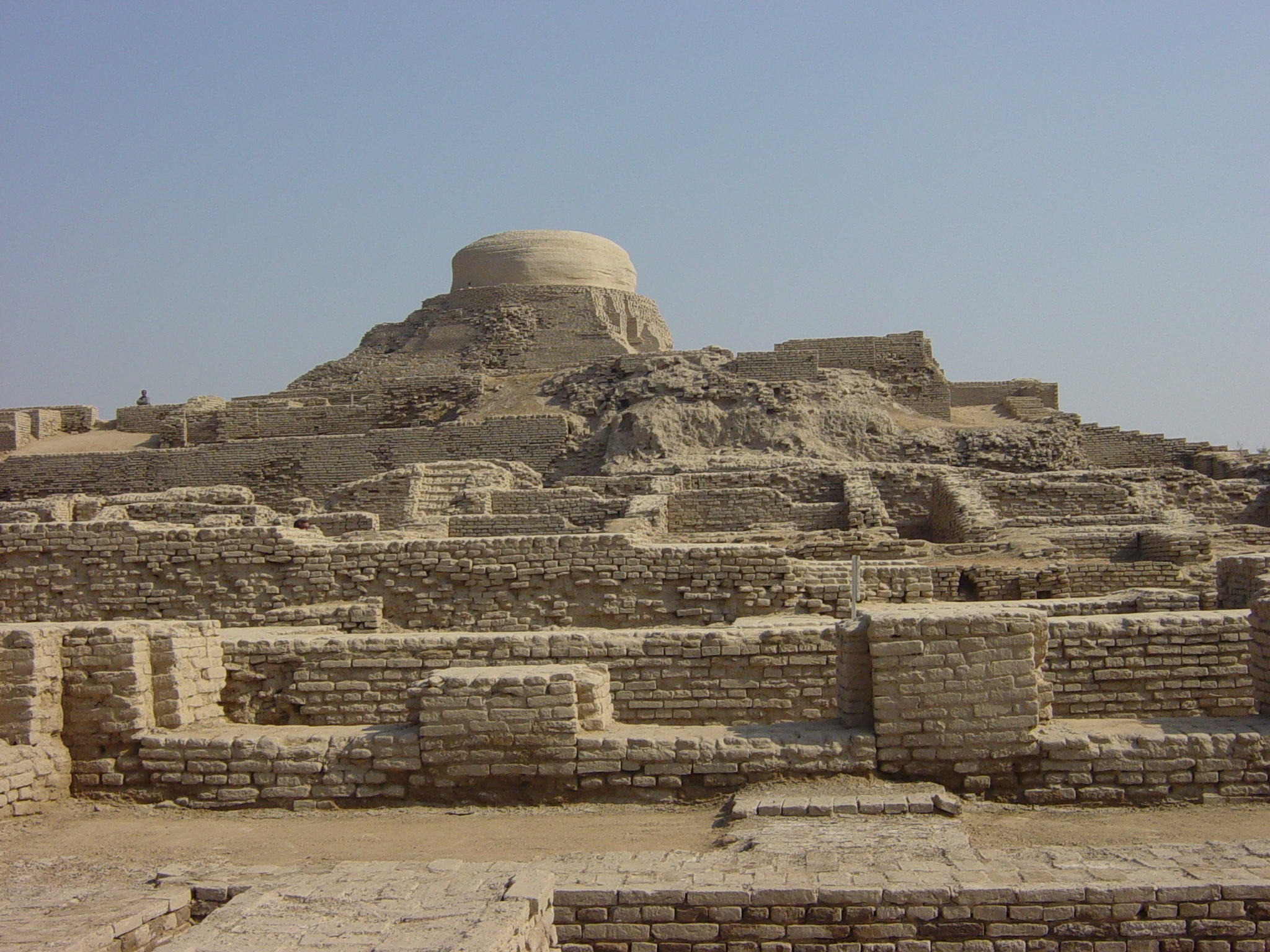
Руїни, Мохенджо-Даро
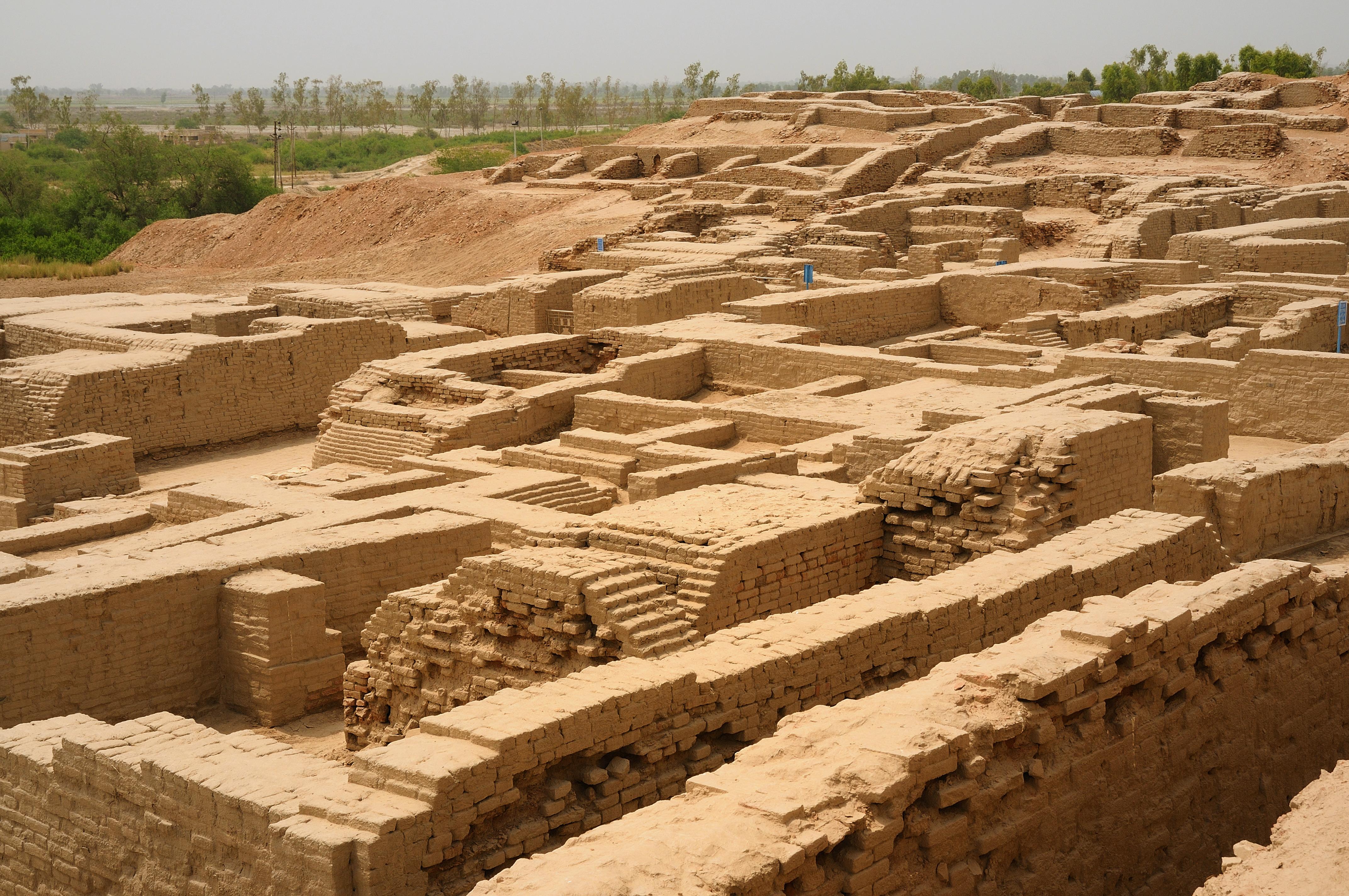
Руїни, Мохенджо-Даро
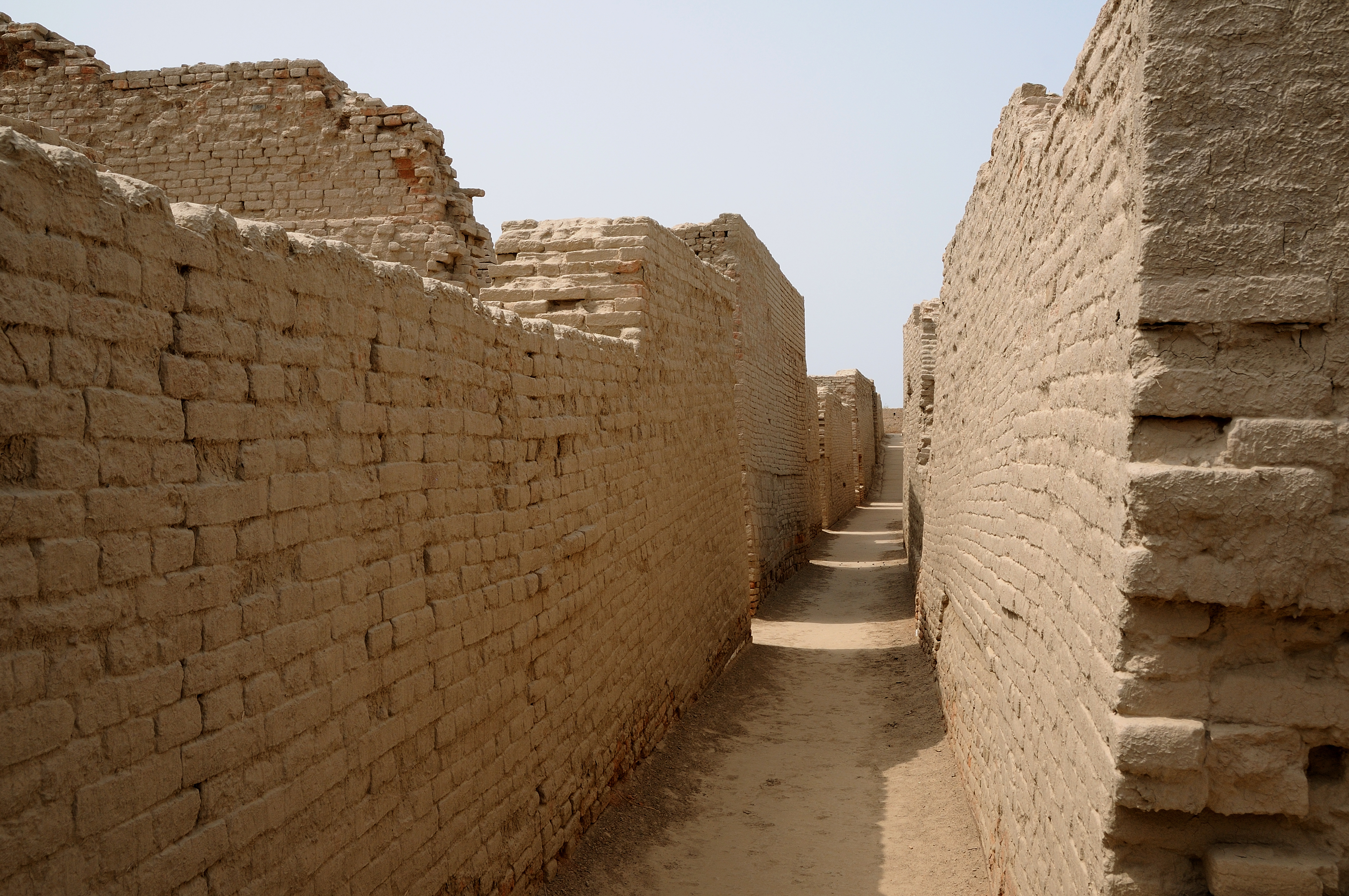
Мохенджо-Даро
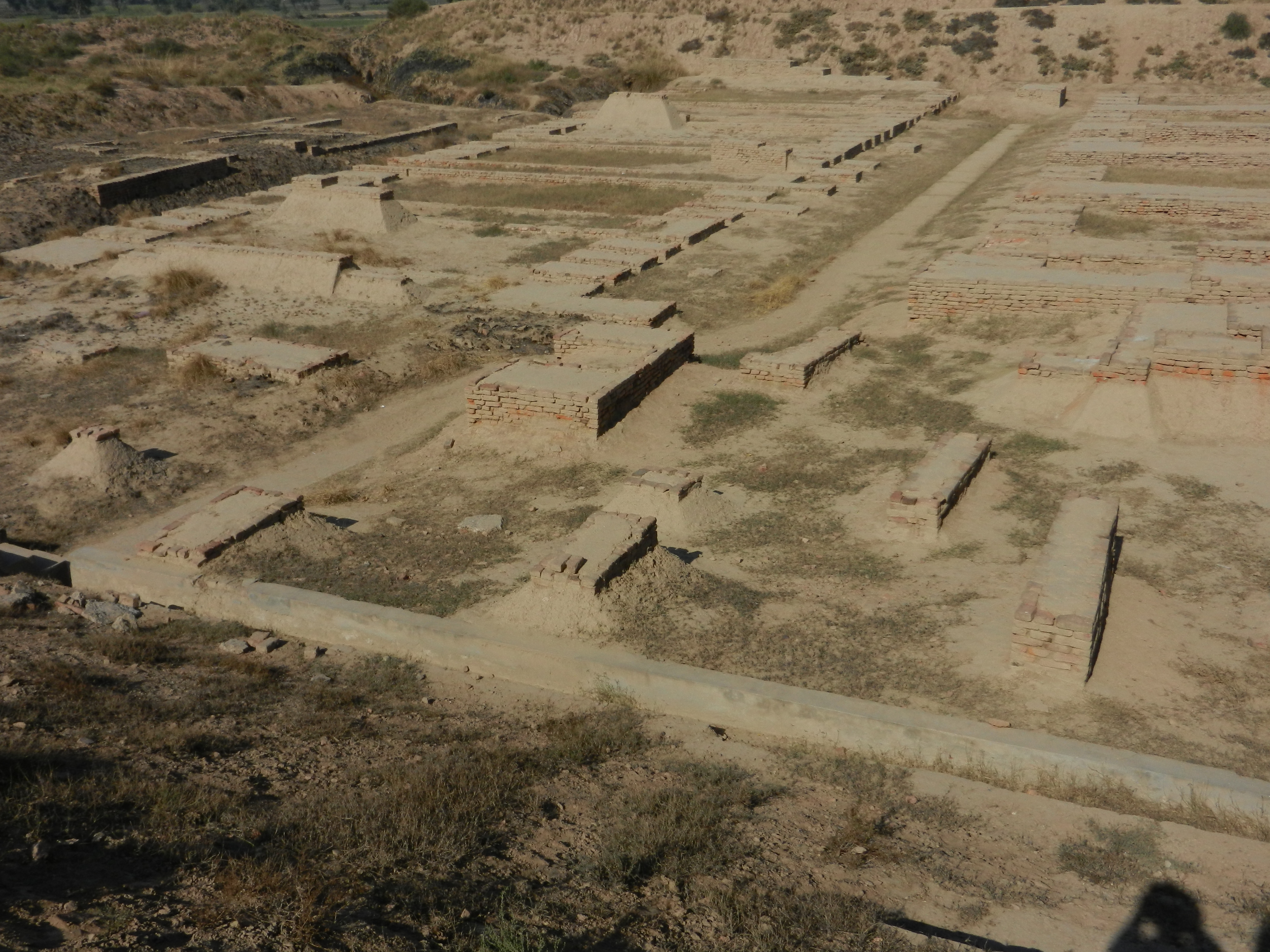
Хараппа
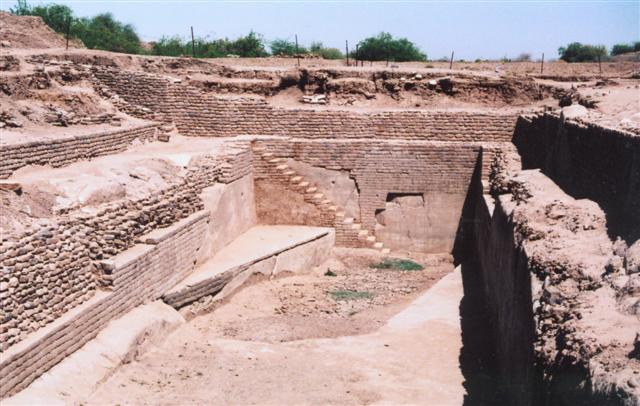
Дхолавіра — резервуар для води
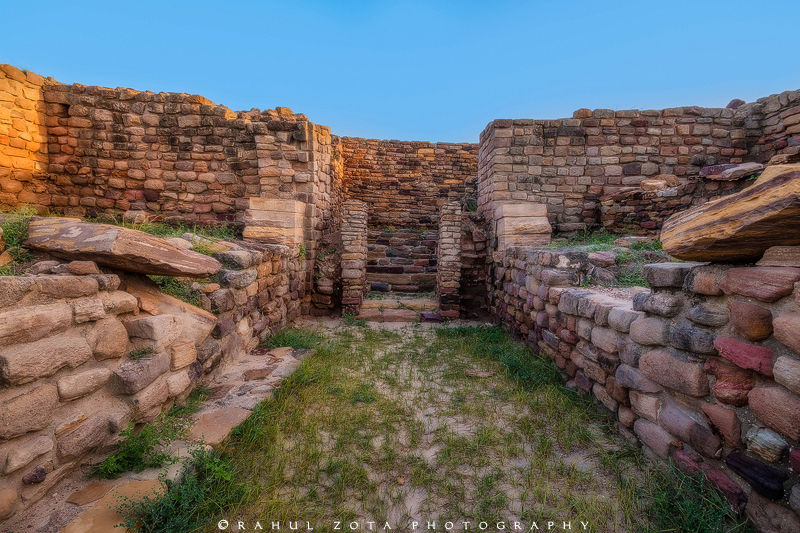
Дхолавіра
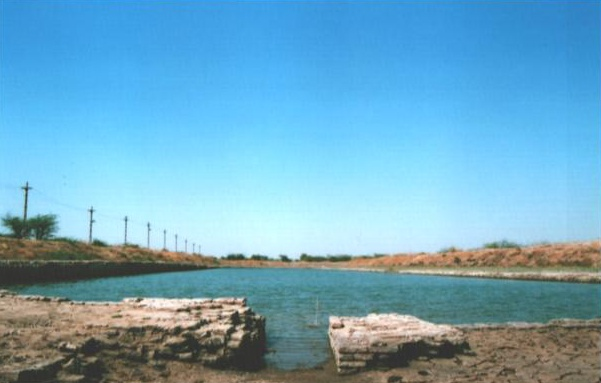
Рештки дока в Лотхалі
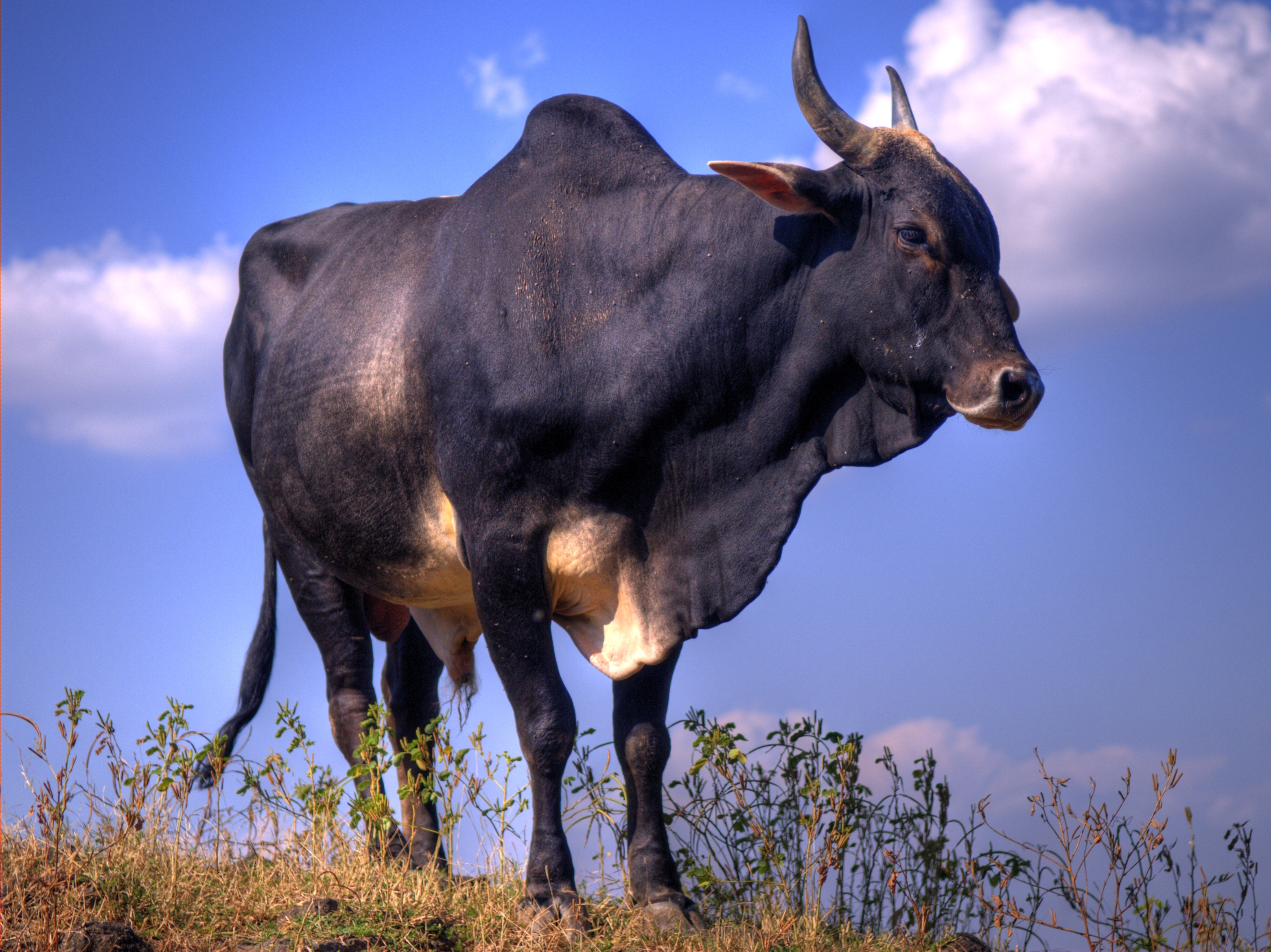
Бик породи Зебу
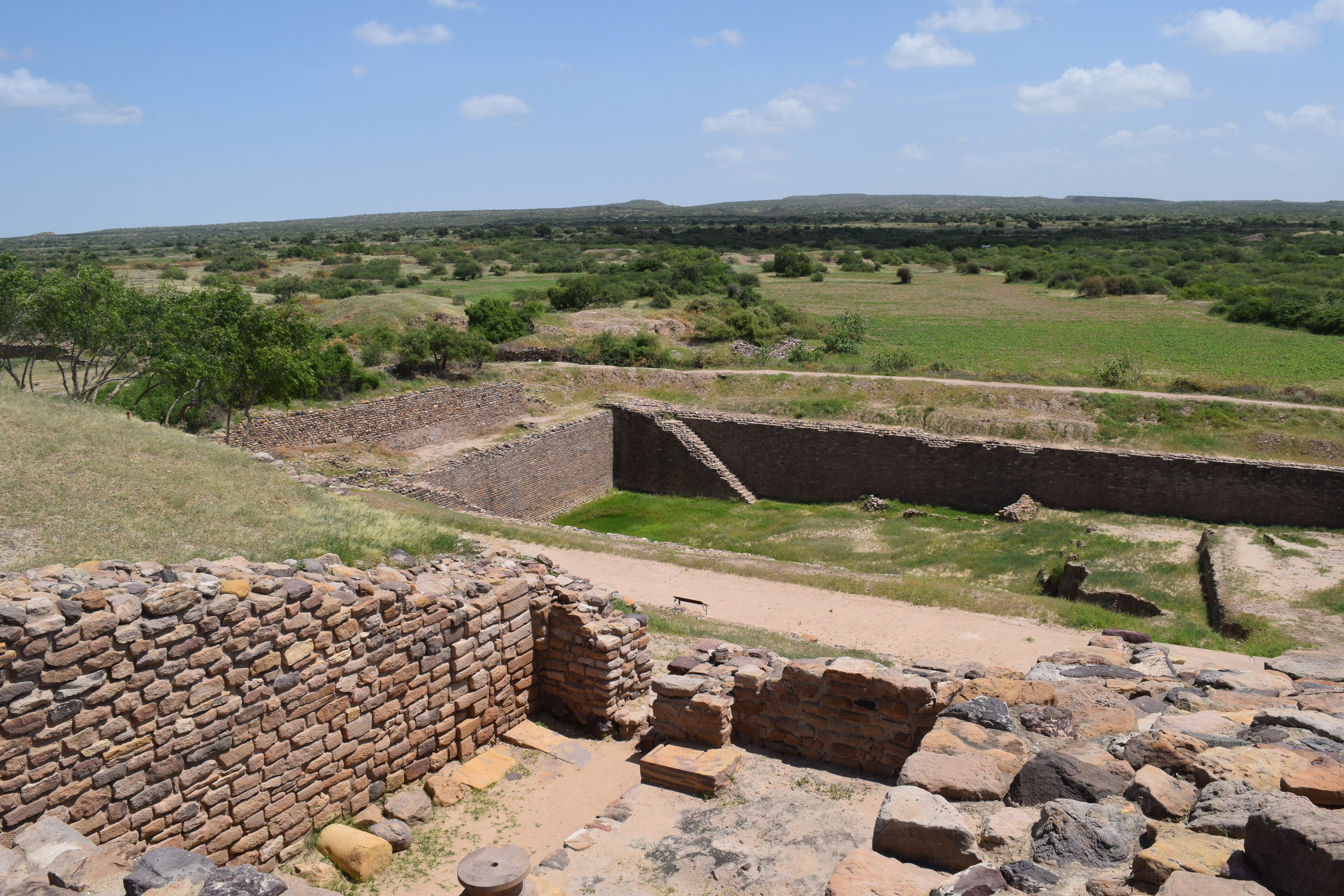
Дхолавіра
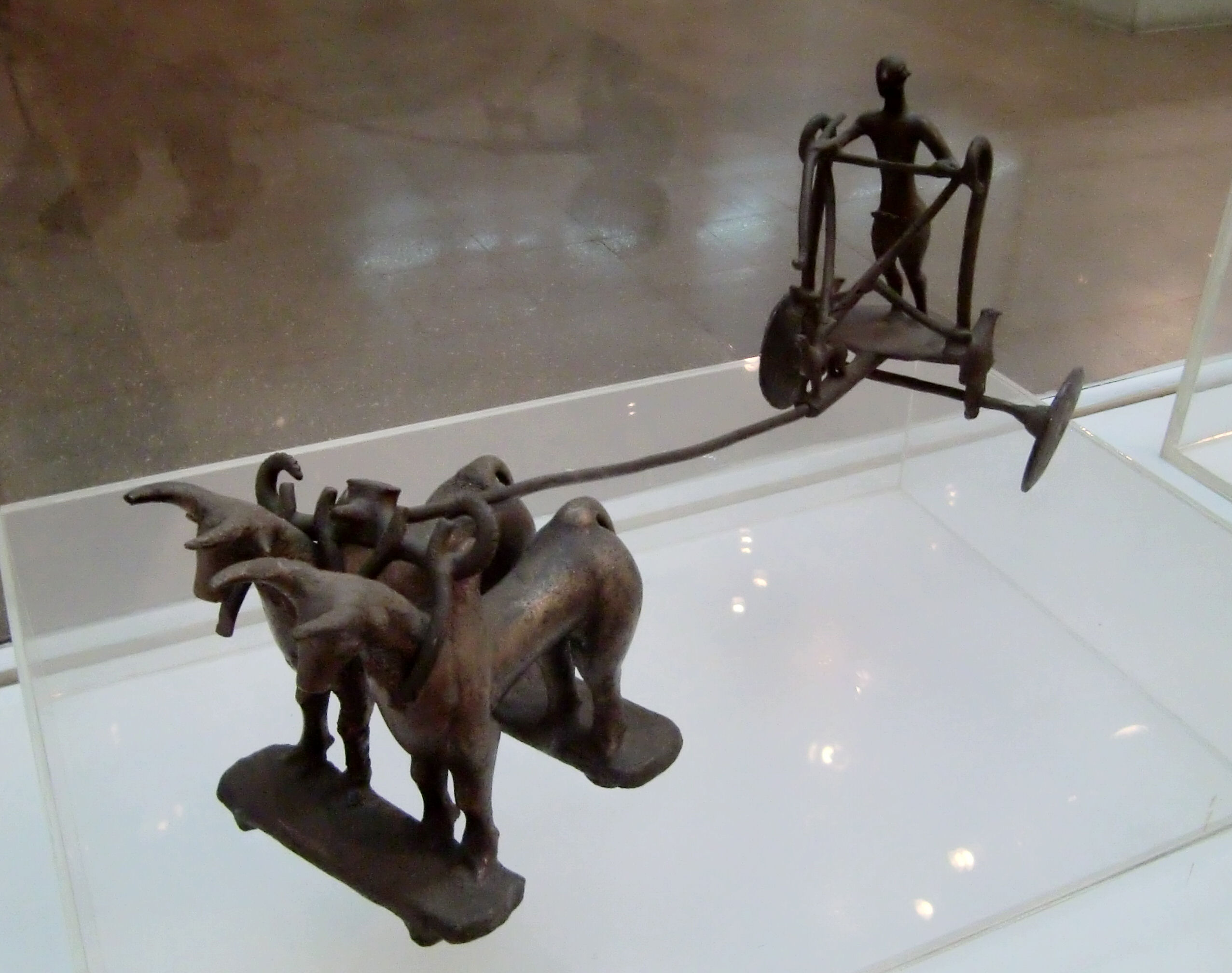
Фигурка людини, що керує упряжкою з двох биків, Даймабад
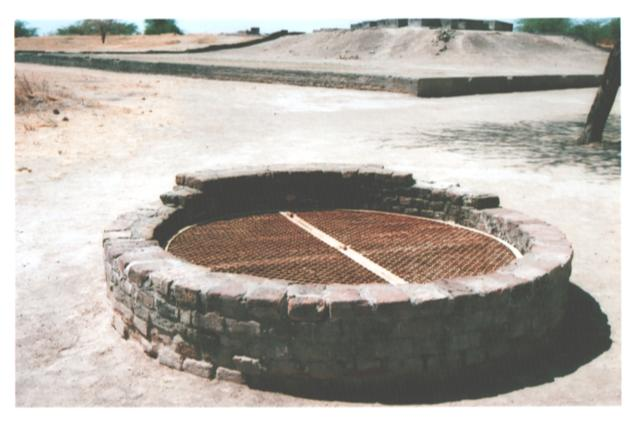
Свердловина для води в Лотхалі
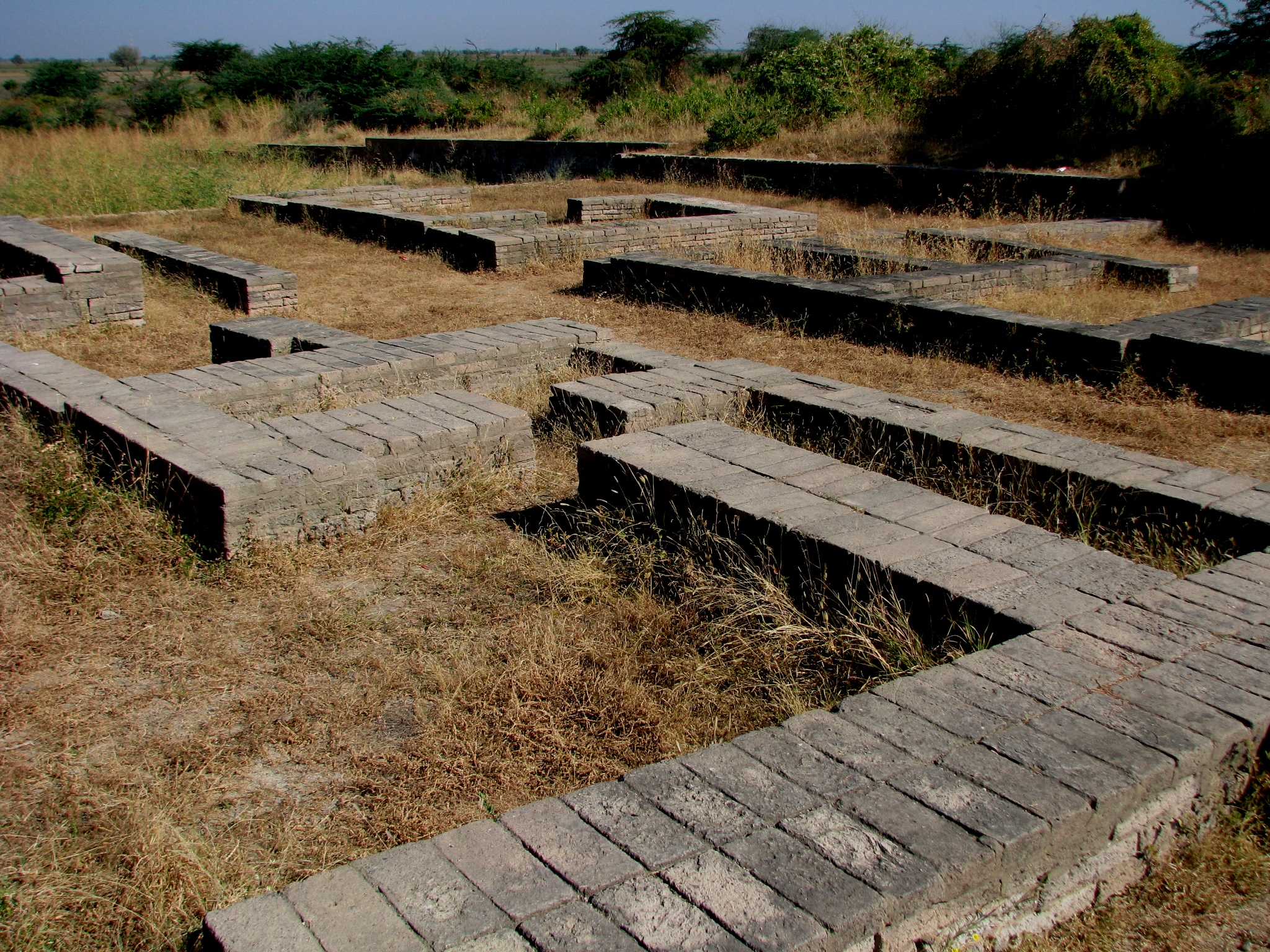
Рештки будівель, Лотхал
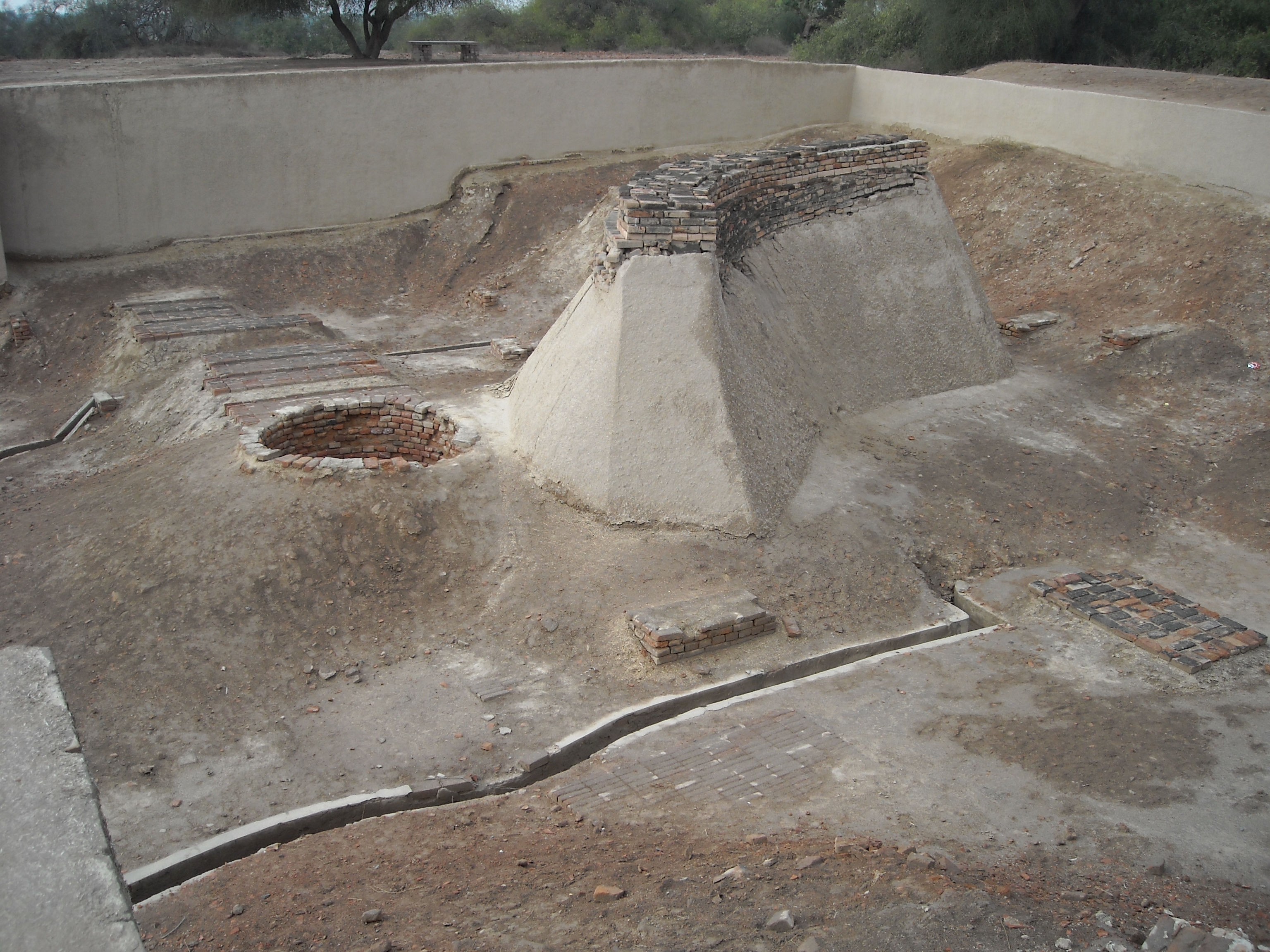
Рештки колодязя і "міської лазні“, Хараппа. Видно характерні, водовідвідні протоки
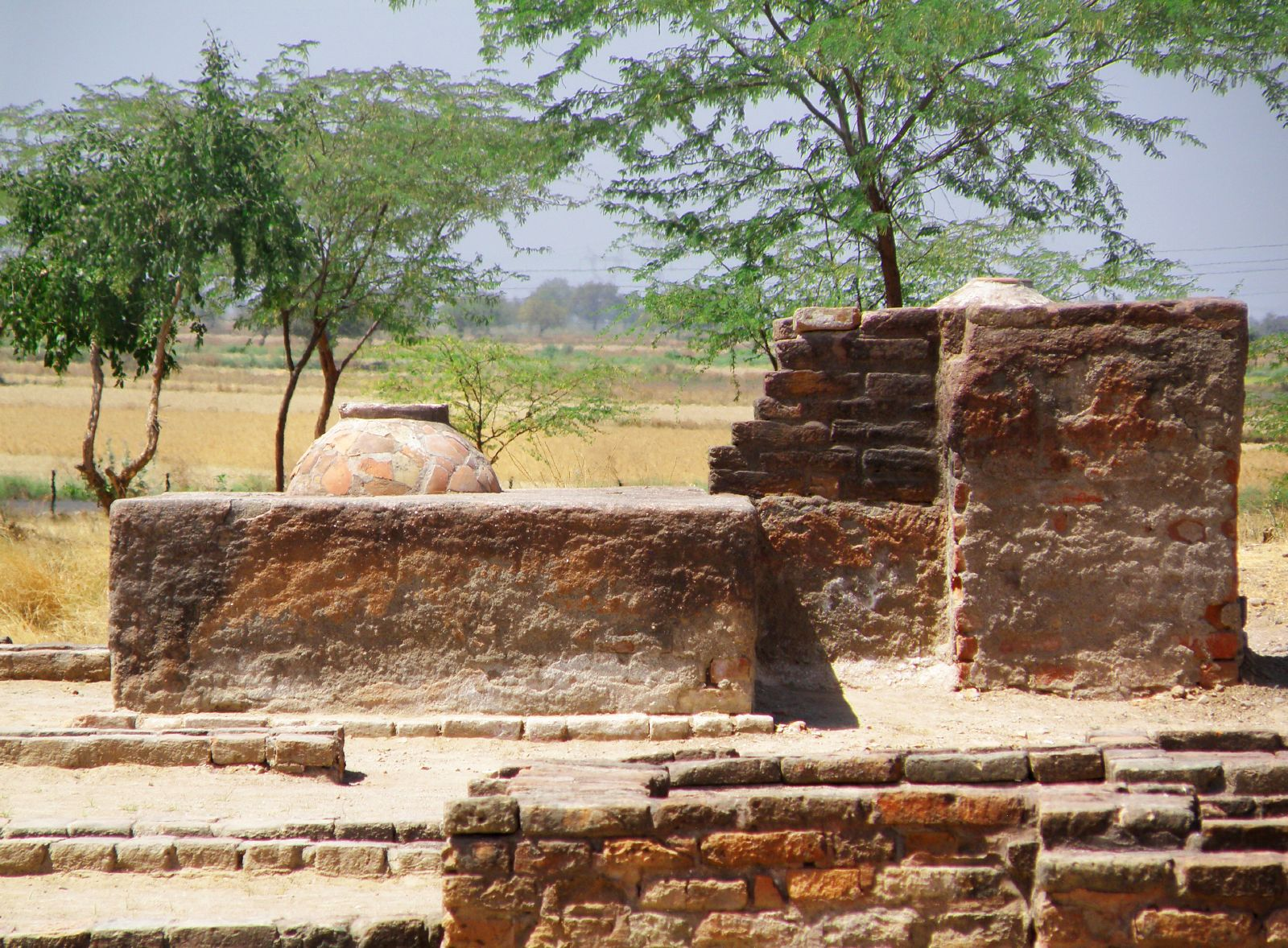
Рештки ванної кімнати, Лотхала
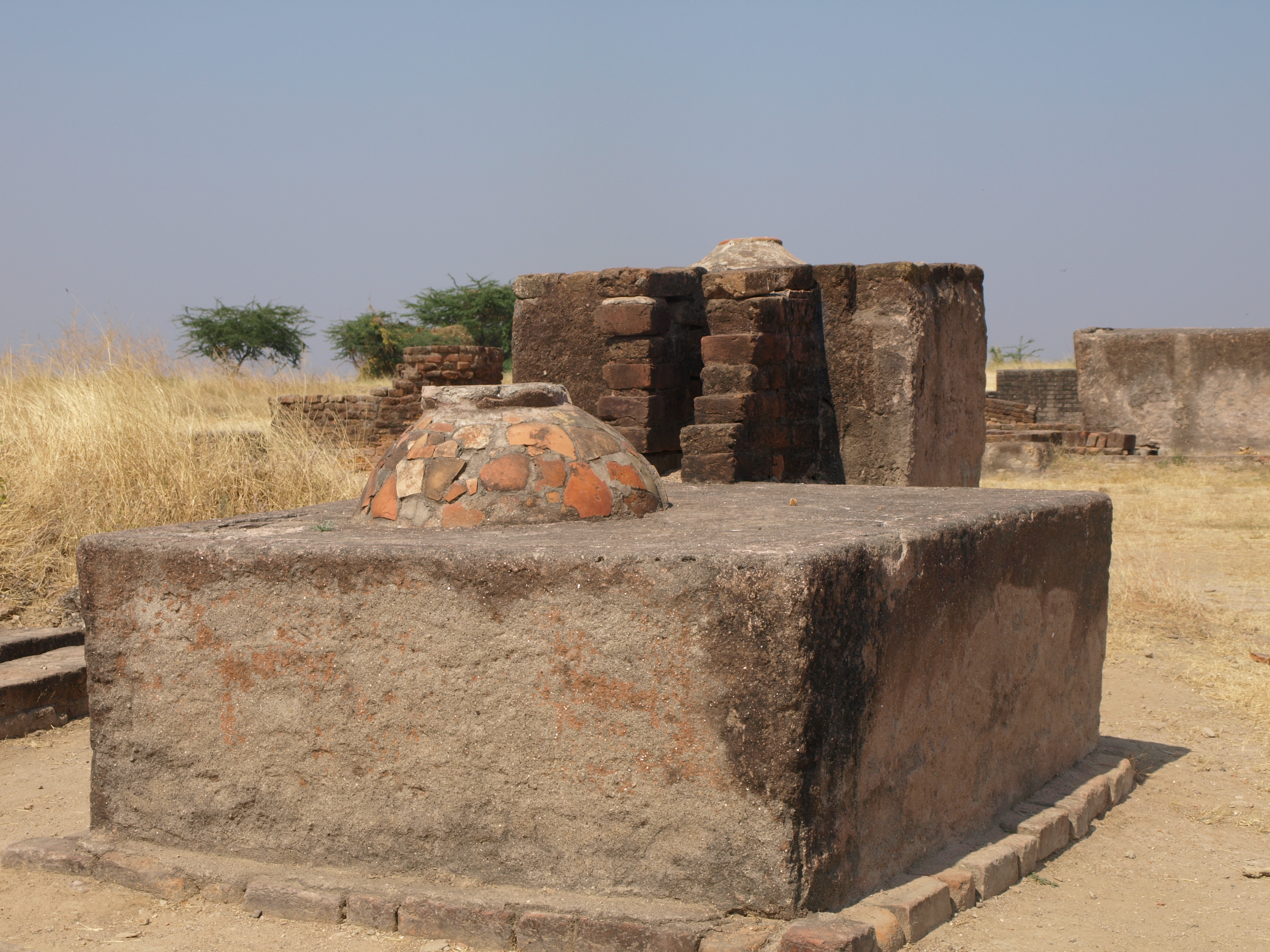
Рештки ванної кімнати, Лотхала
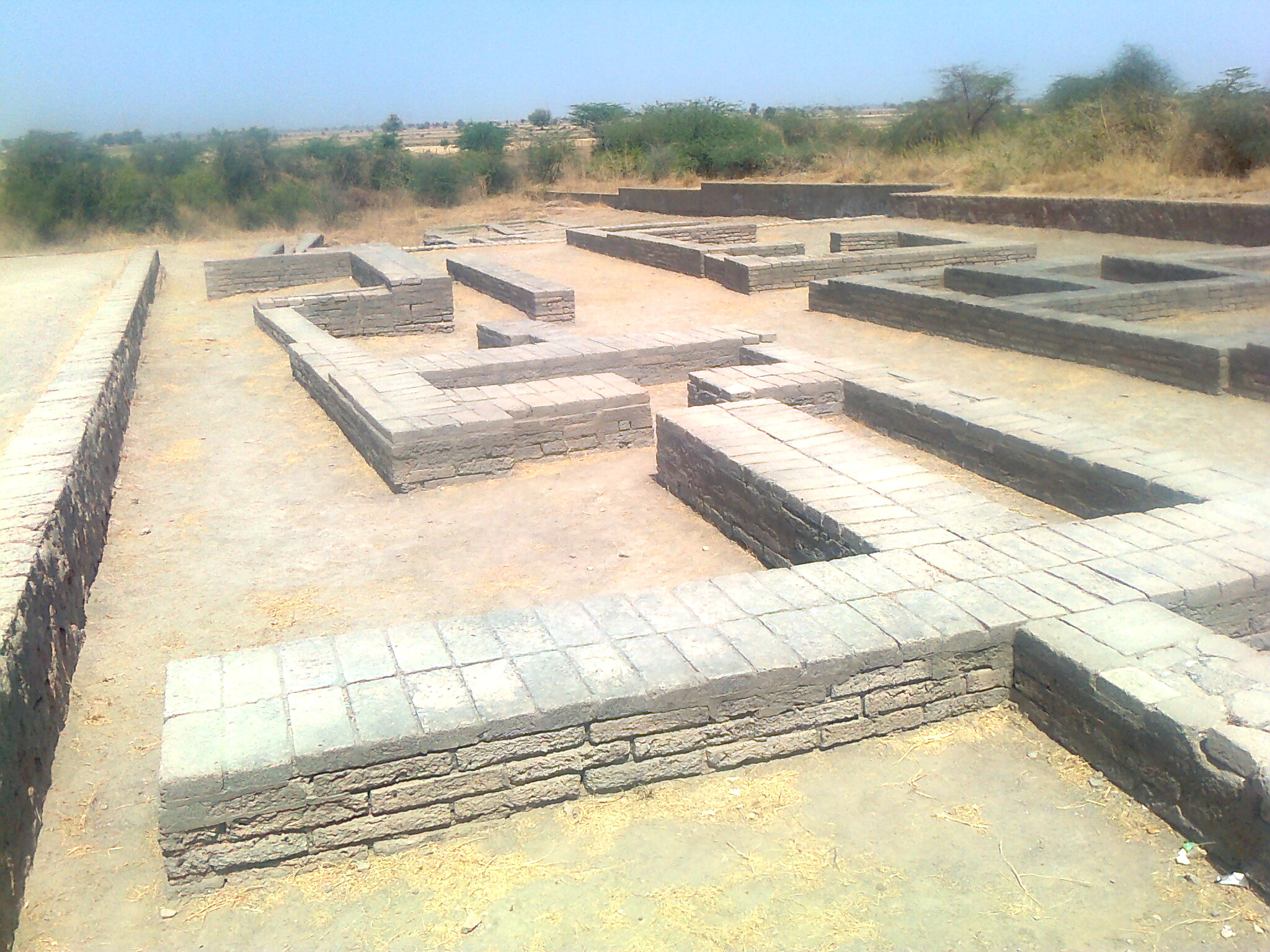
Рештки будівель, Лотхала
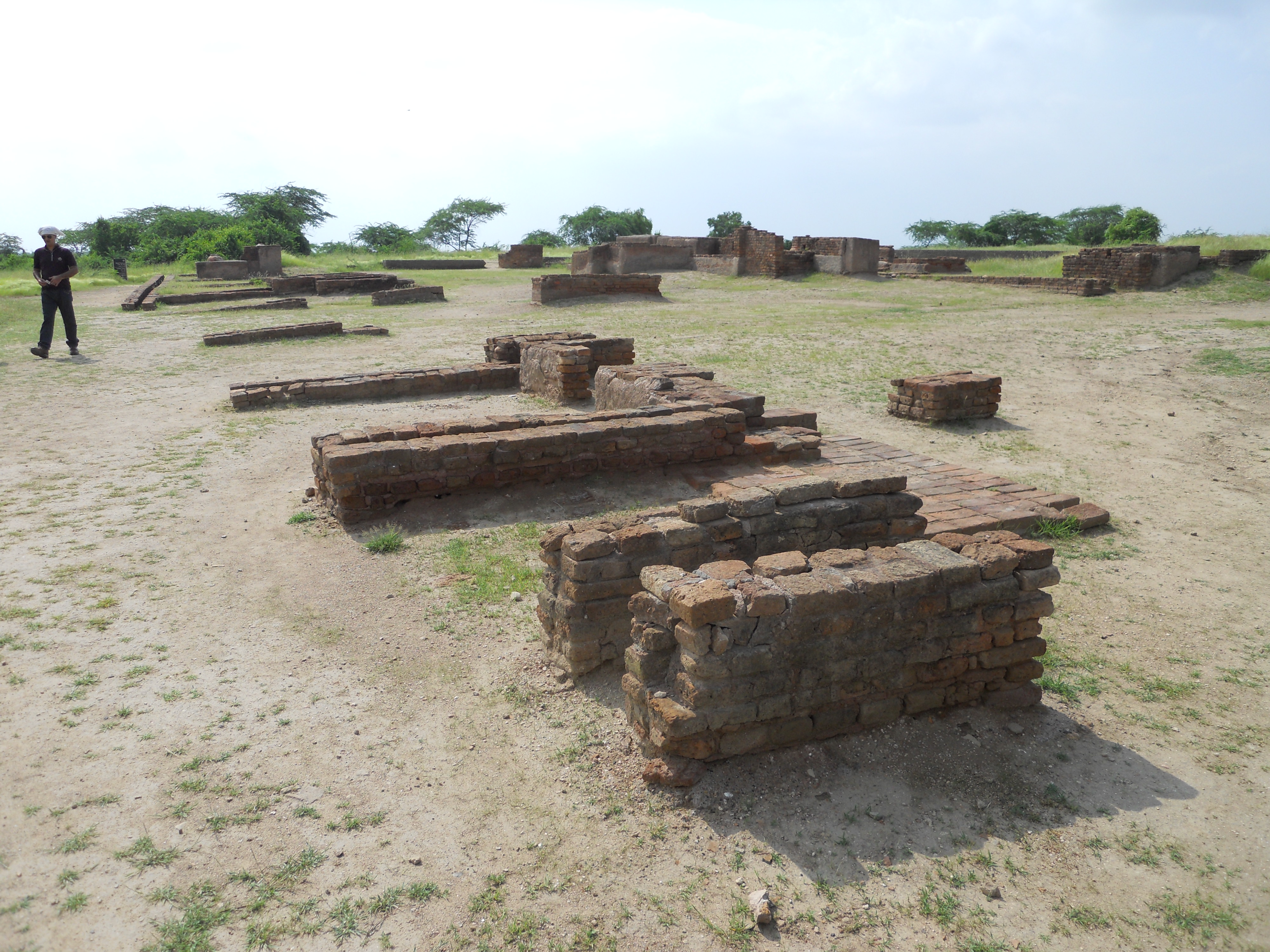
Система дренажа — Лотхала
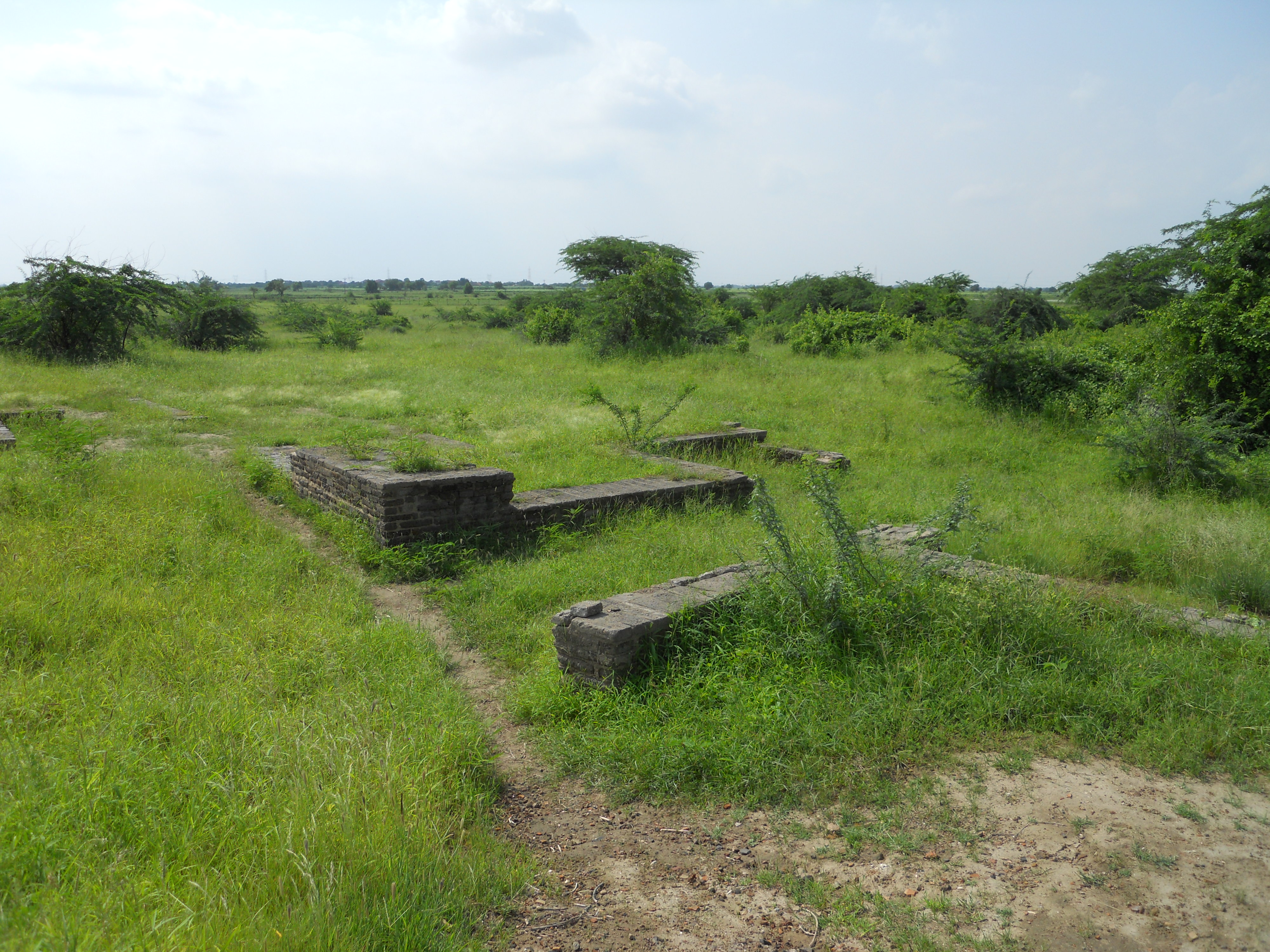
Крематорій — Лотхала
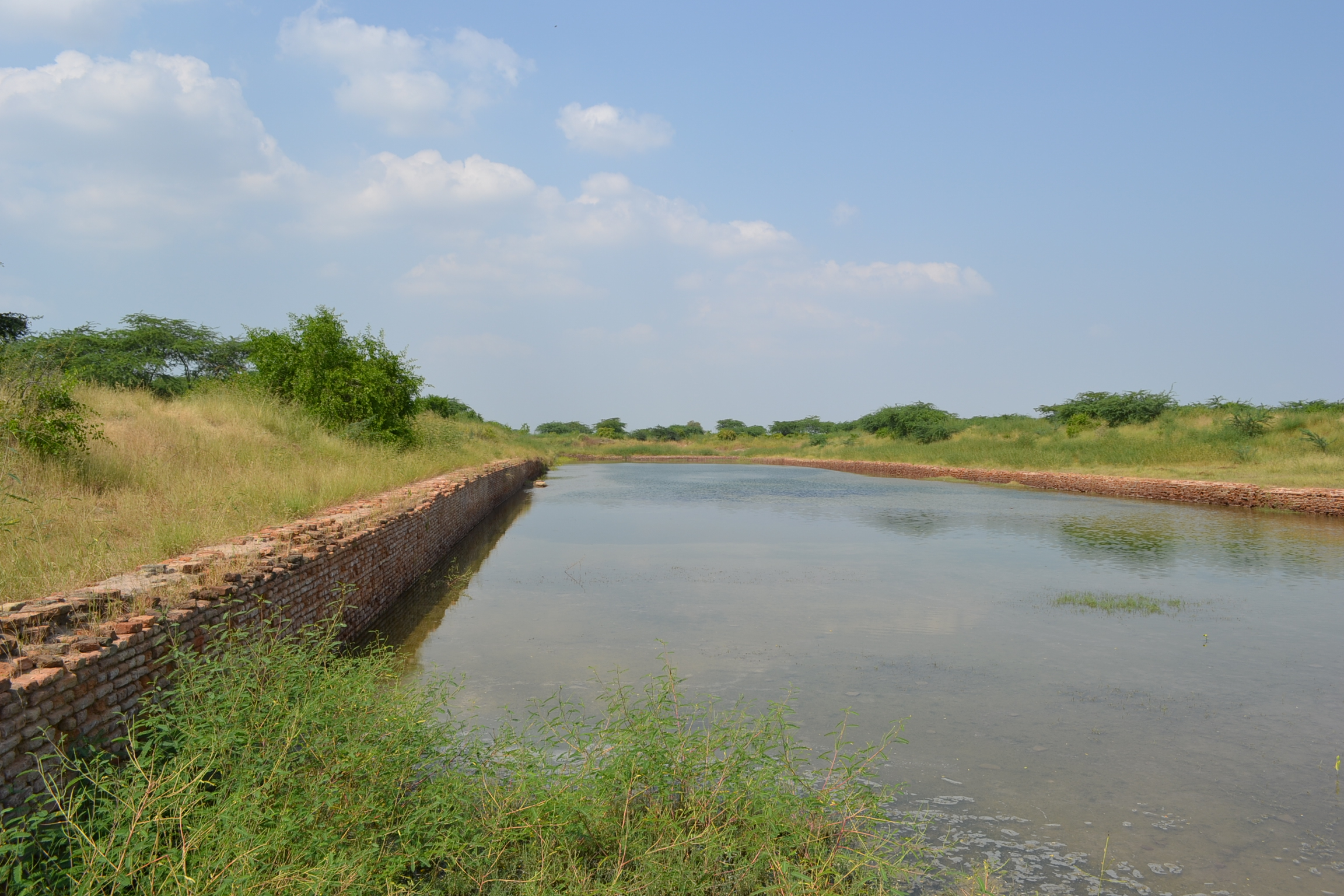
Рештки дока — Лотхала
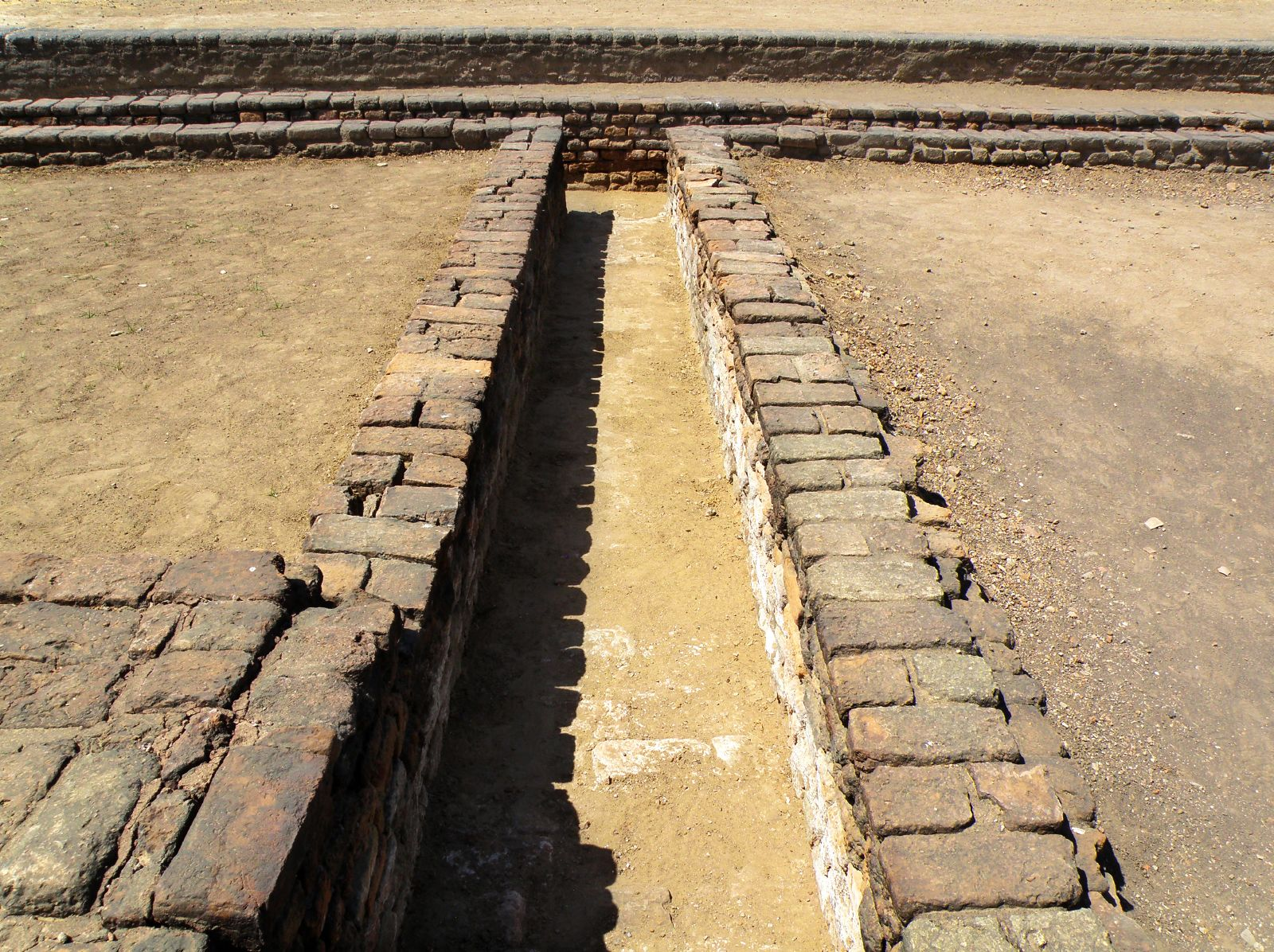
Дренажний канал, Лотхала
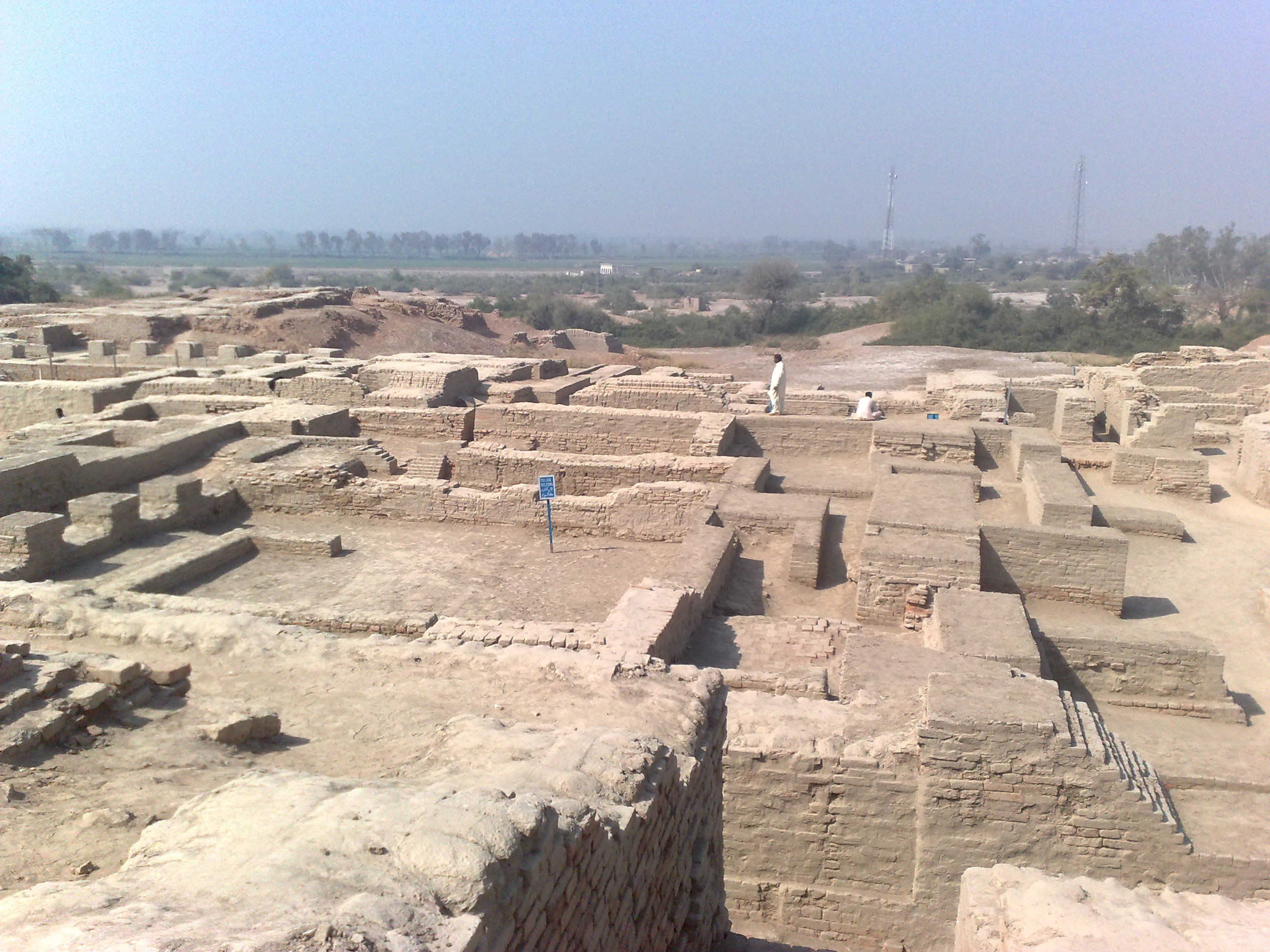
Мохенджо-Даро — план міста

При цьому Гангал вказує на знайдену пшеницю — урожай її був невеликим за загальним процентним співвідношенням, пшениця таким чином великої ролі в харчуванні Мехрагарха не грала. Але це ж підтверджує культурний обмін знаннями в сільському господарстві, між Південною Азією та Близьким Сходом. Підставою для такого висновку служить те, що дика пшениця, за сучасними дослідженнями, виростає і виростала в межах Леванту і Південній Туреччині.
Велика рогата худоба, яка часто зображена в культурі Інду — це Bos primigenius namadicus — підвид туру, вимерлого парнокопитного ссавця з роду справжніх биків, він вважається предком домашніх корів зебу, які переважно поширені в південній Азії і розводяться в багатьох інших частинах світу, таких як Африка та Південна Америка. Дикий вид цього туру вимер ймовірно, близько 2000 року до нашої ери. Наймолодші відомі рештки, які явно належать індійському туру знайдені в штаті Карнатака на півдні Індії, їх вік близько 4200 років. Варто враховувати, що домашня корова виду Зебу і її дикий предок, не є предками європейських і близькосхідних корів, вони були доместиковані незалежно від туру Bos primigenuis primigenius Тур (бик). Зебу відрізняються від європейських та Близькосхідних корів меншим рівнем надоїв молока.
Дослідження археолога J. Bates від 2016 року, підтверджують, що населення Індської культури було найранішнім суспільством, яке прийшло до використання складної стратегії виживання. По-перше — багатокультурність в плані вирощування рослин. По-друге — вирощування рослин протягом двох сезонів за рік. Влітку вирощувалися рис, просо, бобові, Взимку — пшениця, ячмінь, бобові. Це пов'язано з різними потребами рослин у плані поливання.
Виявлені докази незалежного процесу одомашнення рису в стародавній Південній Азії з дикорослого виду Oryza nivara. Це стало основою для поділу на два типи угідь. Одні — сильно обводнені, для рису, інші сухіші, для зернових — пшениці, ячменю. У результаті поступово був виведений оригінальний, незалежний сорт рису — Oryza sativa або Рис посівний. Зараз вирощується як культурна рослини в тропіках, субтропіках і теплих районах помірного поясу. Часові рамки цього одомашнення оцінюються в 9000–7000 років тому, вже тоді його обробляли як продовольчу культуру. І лише 4000 років тому в Південну Азію прийшов сорт рису Oryza sativa japonica, виведений в Китаї.

### Мова
Часто висловлюється думка, що носії культури Інду лінгвістично відповідали прото-дравідам. Розпад прото-дравідів відповідає розпаду культури Хараппи.
Фінський індолог Аско Парпола прийшов до висновку, що однорідність записів Індської культури виключає можливість використання різних мов і рання форма дравідійської мови повинна була бути і мовою жителів Індської культури. Сьогодні сімейство дравідійських мов зосереджено головним чином на півдні Індії і на півночі і сході Шрі-Ланки, проте окремі вогнища дравідійських мов досі збереглися на всій території Індії та Пакистану, наприклад мова народу Брагуї. Ці факти і такий широкий розкид дравідійської мови свідчать на користь цієї теорії.
Згідно Хеггарті і Ренфрю, дравідійські мови, можливо, поширилися на Індійський субконтинент разом із сільським господарством. Згідно Девіда Мак Алпіна, дравідійські мови були привнесені в Індію людьми, що прибували з Еламу — історичної області і стародавньої держави (3 тисячоліття — сер. VI ст. до н. е.) на південному заході сучасного Ірану. У попередніх публікаціях Ренфрю так само заявляв, що протодравіди прибули до Індії вже у вигляді хліборобів з Іранської частини Родючого півмісяця, однак згодом вчений додав, що ще дуже багато належить досліджувати і уточнювати в цьому питанні. Так само Ренфрю вказував, що дослідження Мак Алпіна в цьому питанні аж ніяк не головне і не остаточне за значенням.
Загальний підсумок питання приналежності мови Харапської культури на цьому етапі не підведений. Археологи і лінгвісти продовжують дослідження, є кілька дискусійних питань і точної відповіді поки не знайдено.

### Гіпотетична система письма Хараппської культури
На печатках, невеликих табличках, керамічних горщиках, вивісках та інших артефактах загалом виявлено від 400 до 600 різних символів Індської культури. Типові написи мають довжину не більше 4-5 символів, більшість за розміром дуже невеликі. Найдовший запис на одній поверхні, площею всього 2,5 квадратних сантиметри, становить 17 знаків. Найдовший набір символів, при цьому розділений на три різні грані — 26 символів.
Дані особливості дозволили археологам Фармеру, Спруату і Вітцелю, засумніватися у великій грамотності Індского населення — вони стверджують, що Індійська система письма не була системою з літер або подібною до ієрогліфів. Це були просто набори символів, поширені на Близькому Сході, ці символи позначали сім'ї, клани, богів і релігійні концепції. Інша точка зору — символи вживалися суто при торгівлі, однак дані символи зустрічаються і на ритуальних об'єктах, що ставить під сумнів таке трактування питання.
Згідно з гіпотезою Ю. Кнорозова, протоіндійці писали справа наліво. Використовувані ієрогліфічні знаки, ймовірно, були запозичені з піктографії або винайдені за її зразками або подібно до піктографії.
Найбільшу популярність має дравідська гіпотеза (її підтримують Аско Парпола, Іраватхам Махадеван, Юрій Кнорозов).
Версія з посиланням на міфо-історичні дані «Махабхарати» і «Рігведи» індоарійської гіпотези (зокрема, розвивається грецьким ученим Н. Казанасом), передбачає, таким чином, що арії вже жили в Індії до XXXIV століття до н. е. Неодноразово відзначалися значні аналогії між матеріальною культурою Хараппської цивілізації і артефактами, описаними в пізньо-ведійській літературі Брахман і Араньяк (зокрема, в «Шатапатха-брахмані»). Вчені прагнуть пролити світло на передісторію прото-індійської писемності, знайти графічні аналогії ієрогліфічним знакам та встановити, чи є писемність місцевою або запозиченою з інших регіонів.
Існує полемічна точка зору про те, що знайдені таблички є малюнками або піктограмами, а писемність в долині Інду не розвинулася. Останню точку зору підтримує Майкл Вітцель.
Подальші дослідження, проведені в 2009 році П. Н. Рао і опубліковані в журналі Science, показали наступне. Комп'ютерне порівняння символів долини Інду з різними лінгвістичним системами і просто системами символьного письма, засвідчили, що зразки Індського символьного письма ближчі до усних слів, ніж до просто символів для тих чи інших об'єктів. Таким чином дослідження дало нові факти на користь того, що символи Індської культури це саме невідома мова.
При цьому археологи Фармер, Спроат і Вітцель оскаржили дані висновки, вказуючи на те, що П. Н. Рао фактично не порівняв знаки Інду з реальними системами символьного письма. Вони виділили, що для порівняння були довільно обрані 200 000 символів з різних джерел, лінгвістичних та символьних систем, випадково впорядкованих і потім їх порівнювали з 200 000 повністю впорядкованих знаків. Надалі Фармер з допомогою такого ж підходу порівняв середньовічні геральдичні знаки з існуючими мовами і отримав результати такі самі, як і П. Н. Рао, при порівнянні у своєму дослідженні. Висновок — дана програма і метод не можуть відрізнити справжню мову від символьної системи.
Написи на печатках виявилися занадто короткими, щоб їх можна було розшифрувати з допомогою комп'ютера. Кожен з вибитих на печатці символів має свої особливості і занадто мало окремих прикладів із символів, щоби ввести в комп'ютер і виявити точну послідовність для правильного аналізу. При аналізі знайдених символів на печатках багато досліджень були визнані суб'єктивними і не мають вагомих підстав для остаточних висновків.
В печері Едаккал були знайдені наскельні малюнки — петрогліфи. Їх зміст так і не було розшифровано, при цьому наскельні малюнки рідко зустрічаються в даній частині стародавньої Індії. Висловлювалися припущення про зв'язок цих петрогліфів з цивілізацією Індів-Хараппів.

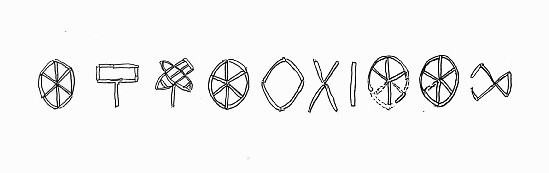
Зразки знайдених символів - Дхолавіра
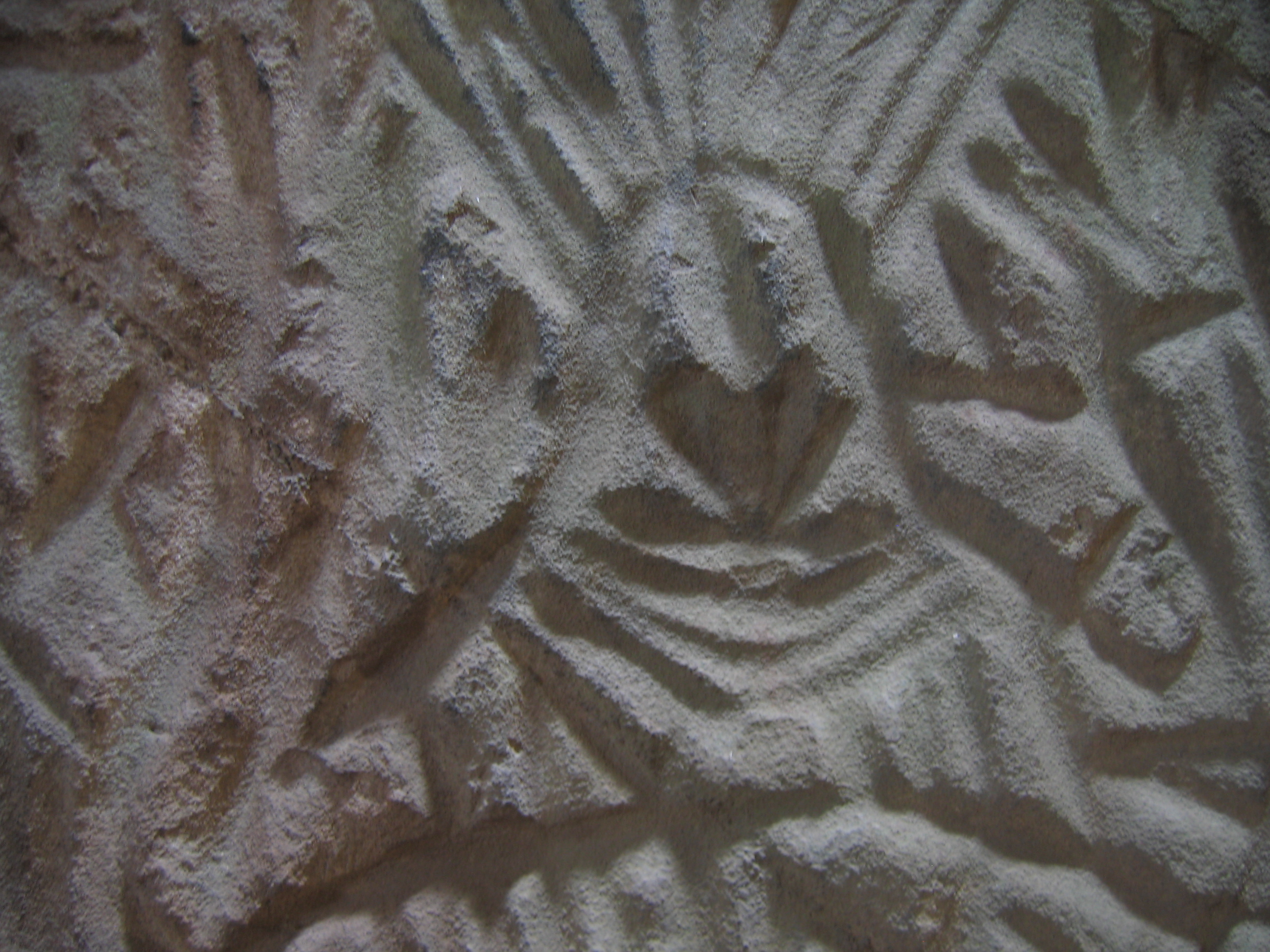
Приклад наскельних малюнків у печері Едаккал
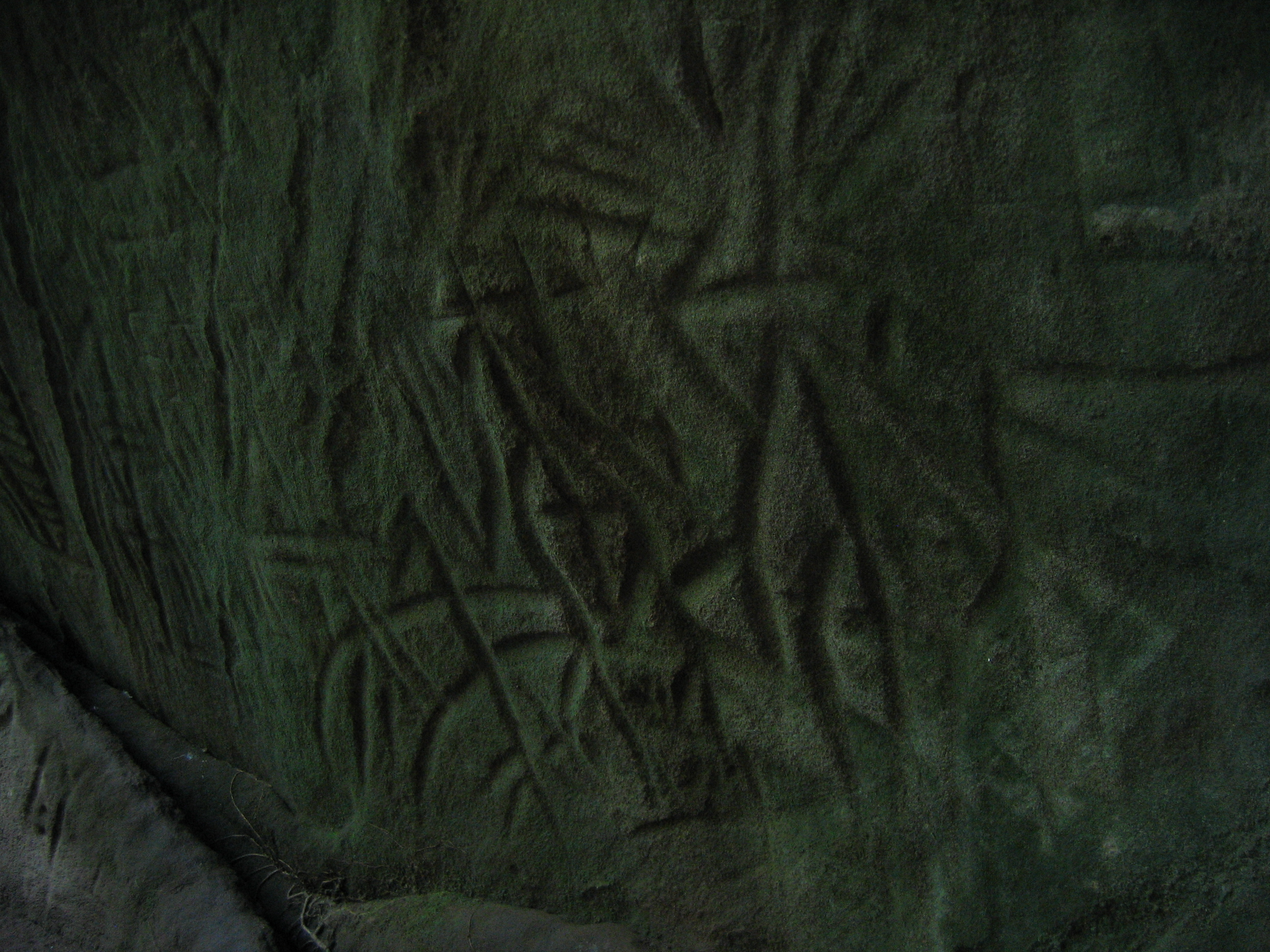
Приклад наскельних малюнків у печері Едаккал
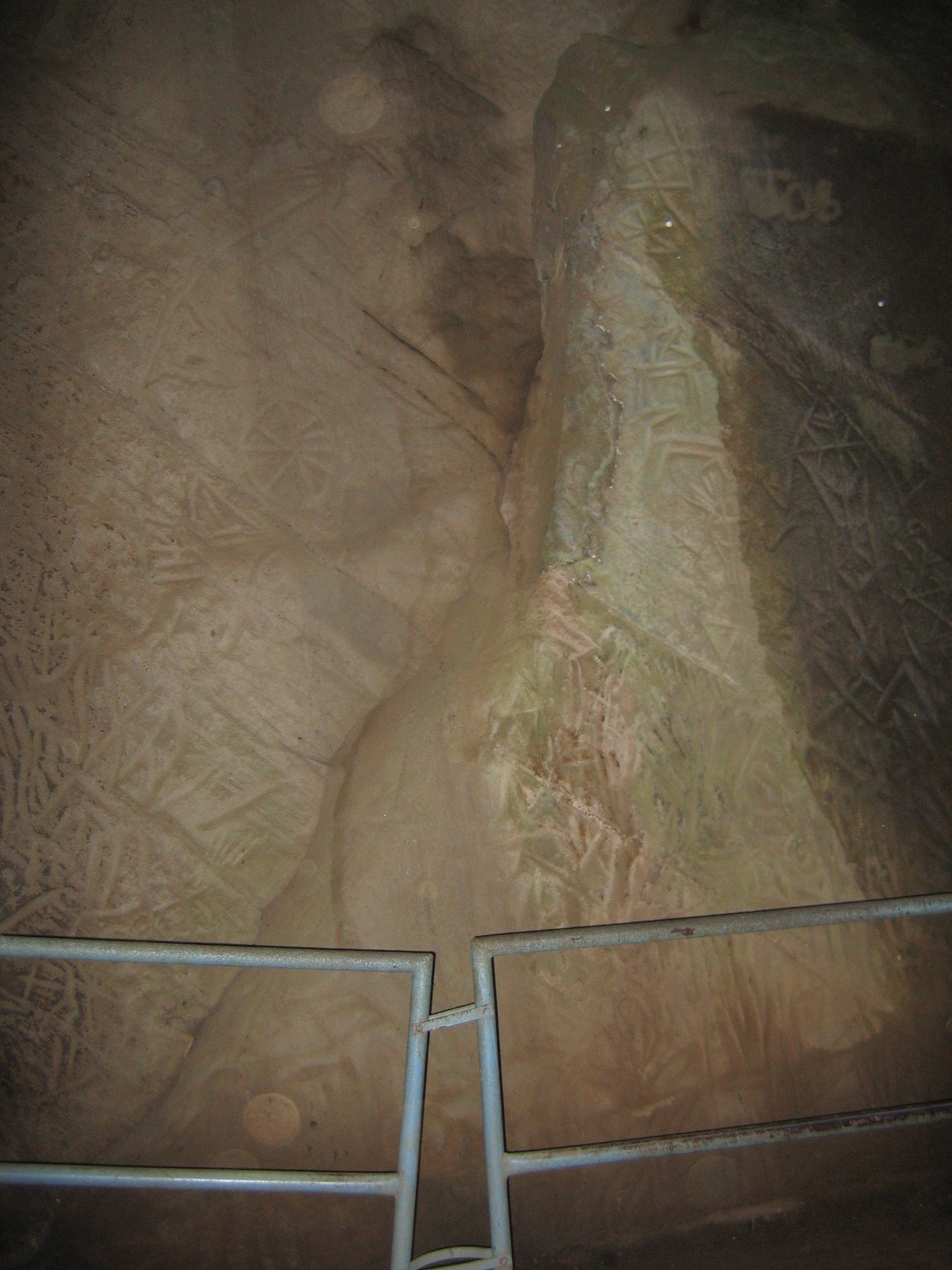
Приклад наскельних малюнків у печері Едаккал
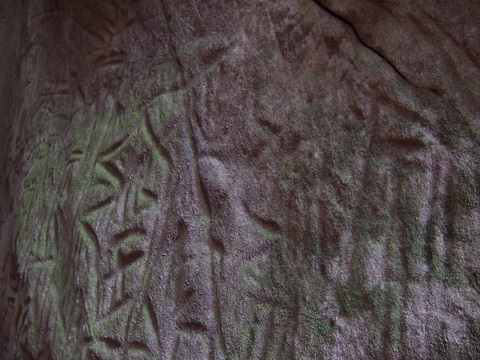
Приклад наскельних малюнків у печері Едаккал

### Релігія

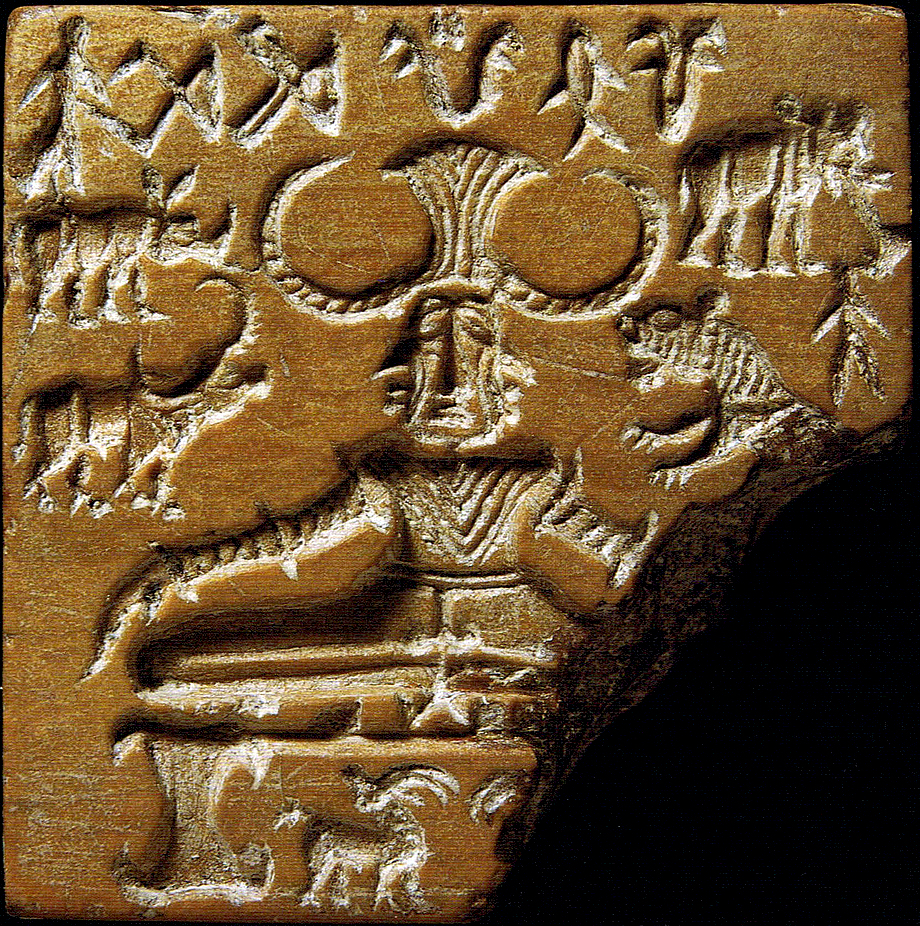
Суперечлива за своїм значенням — Печатка Пашупаті

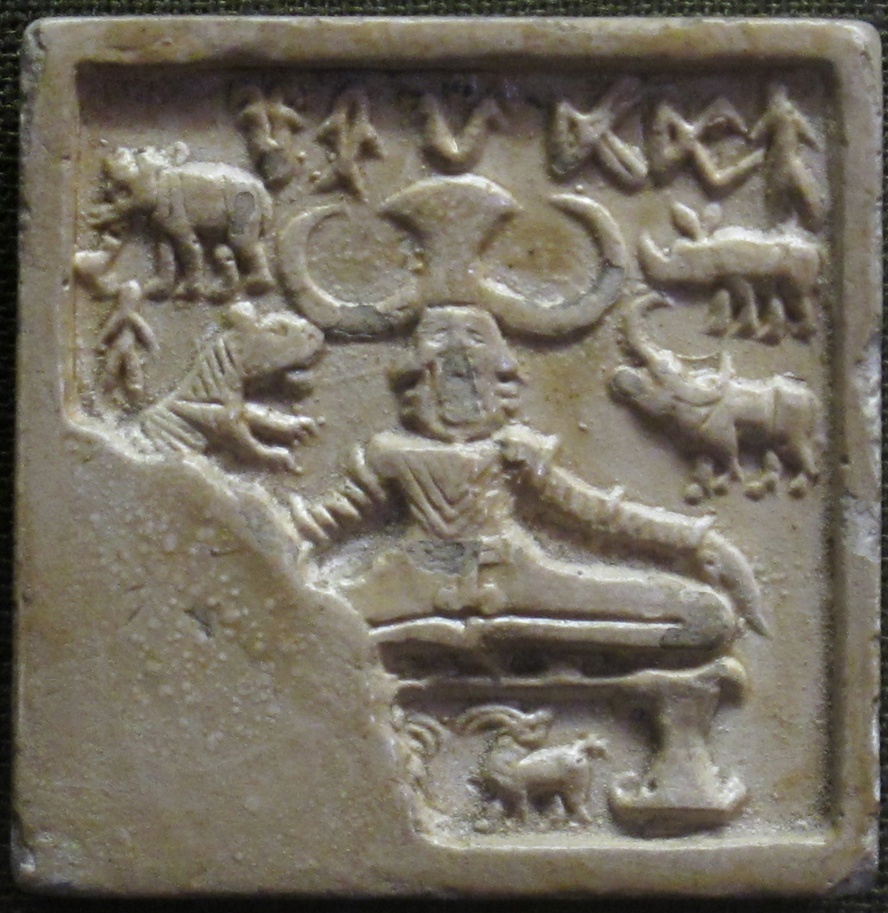
Відбиток, зроблений із стеатитового ущільнення

Релігія і система вірувань людей цивілізації Інду залучають значний інтерес дослідників. Це викликано насамперед перетином у релігійних практиках долини Інду та сучасної Індії. Проте фактичного матеріалу саме періоду Індської культури мало і недостатньо для об'єктивних висновків. Часто висновки про Індську культуру і особливо про релігію намагаються робити за ретроспективними фактами з індуїзму, але індуїзм виник значно пізніше за часовою шкалою і не може бути основою для таких досліджень і висновків.
Перше дослідження релігії було проведено Джоном Маршаллом. Він засновував його на розкопках Хараппи. Він визначав основні риси релігії культури Інду — Великий бог Чоловік і богиня Мати, а також обожнювані і шановані тварини і рослини. Символічне представлення фалоса — лінга і вульви — йоні. Ванни і вода в них використовувалися в релігійній практиці. Протягом наступних десятиліть тлумачення Маршала неодноразово заперечувалися.
В долині Інду була знайдена печатка — на ній зображена сидяча фігура з рогатим головним убором, оточена тваринами — Маршалл ідентифікував фігуру як ранню форму індуїстського бога Шиви або Рудри — який пов'язаний з аскетизмом, йогою і лінгамом — божественною, продуктивною силою, вважається Пашупаті і часто зображується з трьома очима. Таким чином дана печатка із зображенням отримала назву Печатка Пашупаті — це один з епітетів Шиви. Дане трактування знайшло підтримку серед деяких археологів і дослідників. При цьому багато прихильники цього погляду висунули заперечення. Доріс Шрінівасан стверджувала, що фігура не має трьох осіб і не знаходиться в позі йоги і що в ведичній літературі Рудра не був покровителем диких тварин.
Герберт Салліван і Альф Хільтебейтель також відкидали висновки Маршалла. Герберт Салліван вважав фігуру печатки жіночою. Альф Хільтебейтель пов'язував фігуру з Махішею — демон у вигляді буйвола, оточений образами кораблів-засобів пересування для богів Вахану, які символізували чотири сторони світу. Махіша — це син Діти, на чолі війська асурів переміг Індру і став деспотичним царем всесвіту. Щоб здолати його, боги створили з полум'я свого гніву і своєї енергії грізну богиню Калі (Дургу), що вступила в бій з асурами.
У 2002 році дослідник Грегорі Л. Поссел прийшов до висновку, що хоча має сенс визнати фігуру печатки божеством, але вказувати на її зв'язок з водним буйволом, який шанується в одній з релігійних дисциплін, і розглядати образ на печатці як прото-Шиву, не дуже обґрунтовано. Попри критику прихильників трактування по теорії Маршалла, джайнолог Віласом Сангаве визначив печатку із зображенням як Рішабха з Джайнізму або ранній образ Будди, для буддистів. Історики Генріх Циммер і Томас Макевеллі вважають, що існує зв'язок між першим образом Рішабха і долиною Інду.

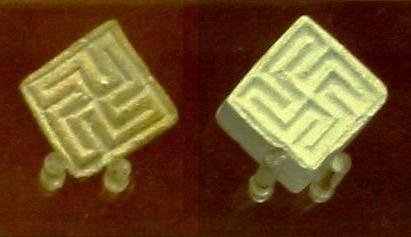
Свастика Індської цивілізації
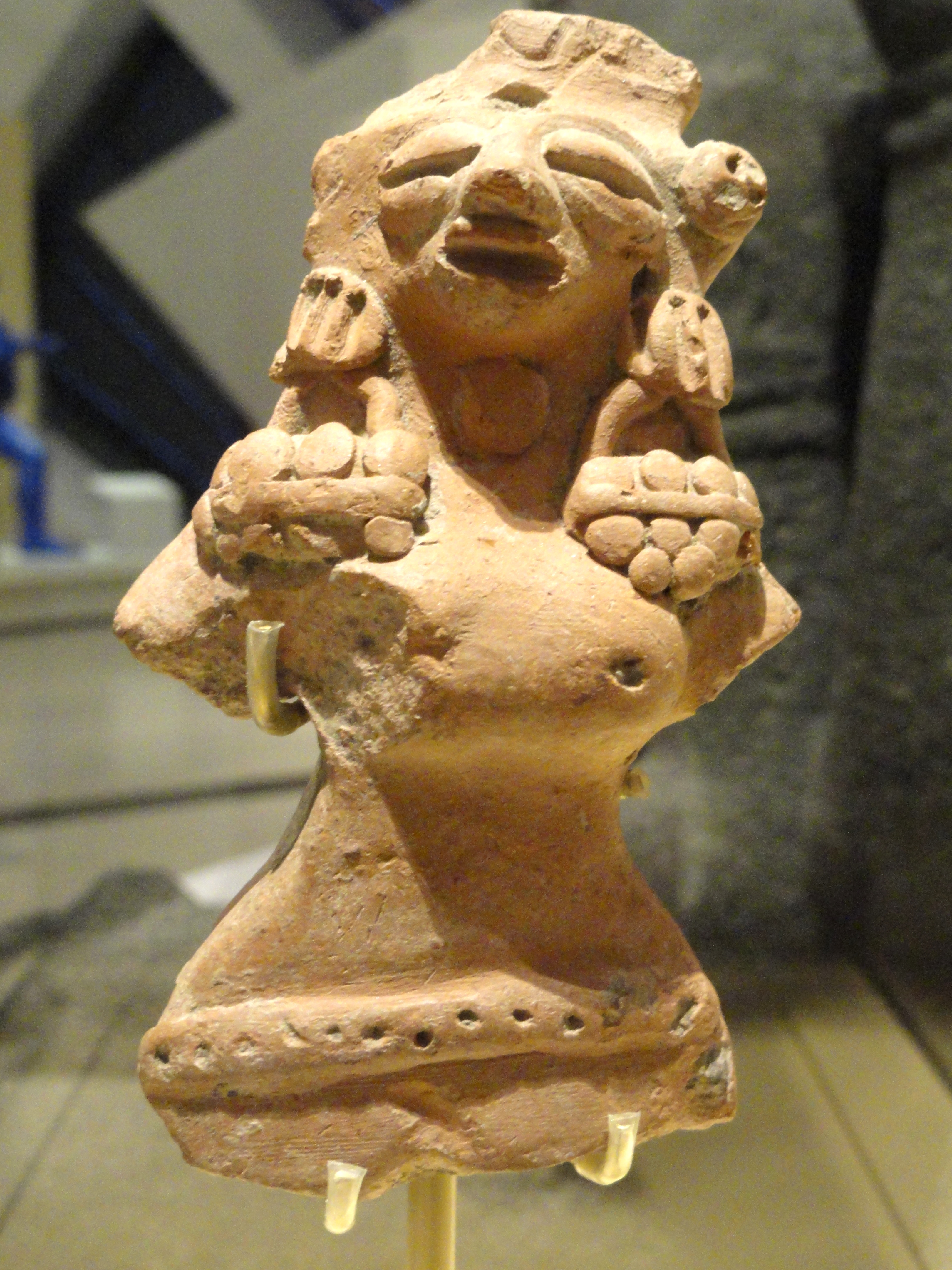
Жіноча фігура, можливо, богиня родючості, Фаза Хараппи, 2500-1900 р. до н.е.
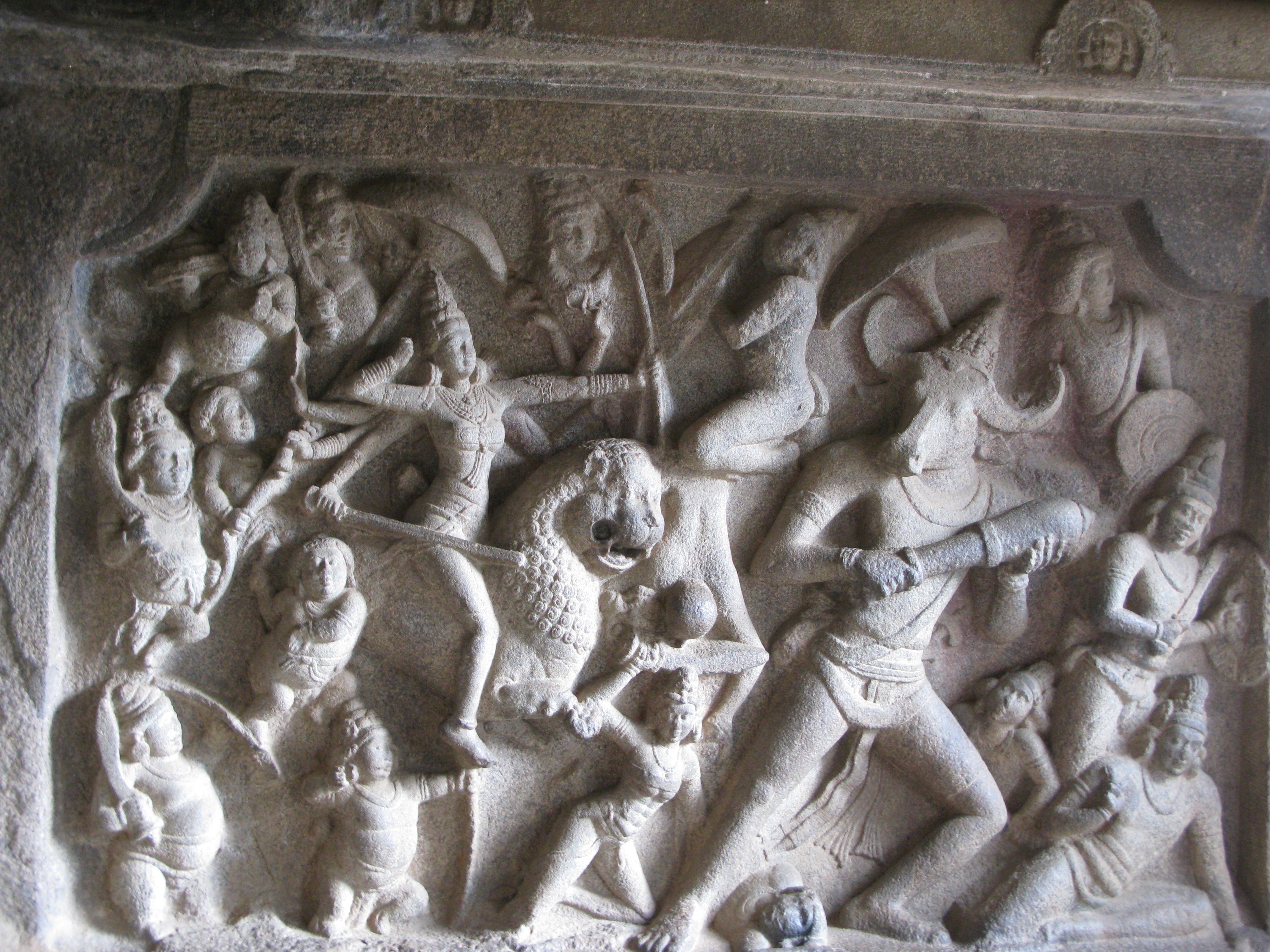
Махіша
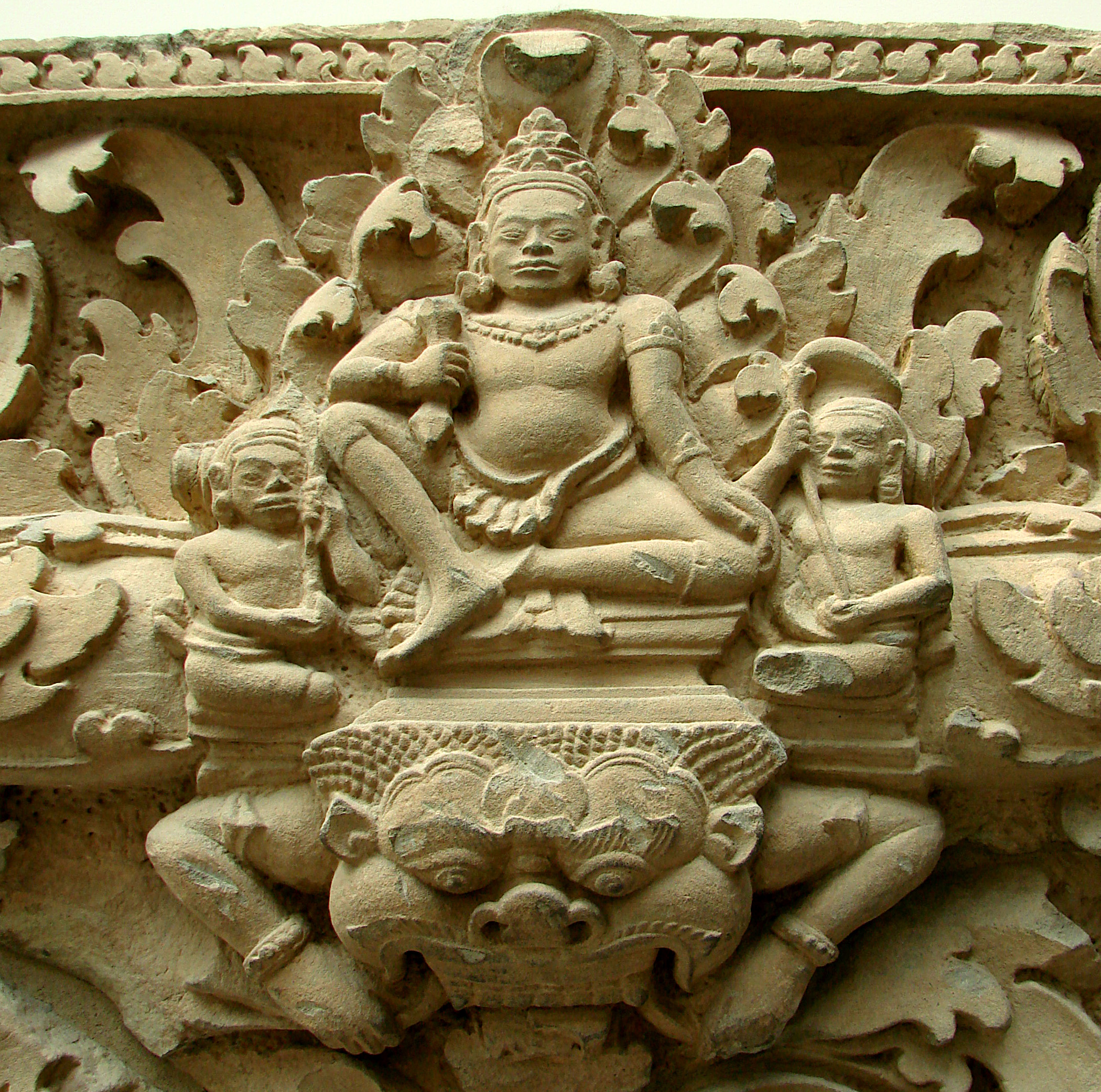
Індра
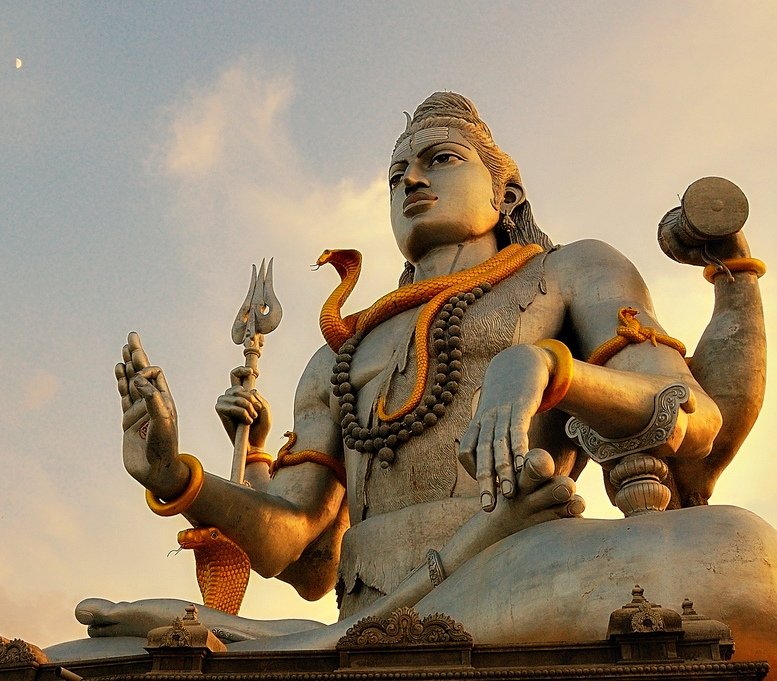
Шива
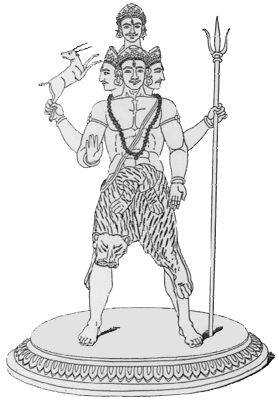
Рудра
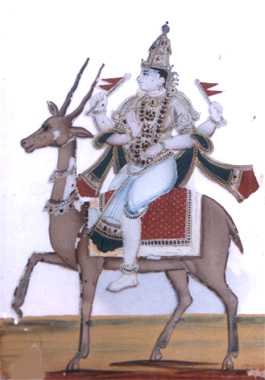
Вахана

Маршалл висунув гіпотезу про існування культу Матері-Богині, засновуючи свою теорію на знайдених жіночих фігурках. Від них же він виводив коріння індуїстської секти шактізму. Проте реальне значення цих фігурок у житті людей цивілізації Інду залишається неясним. Археолог Поссель не вважав докази Маршалла достатньо надійними. Деякі з Байтилів, інтерпретованих Маршаллом як священні фалічні зображення, тепер вважаються просто печатками для гри пов'язаної з рахунком. А кільця, що до цього приймалися за символи вульви — йоні, були визначені як архітектурні елементи, використовувані для будівництва стовпів в якості підставки під них. Хоча можливість їх сакрального та релігійного значення, так само повністю не виключається.
На печатках знайдених в долині Інду, зображено багато тварин в тому числі і на марші, деякі з яких маю химерність. На одній з печаток, з Мохенджо-Даро зображений монстр — напівлюдина — напівбуйвол, що атакує тигра, що може бути відсиланням до Шумерского міфу про Гільгамеша про такого монстра, створеного богинею Кі.
На відміну від сучасників Індської цивілізації — Стародавнього Єгипту та Месопотамії, в долині Інду немає монументальних палаців. Хоча розкопані міста показують — інженерні знання і ресурси для цього були. Це може вказувати на те, що релігійні обряди відбувалися у окремих будинках, невеликих храмах, а ряд обрядів проводився на відкритому повітрі. З усіх об'єктів, раніше приписуються до релігійних, тільки Велика Ванна у Мохенджо Даро визнана, як релігійний об'єкт — у ньому могли проводиться релігійні обмивання.
Поховання відрізняються різноманітним підходом — від поховання на спині, до дроблення останків спеціальними пристосуваннями і кремацією. При цьому основним способом залишалося — витягнуте на спині положення трупа.

## Занепад
Занепад індської цивілізації припадає на XVIII–XVII ст. до н. е. При вивченні цього питання, було висунуто кілька теорій. До 2017 року, при з'єднанні досліджень палеокліматологів, археологів, істориків та географів, були зроблені наукові відкриття, які відносно чітко розставили відповіді на питання.

## Пізній період Індської— Хараппської цивілізації
Близько 1900 р. до н. е. почали з'являтися ознаки поступового спаду і приблизно до 1700 р. до н. е. більшість міст Індської культури було закинуто. Дослідження людських кістяків цього періоду, в Хараппі, показало збільшення насильства і інфекційних хвороб, таких як проказа і туберкульоз. Міста стали порожніти і на відміну від попереднього періоду, зростання почалося в сільських поселеннях. Однак на початковому етапі занепаду, населення, навпаки, намагалося знайти порятунок у містах. Це мабуть пов'язано з наростаючою посухою і перебоями в урожаях. Деякий період часу, населення, що складало Індську культуру, жили пліч-о-пліч з населенням Культури кладовища H. При цьому спостерігався процес зміни вірувань — перестали з'являтися печатки та інші зображення з єдинорогом, взагалі зійшло нанівець виробництво печаток, що до цього були маркером Індської культури. Зникли ваги з мірними тягарцями у вигляді кубічних каменів, що використовувалися Індською культурою, індська письмова система так само перестала з'являтися. Замість пшениці та ячменю, стала наростати важливість рису і проса, відбувалося перепрофілювання сільського господарства, його відносна інтенсифікація.
У період з 1900 по 1700 р. до н. е. в області цивілізації з'явилося багато регіональних культур, стався розпад єдиної до цього держави — Культура кладовища H, культура Western Uttar Pradesh, Джхукар, Rangpur, India. Так само були Пірак і Даймабад.
Найбільші поселення цього періоду — Кудвала в Чолістані, Бет Дварка і Даймабад. Однак ці поселення помітно менші за розмірами і населенням, ніж міста згаслої Індської цивілізації. Бет Дварка був укріпленим поселенням і підтримував торгівлю з регіоном Перської затоки, однак відбулося скорочення торгівлі на далекі відстані. З іншого боку, стало поліпшуватися землеробство, з'явилися різноманітні культури і подвійне землеробство, а так само поступова міграція землеробів на Південь і Схід.
Кераміка пізньої Хараппської культури демонструє деяку безперервність в стилі і виготовленні зі зрілою Хараппською культурою, проте з деякими відмінностями. Багато минулих місць проживання були населені ще протягом століть, хоча міста в підсумку стали зникати на користь дрібних поселень. Типові для зрілої Хараппської культури кам'яні фундаменти і жіночі фігурки, стали рідкістю. Знайдено кілька круглих печаток з геометричними малюнками, але на них вже немає сцен, характерних для зрілої Індської культури. Поряд зі спадом торгівлі з далекими містами, спостерігається прогрес у технологіях фаянсу і в освоєнні скла. Так само зберігалася технологія виготовлення намистин з каменів і сверління в них отворів. Міська каналізація, лазні, система відведення стічних вод більше не існували, не будувалися, не обслуговувалися об'єкти. Нові будівлі були гірше побудовані за якістю. На кам'яних скульптурах відзначені сліди вандалізму. Цінні речі стали виявлятися, захованими в скарбах, що передбачає заворушення і спробу таким чином зберегти цінності. Трупи тварин, а деколи і людей, знаходили не поховані, а просто на вулицях і в будівлях.
Між 1700–1000 роками до нашої ери більшість поселень пізньої Хараппської — Індської культури, навіть сільські, були повністю занедбані. Подальші культури визначаються як тимчасові, які приходили на обжиті в минулому ділянки і вели кочовий спосіб життя, пов'язаний зі скотарством. Ці кочові культури використовували кераміку грубого, ручного ліплення. Однак зберігалася певна спадкоємність і збіг в артефактах між пізньою Хараппською культурою і наступними культурами, на дільницях в Пенджабі, Харьяні і Уттар — Прадеш, переважно у невеликих сільських поселеннях.

## Теорії про причини занепаду Індської— Хараппської культури
Близько 1900 року до н. е., Харапська цивілізація почала занепадати, і досі не існує однозначної відповіді, чому це сталося. Серед гіпотез — зміни клімату, природні катастрофи, зниження родючості ґрунтів та вторгнення арійських племен. Ця загадка залишається однією з найбільших загадок в історії стародавнього світу.

### «Арійське вторгнення»
У 1953 році археолог Мортімер Уілер припустив, що спад Хараппської-Індської культури міг бути викликаний вторгненням одного з індоєвропейських племен із Центральної Азії — аріїв. На доказ він привів групу з 37 скелетів, знайдену в різних частинах Мохенджо-Даро і згадки у Ведах про битви і фортеці. Однак незабаром інші вчені відкинули теорію Уїлера, оскільки скелети належали періоду, коли місто вже було покинуте. Подальші дослідження кістяків проведені Кеннетом Кеннеді в 1994 році, показали що «травми» на черепах, це не травми, а сліди від ерозії.
Археологи — Kenoyer J. M. & Heuston К. виклали пояснення — подальші дослідження не виявили слідів битв, поховань, які вказували б на війну між жителями Індської цивілізації і «аріями». Міста пізньої Хараппської культури не були зруйновані при штурмах, вони були закинуті за поступової, наростаючої аридизації клімату. Супутникові знімки висохлого русла річки Сарасваті і розкопки вздовж її русла, вказують на те, що ширина річки, в період розквіту Хараппської — Індської культури, досягала в період повеней 5–7 кілометрів. Коли вона почала пересихати, розпочався вихід людей з місць, які втрачали свою привабливість для життя, в тому числі на Південь і на Схід, і в долини річок Ганг і Ямуна.
У Культурі кладовища Н деякі з малюнків на поховальних урнах, були інтерпретовані через ведичну літературу — наприклад павичі з людськими фігурами всередині їх тіл, що були витлумачено як душі мертвих. Це може вказувати на проникнення нових релігійних практик в цей період, але археологічні дані не підтверджують гіпотезу, що люди цієї культури були руйнівниками міст Індської цивілізації.

### Зміна клімату, посуха

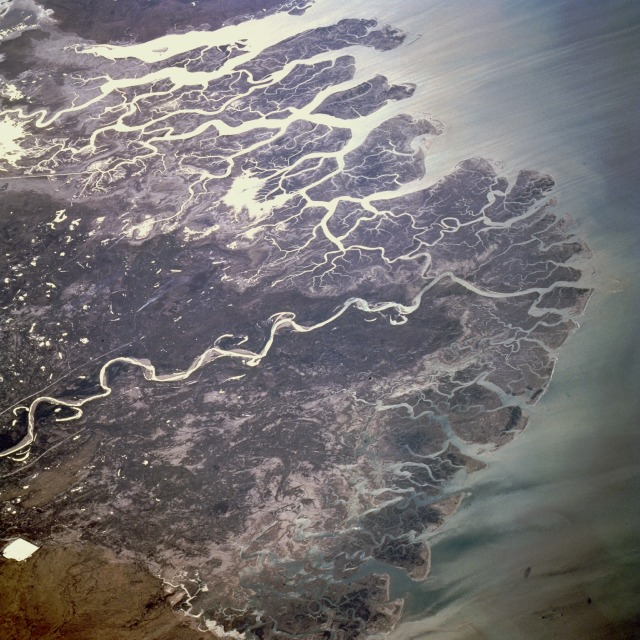
Дельта річки Інд

Враховуючи дослідження палеокліматологів була винесена наступна гіпотеза. Поряд з Індською цивілізацією, в цей же період стався різкий занепад культур в Стародавньому Царстві Стародавнього Єгипту та Аккадській імперії. В результаті сталося обміління річок, клімат зазнав аридизації — посушливості, по всьому Близькому Сходу. Станом на 2016 рік багато вчених вважають, що саме посуха і наступний спад у торгівлі з Давнім Єгиптом і Месопотамією, призвели до краху Індської цивілізації.
Річкова система Гхаггар-Хакра, від якої залежало водопостачання найгустонаселеніших регіонів і міст Індської культури, своєю чергою залежала від сезонних мусонних дощів. Клімат долини Інду став прохолоднішим і посушливішим починаючи з 1800 р. до н. е., що пов'язано з ослабленням сезонних мусонів. Потім відбулося подальше осушення земель, в силу ще більшою аридизації клімату. Гхаггар-Хакра або вона ж Сарасваті (річка), змінила своє русло, обміліла і перестала текти до передгір'я Гімалаїв, почавши впадати одним притоком Ямуна — в річку Ганг, іншим Сатледж — в річку Інд.
Аридизация цілком могла призвести до такого зменшення водопостачання, що цивілізація Інду загинула, а населення пішло на Південний Схід. Враховуючи, що до цього населення Індської культури не розвивало потужну систему іригації, покладаючись саме на мусони з дощами, а мусони стали зміщуватися на Схід і Південь, то хлібороби стали мігрувати і в підсумку прийшли в басейн річки Ганг, де заснували невеликі поселення фермерського типу та села. Надлишків продукції в таких поселеннях було мало і тому не було активної торгівлі, великі міста вимерли.

### Зіткнення з космічним тілом
Дослідження групи індійських геологів в в період 2019-2022 роках пролили світло на структуру на північному заході Індії, визначену як кратер від падіння метеорита. Цей кратер, названий «Луна», інтригував науковців протягом десятиліть, але лише нещодавно з’явилися конкретні докази, що підтверджують його позаземне походження. Згідно публікації в науковому журналі Planetary and Space Science. Кратер «Луна» діаметром від 1,5 до 1,8 км і висотою 7 м над рівнем моря розташований на рівнині Банні в басейні річки Кутч, штат Гуджарат (Індія). Значення цього дослідження виходить за рамки стандартного геологічного інтересу: радіовуглецевий аналіз показує, що кратеру приблизно 6 905 років, тоді як оптико-стимульований люмінесцентний аналіз уточнює його утворення приблизно до 4 050 років тому. Цей період збігається із занепадом Харапської цивілізації, видатного суспільства бронзового віку в долині Інду. Дослідники припускають, що падіння метеорита, ймовірно, спричинило масштабні лісові пожежі та значну ударну хвилю, що потенційно сприяло занепаду цієї цивілізації. Близькість кратера «Луна» до Дхолавіра, великого харапського міста, свідчить про значні наслідки для мешканців того часу. Хоча дане дослідження не встановлює прямого зв’язку між утворенням кратера і занепадом Харапської цивілізації, але воно відкриває шляхи для подальшого вивчення того, як природні катастрофи історично формували людські суспільства.

## Подальший розвиток культур— безперервність
Археологічні розкопки показують, що падіння цивілізації Інду призвело людей на Схід. За словами Посслея, після 1900 р. до н. е. число селищ на території сучасної Індії збільшилося з 218 до 853. Розкопки вздовж Гангської рівнини показують, що там почали з'являтися міста, починаючи приблизно з 1200 р. до н. е. Джим Шаффер вказує, що це була серія безперервних культурних циклів, пов'язаних із двома основними фазами урбанізації в Південній Азії.
Населення, до цього жило в долині річки Сарасваті, стало активно мігрувати, рятуючись від посухи, в долини річок Ямуна, Ганг, Раві. Це був період з 1900 по 1000 роки до нашої ери.
На археологічних розкопках Бхагванпура в Харьяні виявлено одночасне існування кількох культур, з різного типу керамікою. Були виявлені змішані шари, в яких перебувала кераміка періоду пізньої Хараппської культури і Культура сірої розписної кераміки, остання пов'язана з Ведійською цивілізацією і датується приблизно 1200 роками до нашої ери. При цьому поряд з керамікою, з розкопок помітно, що люди жили в різного типу будинках. Поступово Хараппська кераміка остаточно змінилася сірою і надалі культура згасла, повністю перейшовши у Ведійську цивілізацію. Потім відбулося освоєння коней, залізних знарядь і нових релігійних практик.
Згідно подальших розкопок і порівнянь, у тому числі на об'єкті Ройді, поруч з містом Раджкот, було доведено, що, за словами Поссель, Грегорі — попри наявність очевидної наступності між Індською цивілізацією і пізнішими Південно-Азійськими культурами, багато аспектів Хараппської культури були втрачені назавжди. Друга хвиля урбанізації Індії, пов'язана з Культурою північної чорної лощеної кераміки, вже не пов'язана з культурою Хараппської цивілізації.

## Пост-Хараппська культура
Спочатку вчені припускали, що падіння Індської культури призвело до переривання міського життя на Індійському субконтиненті. Однак цивілізація Інду не зникла раптово і в короткий історичний момент, згасання так чи інакше йшло сотні років. Багато елементів Індійської культури проявляються у пізніших культурах. Культура кладовища H може бути проявом пізнього Індського періоду розвитку на території в регіоні Пенджаб, Харьяна і Уттар-Прадеш, а Культура вохрової розписної кераміки може бути її спадкоємцем. David Gordon, спираючись на дослідження ще трьох вчених, вказує, що Ведизм має коріння в Індській цивілізації.
Розкопки на 2016 рік свідчать, що матеріальна культура Пізньої Хараппської цивілізації, могла зберігатися у Культурі сірої розписної кераміки до 1000–900 років до нашої ери. Гарвардський археолог Річард Луг вказує на покинуте поселення Хараппської культури в Пираку, яке безперервно розвивалося з 1800 років до нашої ери, аж до вторгнення Александра Македонського в 325 році до нашої ери.
Після занепаду Індської цивілізації багато її рис перейняли регіональні культури, різною мірою і на різних територіях. Так, Культура кладовища H має ранні докази кремації тіл людей — практики домінуючої в сучасному індуїзмі.

## Історичний контекст

### Близький Схід
Зріла індська цивілізація відповідає ранній і середній бронзовій добі на Близькому Сході. Зокрема, Древній період Еламу, Ранньодинастичний період в Південній Месопотамії — Третя династія Ура, Мінойська цивілізація і проміжку від Древнього царства Єгипту до Першого перехідного періоду в історії Стародавнього Єгипту.
Індську цивілізацію іноді порівнюють зокрема з цивілізаціями Еламу, в контексті гіпотези Еламо-дравідійських мов і з Мінойским Критом — через наявні паралелі у вигляді Всюдисущої Богині і зображень бика. Індійська культура була ідентифікована під топонімом Мелухха, згідно з шумерськими записами.
Шахрі-Сухте, розташований у південно-східному Ірані, вказує на торгівельний маршрут з Месопотамією. Ряд знахідок бивнів зі шрифтом, що належать до Індійської культури, виявлений при розкопках в Месопотамії.

### Даса
Після початку дослідження Індської культури і в 1920-х роках, термін з рігведи — Даса — ворог, був прив'язаний до ворожих племен, які вторглися на територію індів. Уілер, Мортімер інтерпретував наявність не похованих останків у верхніх шарах Мохенджо-Даро, як доказ військових дій, що закінчився завоюванням Індської цивілізації та її згасанням. Це збігалося з реальним занепадом культури в Індській долині. Проте подальші дослідження виявили інше — вторгнення як такого не було, була міграція населення, в тому числі і менш розвинених племен в долину Інду, де вони зазнали поступового окультурення урбаністичною цивілізацією, якою був Інд в той період. Цю подію можна порівняти за значущістю і масштабами з міграціями варварів після Падіння Західної Римської імперії або вторгненням каситів у Вавілонію. Дані події були тривалими за часом і супроводжувалися наприклад переїздом в Грецію талановитих ораторів з Близького сходу і індоєвропейською інтеграцією і засвоєнням культури в Західній Європі.

## Мови мунда
Мовою Індської культури вважають мови мунда або мову прото-Мунда, можливо споріднену Нігалі.
Майкл Вітцель припускав мовою Індської цивілізації мову, схожу на австроазійські мови, особливо на кхасі (мова). Він стверджує, що Рігведа демонструє ознаки впливу мов даної групи в Індській культури на ранньому історичному етапі. Дравіди при цьому стали проявляти себе на пізніших рівнях, коли Індійська культура була вже сильно розвиненою. Вітцель вважає саме носіїв австроазійських мов першими жителями Індської культури.

## Етнічна і генетична приналежність
Питання про етнічну приналежність не вирішене, хоча найчастіше передбачається зв'язок з носіями дравідійських мов. Область поширення цивілізації добре корелює з поширенням Y-гаплогрупи L, а також з ареалом найвищої різноманітності Y-гаплогрупи R1a1a (M17).

## Розкопки і пам'ятки
Перші випадкові знахідки, що належать до стародавньої цивілізації Інду, траплялися європейцям з середини XIX століття (Чарльз Мейссон першим описав руїни Хараппи в 1842 році, потім в 1856 році їх відвідав Александр Каннінгем), але для науки протоіндійська цивілізація була відкрита індійськими археологами Раєм Бахадуром Дайя Рамом Сахні і Ракхалом Дасом Банерджі на початку 1920-х. Тоді почалися планомірні розкопки пагорбів Мохенджо-Даро і Хараппи, які тривали до кінця 1960-х (з перервою, яка була пов'язана з початком Другої світової війни). У той же час розкопки йшли в інших місцях — Кот-Діджі (1955–1957), Амрі (1959–1961), Калібанган, Лотхал, Рангпур, Аллахдіно і пакистанській частині пустелі Тар. До кінця XX століття археологами було виявлено близько 1000 поселень, що належать до хараппської культури. Серед численних міст і поселень краще всього були досліджені два центри — Мохенджо-Даро й Хараппа.
Перелік археологічних об'єктів індської цивілізації:
- Амрі
- Даймабад
- Калібанган
- Кот-Диджи
- Нал-Нундара
- Лотхал
- Мергарх
- Мохенджо-Даро
- Наушаро
- Пірак
- Хараппа
- Чанху-Даро